# Военно-воздушные силы СССР
Вое́нно-возду́шные си́лы СССР (Прослушатьо файле), сокр. ВВС СССР — один из видов Вооружённых сил Союза ССР.
ВВС ВС Союза ССР носили наименование:
- с 1918 года по 1924 год — Рабоче-крестьянский Красный воздушный флот;
- с 1924 года по 1946 год — Военно-воздушные силы РККА;
- с 1946 года по 1991 год — Военно-воздушные силы ВС СССР.

В основные задачи ВВС входило прикрытие с воздуха Сухопутных войск (СВ) и Военно-морского флота (ВМФ), непосредственное уничтожение объектов и войск (сил) противника, участие в специальных операциях, воздушные переброски, а также решающая роль в завоевании господства в воздухе. Основой структуры Военно-воздушных сил являлись дальняя (ДА), военно-транспортная (ВТА) и фронтовая авиация. Некоторые части ВВС СССР входили в стратегические ядерные силы страны, что предусматривало использование ядерных средств поражения.
По численности личного состава и количеству летательных аппаратов на момент своего раздела являлись самыми крупными Военно-воздушными силами в мире. К 1990 году в их составе находилось 6 079 самолётов разных типов.
В декабре 1991 года, в результате распада СССР, ВВС СССР были разделены между Россией и 11 независимыми республиками (Латвия, Литва и Эстония отказались участвовать в разделе Вооружённых Сил Союза ССР по политическим мотивам).

## История

### Рабоче-Крестьянский Красный воздушный флот

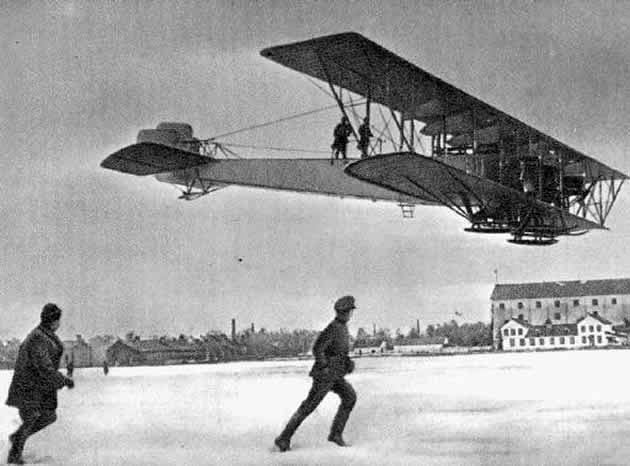
В наследство от Российской империи молодому советскому воздушному флоту достался один дивизион С-22 «Илья Муромец»

Военно-воздушные силы первого советского государства создавались вместе с Красной Армией. Руководство их строительством осуществлялось Наркоматом по военным и морским делам под руководством Л. Д. Троцкого. В его составе 2 января 1918 года была учреждена Всероссийская коллегия по управлению Воздушным флотом Республики, председателем которой был назначен К. В. Акашев. Переход к строительству регулярного Рабоче-Крестьянского Красного Военно-воздушного Флота был начат в соответствии с приказом № 84 Наркомата по военным и морским делам от 25 января 1918 года, которым предписывалось «сохранить полностью для трудового народа все авиационные части и школы». 24 мая 1918 года Всероссийская коллегия была упразднена, и образовано Главное управление Рабоче-Крестьянского Красного Военно-воздушного Флота (Главвоздухофлот), которое возглавлял Совет в составе начальника Главвоздухофлота и двух комиссаров. Для руководства боевой деятельностью авиационных частей на фронтах Гражданской войны в сентябре 1918 года при штабе Реввоенсовета Республики было создано Полевое управление авиации и воздухоплавания действующей армии (Авиадарм). В конце 1921 года в связи с ликвидацией фронтов Авиадарм был упразднён. Единым органом руководства авиацией стало Главное управление Воздушного Флота.
К ноябрю 1918 года в составе военно-воздушного флота было 38, к весне 1919 года — 61, а к декабрю 1920 года — 83 авиаотряда (в том числе 18 морских). Всего в годы Гражданской войны на фронтах одновременно действовало до 350 советских самолётов. В распоряжении Главного командования РККВФ также находился дивизион воздушных кораблей «Илья Муромец».
В гражданской войне авиация РККА виду износа материальной части, слабости ремонтных мощностей и хронической нехватки лётных и наземных кадров использовалась незначительно и большей частью в целях разведки. Бомбовые удары носили эпизодический характер. За все годы гражданской войны известны лишь 169 воздушных боёв, в которых сбито 9 «красных» самолётов, а у их противников — 3 «белых» и 2 английских интервентов.

### Военно-Воздушные Силы РККА

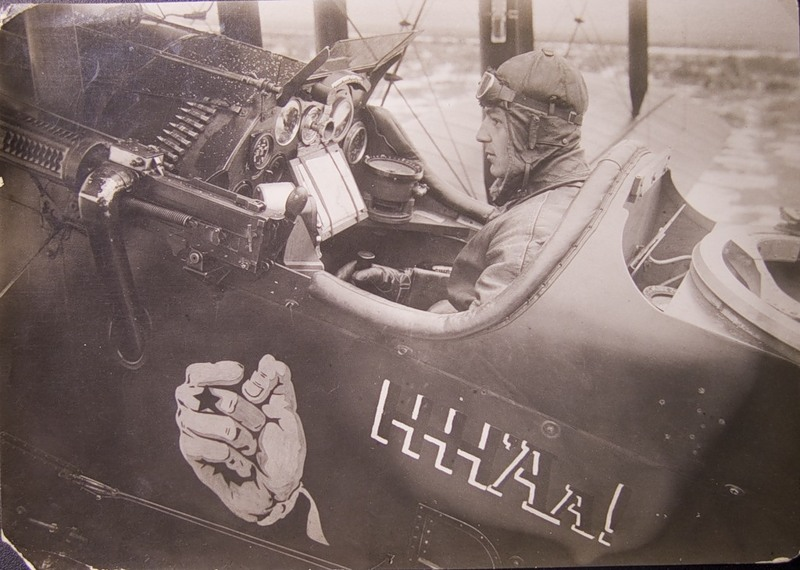
Пилот самолёта Р-1 19-го авиационного отряда «Дальневосточный Ультиматум», 1929 год.

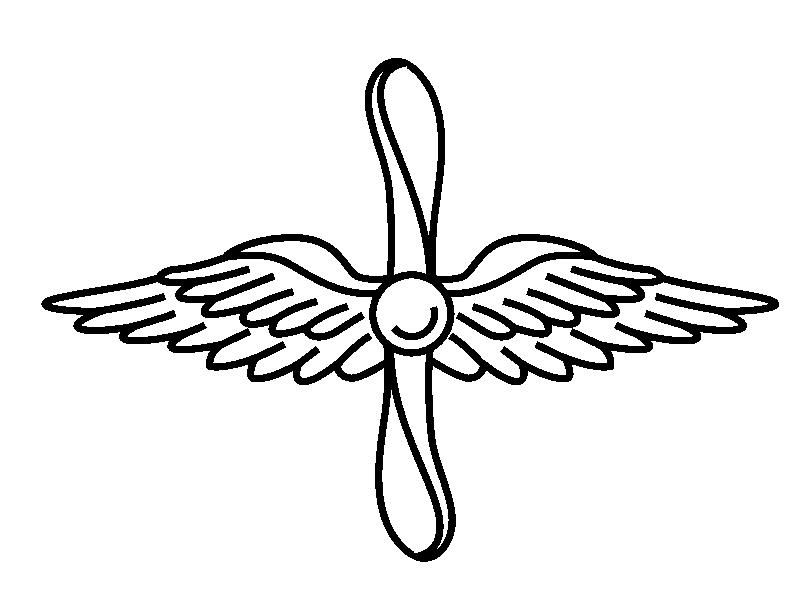
Знак — эмблема на петлицы родов войск и служб ВС СССР: Военно-Воздушные Силы, введена приказом НКО СССР № 33, от 10 марта 1936 года (исправлениями и дополнениями, введёнными приказами НКО СССР № 165, от 31 августа 1936 года, № 93 от 30 марта, № 121 от 12 апреля 1942 года, № 25 от 15 января и № 310 от 12 ноября 1943 года.

После окончания Гражданской войны прошла реорганизация РККВФ. В 1924 году решением СНК СССР Рабоче-Крестьянский Воздушный Флот переименован в Военно-Воздушные Силы РККА, а Главное управление Воздушного флота — в Управление ВВС. В том же году образовалась бомбардировочная авиация как самостоятельный род авиации, когда при новой реорганизации предусмотрели формирование легкобомбардировочных и тяжелобомбардировочных эскадрилий. Менялось соотношение родов авиации. Становилось все больше истребителей и тяжёлых бомбардировщиков и меньше разведчиков.
Реввоенсовет СССР 23 марта 1932 года выпустил постановление «Об основах организации Военно-воздушных сил РККА», в соответствии с ним ВВС РККА «переводят их из оружия вспомогательного назначения, которое они по существу занимали до сих пор, на роль самостоятельного рода войск», и поэтому было произведено деление Воздушных сил Красной Армии, в соответствии со стратегическим и оперативно-тактическим назначением, на войсковую, армейскую и фронтовую авиации, а в соответствии с боевыми задачами, лётно-техническими данными и вооружением летательных аппаратов, военная авиация подразделялась на истребительную, бомбардировочную, штурмовую и разведывательную.
К середине 1930-х годов в ВВС появилось много новых типов самолётов, что оказало своё влияние на структуру. После поступления на вооружение Р-6 возникли крейсерские эскадрильи; когда в 1936 году с заводов поступили первые СБ — скоростные бомбардировочные, а с началом освоения ДБ-3 в 1937 году — дальнебомбардировочные. Начался быстрый количественный рост ВВС. В 1924—1933 годах на вооружение поступили истребители И-2,И-3, И-4, И-5, разведчики Р-3, тяжёлые бомбардировщики ТБ-1 и ТБ-3. К середине 30-х годов на вооружение также были приняты истребители И-15, И-16, И-153, бомбардировщики СБ, ДБ-3. Самолётный парк ВВС РККА с 1928 по 1932 год возрос в 2,6 раза, а количество импортных самолётов сократилось по истребителям с 92 до 4 %, бомбардировщикам — со 100 до 3 %.
В 1938—1939 годах ВВС были переведены с бригадной организации на полковую и дивизионную. Основной тактической единицей стал полк, состоящий из 4—5 эскадрилий (60—63 самолёта, а в тяжёлобомбардировочном полку — 40 самолётов). В соответствии с назначением и задачами ВВС изменился удельный вес различных родов авиации в составе ВВС: бомбардировочная и штурмовая авиация к 1940—1941 году составляла 51,9 %, истребительная — 38,6 %, разведывательная — 9,5 %. Однако многие типы самолётов по основным тактико-техническим данным ещё уступали однотипным самолётам ВВС капиталистических государств. Рост технической оснащённости ВВС, их численное увеличение потребовали значительного улучшения дела подготовки командных, инженерных и лётно-технических кадров. В 1938 году подготовка лётно-технических кадров для ВВС осуществлялась в 18 лётных и технических училищах.
В начале 30-х годов начались нововведения в структуре армии. В состав ВВС с 1932 года вошли воздушно-десантные войска. Позже они получили свою авиацию — транспортные и разведывательные самолёты. В сентябре 1935 года в Красной Армии появились воинские звания. Все лётчики, по современным меркам, относились к офицерам. Лётные школы выпускали их в звании «младший лейтенант».
В конце 1930-х годов Военно-воздушные силы РККА затронула волна репрессий. Множество командиров ВВС РККА, в числе которых имелось немало лётчиков с полученным в Испании, Китае, Финляндии боевым опытом, было репрессировано. В 1938—1941 годах были расстреляны начальники ВВС РККА: командарм 2-го ранга А. Д. Локтионов, командарм 2-го ранга Я. И. Алкснис, генерал-лейтенант Я. И. Смушкевич, генерал-лейтенант П. В. Рычагов.
На период с 1924 по 1946 год лётчики ВВС РККА участвовали в вооружённых конфликтах в Испании, в Китае, на Халхин-Голе, в Зимней войне, а также в воздушных боях Второй мировой войны.

### Гражданская война в Испании

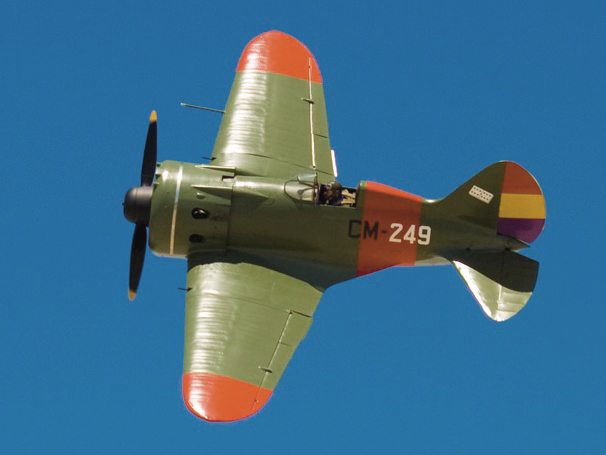
И-16 с опознавательными знаками Испанской республики. Советские пилоты на таких машинах показали хорошие результаты в боях с немецкими бипланами до появления Ме-109.

В феврале 1936 года во время выборов, прошедших в обнищавшей, отсталой Испании, к власти пришёл левый Народный фронт, а спустя пять месяцев националистические силы, поддержанные новыми фашистами, подняли открытый мятеж, начав гражданскую войну. На поддержку лояльного СССР республиканского правительства в Испанию начали прибывать советские лётчики-добровольцы. Первый воздушный бой с участием советских лётчиков произошёл 5 ноября 1936 года, а вскоре число боёв значительно возросло.
В начале воздушных боёв советские лётчики на новых истребителях И-16 сумели добиться значительного превосходства в воздухе над пилотами Люфтваффе, летавшими в начале войны на бипланах Хейнкель He-51. Было решено направить в Испанию новейшие Мессершмитт Bf.109. Однако их дебют был не очень удачным: все три доставленные прототипа, в той или иной степени, страдали техническими недоработками. Кроме того, все они имели конструктивные различия, поэтому их обслуживание и ремонт вызывали большие проблемы. Спустя несколько недель, так и не приняв участие в боевых действиях, самолёты были отправлены назад. Тогда на помощь франкистскому режиму были отправлены новейшие Мессершмитт Bf.109В. Как и предполагалось, модернизированные «Мессершмитты» намного превосходили советские истребители И-16. Немецкие самолёты были быстрее в горизонтальном полёте, имели больший боевой потолок и были заметно быстрее в пикировании. Однако И-16 превосходили своих конкурентов в манёвренности, особенно на высотах ниже 3000 метров.
Некоторые советские добровольцы после возвращения домой быстро продвигались по службе, что в значительной мере объяснялось чисткой среди высших офицеров, которую в это время начал Сталин. Поэтому многие из тех, кто воевал в Испании, после начала немецкого вторжения в июне 1941 года стали полковниками и даже генералами. Недавно продвинутые чиновники испытывали недостаток в полёте и опыте команды, в то время как командующие старшего возраста испытывали недостаток в инициативе, часто отсылая незначительные запросы в Москву для одобрения, и настаивали, чтобы их пилоты строго выполняли стандартизированные и предсказуемые пилотажные манёвры в ходе полётов, желая тем самым уменьшить аварийность в частях ВВС.
По мнению ряда историков, опыт современной воздушной войны в Испании и проходившей практически одновременно японско-китайской войны, где также участвовали советские лётчики-добровольцы, не был обобщён и остался практически не изученным, что отрицательно сказалось на дальнейшем ходе строительства ВВС РККА.
19 ноября 1939 года штаб ВВС был реорганизован в Главное управление Воздушных сил Красной армии, начальником которого стал Яков Смушкевич.

### Бои на Халхин-Голе

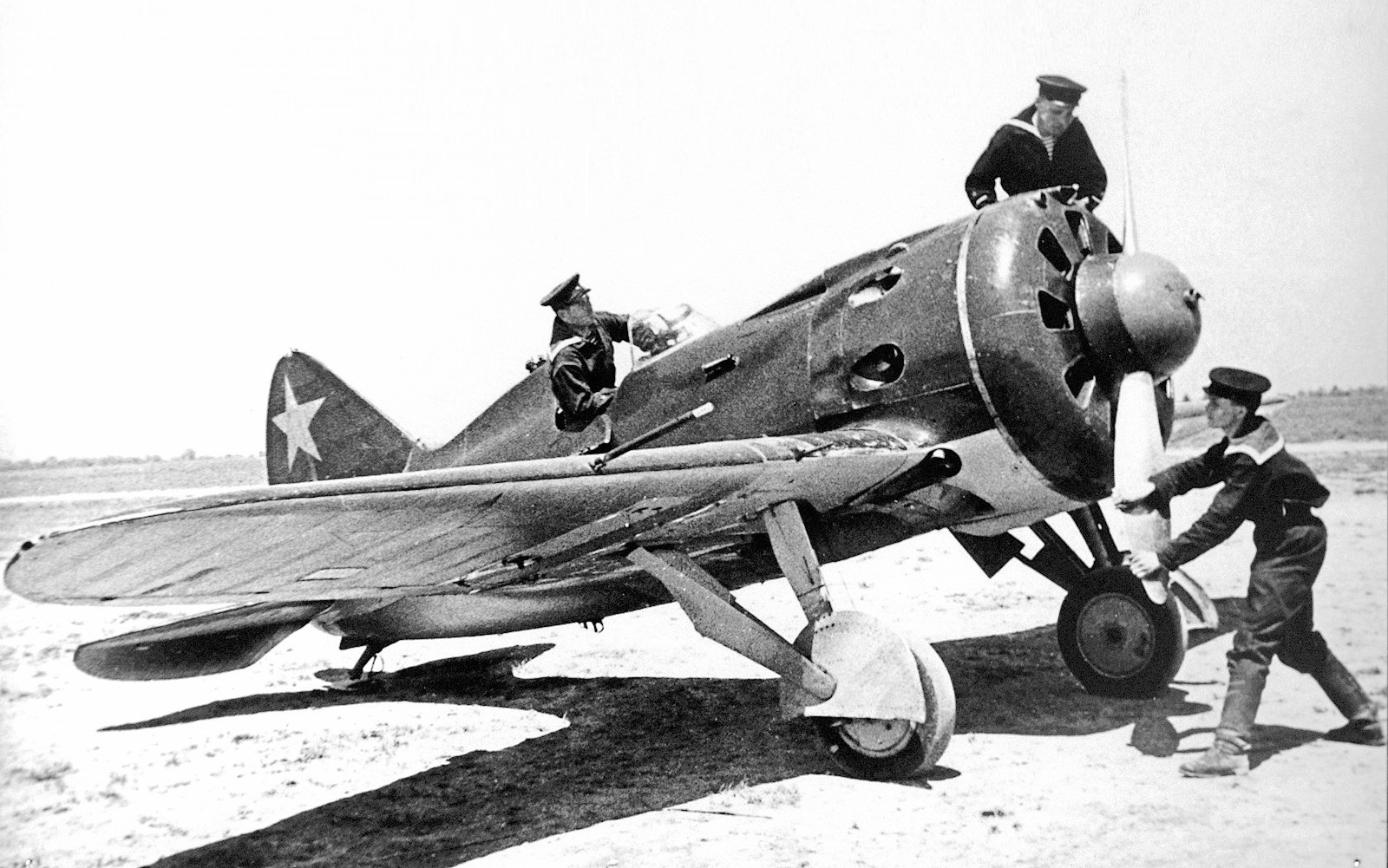
После переброски на Дальний Восток лётчиков, имевших боевой опыт в небе Испании, и модернизированных И-16, удалось захватить господство в воздухе Халхин-Гола

Советская авиация сыграла решающую роль в вооружённом конфликте, продолжавшемся с весны по осень 1939 года у реки Халхин-Гол на территории Монголии недалеко от границы с Маньчжурией, между СССР и Японией. В небе развернулась воздушная война. Уже первые столкновения в конце мая показали преимущество японских авиаторов. Так, за два дня боёв советский истребительный полк потерял 15 истребителей, в то время как японская сторона потеряла всего одну машину.
Советскому командованию пришлось пойти на радикальные меры: 29 мая из Москвы в район боевых действий вылетела группа лётчиков-асов во главе с заместителем начальника ВВС РККА Яковом Смушкевичем. Многие из них были Героями Советского Союза, имевшими боевой опыт в небе Испании и Китая. После этого силы сторон в воздухе стали примерно равными. Для обеспечения господства в воздухе на Дальний Восток были переброшены новые советские модернизированные истребители И-16 и И-153 «Чайка». Так, в результате боя 22 июня, который получил широкую известность в Японии (во время этого боя был сбит и взят в плен известный японский лётчик-ас Такэо Фукуда, прославившийся во время войны в Китае; по другим данным, он был взят в плен 29 июля; всего в этом бою потеряно 17 советских и 10 японских самолётов), было обеспечено превосходство советской авиации над японской и удалось захватить господство в воздухе. Всего в воздушных боях с 22 по 28 июня японские авиационные силы потеряли 90 самолётов (по другим данным, за весь июнь японская сторона потеряла 13 самолётов). Потери советской авиации оказались гораздо меньшими — 38 машин.
Бои продолжались до 14 сентября 1939 года. За это время было одержано 589 воздушных побед (потери Японии по данным Алексея Степанова составили 164 самолёта по всем причинам), потери СССР составили 207 самолётов, погибли 211 лётчиков. Несколько раз пилоты, у которых кончался боезапас, шли на таран. Первую такую атаку провёл 20 июля Витт Скобарихин.

### Война с Финляндией
Руководство Советского Союза начало изыскивать способы наилучшим образом подготовить страну к грядущей войне. Одной из важных задач была оптимизация обороны границ. В этой области возникли проблемы: на севере граница с Финляндией пролегала в 20—30 километрах от Ленинграда, важнейшего индустриального центра страны. В случае использования территории Финляндии для наступления этот город бы неминуемо пострадал, существовала вполне реальная возможность его потери. В результате неудачных дипломатических переговоров и ряда пограничных инцидентов СССР объявил войну Финляндии. 30 ноября 1939 года советские войска пересекли границу.
И-16 составляли половину задействованной в конфликте советской истребительной авиации, в то время как остальными истребителями были бипланы Поликарпова, по современным меркам морально устаревшие. Первые же бои в небе над Финляндией показали недостаточную боевую готовность ВВС Красной Армии, особенно бомбардировочной авиации. Прикомандированный к штабу Северо-Западного фронта комкор П. С. Шелухин писал наркому обороны:

Состояние боевой выучки авиачастей находится на крайне низком уровне… бомбардировщики не умеют летать и особенно маневрировать строем. В связи с этим нет возможности создать огневое взаимодействие и отражать массированным огнём нападение истребителей противника. Это даёт возможность противнику наносить своими ничтожными силами чувствительные удары. Навигационная подготовка очень слаба, что приводит к большому количеству блуждений (так в документе) даже в хорошую погоду; в плохую видимость и ночью — массовые блуждения. Лётчик, будучи неподготовленным к маршруту, и в связи с тем, что ответственность за самолётовождение лежит на лётчике-наблюдателе, небрежничает в полёте и теряет ориентировку, надеясь на лётчика-наблюдателя. Массовые блудёжки очень пагубно отражаются на боеспособности частей, так как они ведут к большому количеству потерь без всякого воздействия противника и подрывают веру в свои силы у экипажей, а это в свою очередь заставляет командиров неделями выжидать хорошей погоды, чем резко снижается количество вылетов… Говоря о действиях авиации в целом, нужно больше всего говорить о её бездействии или действии большей частью вхолостую. Ибо нельзя ничем иначе объяснить то обстоятельство, что наша авиация с таким колоссальным превосходством в течение месяца почти ничего не могла сделать противнику…

За все время советско-финской войны СССР потерял 627 самолётов различных типов. Из них 37,6 % было сбито в бою или совершили посадку на территории противника, 13,7 % пропали без вести, 28,87 % потеряно в результате аварий и катастроф и 19,78 % получили повреждения, которые не позволили вернуть самолёты в строй. В то же время финская сторона потеряла сбитыми в бою 76 и повреждёнными 51 самолёт, хотя по официальным советским данным финны потеряли 362 самолёта.
Прошедшая война показала серьёзное отставание советских ВВС как в технике, так и в организации боевых действий и управлении войсками. В отношении последнего фактора война с Финляндией не только не исправила неудачную организационную структуру ВВС, но и ещё более усугубила: комиссия по обобщению опыта войны во главе с Маршалом Советского Союза Г. И. Куликом сделала вывод, что авиацию необходимо непосредственно подчинить общевойсковым командирам. Согласился с ним и начальник Главного управления ВВС Красной армии генерал-лейтенант авиации Я. В. Смушкевич. В итоге подавляющая часть авиации была передана в состав ВВС округов (в военное время ВВС фронтов) и ВВС общевойсковых армий, командующие которых получили право распоряжаться авиацией по своему усмотрению. Командующий ВВС Красной Армии фактически был лишён возможности управления большей части ВВС (оставленная в его распоряжении незначительная часть авиации не могла существенно влиять на ход боевых действий).
На 1 января 1941 год в ВВС насчитывалось 26 392 самолётов, из них 14 954 боевых и 11 438 учебных и транспортных. На службе в ВВС находилось 363 900 человек.

### Великая Отечественная война
События, произошедшие летом 1941 года, показали, что предпринятые меры по модернизации советских ВВС не привели к весомым результатам. Во время военных конфликтов, имевших место в 1930-е годы, советские пилоты летали на самолётах И-15, И-153 и И-16, спроектированных в КБ Поликарпова. Не уступая лучшим самолётам остального мира в 1936 году, четыре года спустя они уже устарели, поскольку авиационная промышленность в этот период развивалась очень быстро. Внезапная атака, обрушенная Люфтваффе в воскресенье 22 июня 1941 года на аэродромы ВВС, которые располагались вблизи западной границы СССР, застала врасплох как Красную армию, так и её воздушные силы.

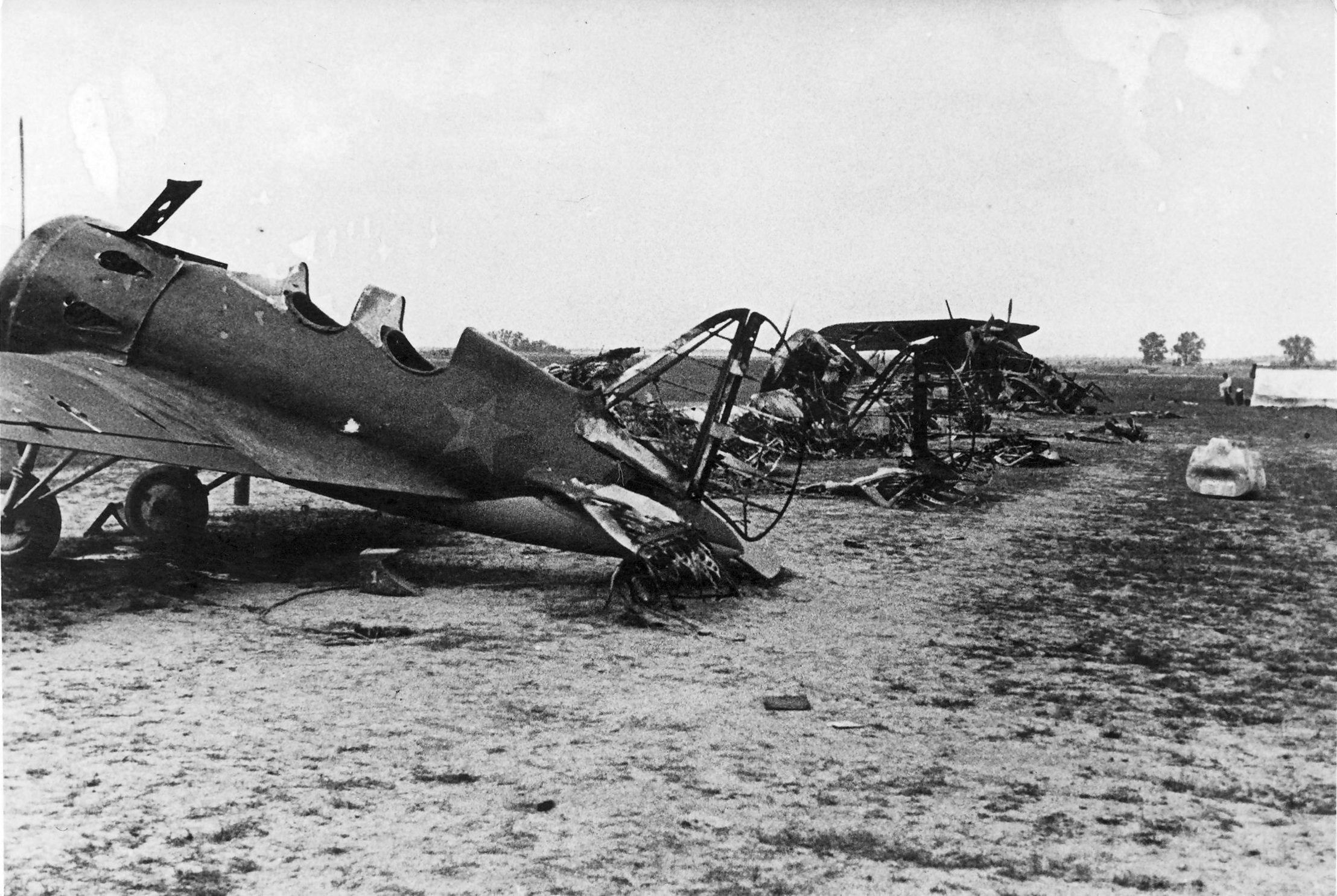
Советский аэродром после немецкого авианалёта во время операции «Барбаросса». Несколько сгоревших учебных И-16 УТИ-4 и немецкий Henschel Hs 126.

За период с 1 января 1939 года по 22 июня 1941 года ВВС получили от промышленности 17 745 боевых самолётов, из них 706 самолётов новых типов: истребителей МиГ-3 — 407, Як-1 — 142, ЛаГГ-3 — 29, Пе-2 — 128.
В большинстве случаев преимущество нападавших было подавляющим, и много самолётов, включая немало новейших, было уничтожено на земле уже в первые часы после вторжения. За первые несколько дней операции «Барбаросса» Люфтваффе уничтожило приблизительно 2000 советских самолётов, большинство из них на земле. В течение долгого времени утверждалось, что сравнение ВВС и Люфтваффе на 22 июня не может быть сделано, исходя просто из числа машин, что означало бы более чем двукратное превосходство ВВС (только если учитывать боевую авиацию, сосредоточенную на западе СССР). Совершенно правильно предполагалось учитывать необеспеченность экипажами и небоеспособность части самолётов. Бытовало верное мнение о том, что немецкие самолёты превосходили советские с точки зрения лётных характеристик и огневой мощи, а качественное превосходство немцев дополнялось организационными преимуществами. На самом деле, к примеру, в составе ВВС Западных округов находилось 102 новых истребителей Як-1, 845 МиГ-3 и 77 МиГ-1 а также ~29 Ла-3, правда в большинстве своём не освоенными личным составом и с низкой технической надёжностью, в то время как люфтваффе располагало 440 современными истребителями Messerschmitt Bf.109F и большим числом современных истребителей Bf.109E. На 31 декабря 1941 года общие потери ВВС РККА составили 21 200 самолётов, в том числе боевые 9233.
Самыми массовыми самолётами в советских ВВС за годы Великой Отечественной войны стали штурмовик Ил-2 и истребитель Як-1, которые составляли почти половину авиапарка ВВС. Появление на фронте таких самолётов как Як-3 и Як-9 принесло установление паритета с люфтваффе, а в конечном счёте и превосходства в воздухе. На вооружение военно-воздушных сил всё больше поступало самолётов-истребителей Як-7, Як-9, Як-3, Ла-5, Ла-7, двухместных штурмовиков Ил-2 (а с лета 1944 года — Ил-10), бомбардировщиков Пе-2, Ту-2, пушек, бомб, радиолокационных станций, радиосвязного и аэронавигационного оборудования, аэрофотоаппаратов и другой техники и вооружения. Продолжала совершенствоваться организационная структура военно-воздушных сил. В марте 1942 года соединения дальней авиации объединены в Авиацию дальнего действия с непосредственным подчинением Ставке Верховного Главнокомандования (ВГК). Учреждена должность командующего Авиацией дальнего действия, на которую был назначен Александр Голованов. С мая 1942 года во фронтовой авиации стали создаваться авиационные оперативные объединения — воздушные армии.
Система ремонта авиационной техники, сложившаяся в конце 1930-х годов в Военно-воздушных силах, пройдя проверку в боевых условиях, оказалась наиболее сложной составной частью инженерно-авиационного обеспечения при восстановлении самолётов с боевыми и эксплуатационными повреждениями. Авиационными ремонтными базами и стационарными авиаремонтными мастерскими выполнялся основной объём ремонтов самолётов, но требовалось перенести ремонтные органы в авиачасти. Для ускорения ремонтов авиационной техники, скопившейся в авиачастях, командование начало реорганизацию полевой ремонтной сети и системы управления ремонтом в целом. Ремонтные органы передавались главному инженеру ВВС и увеличивалось число подвижных авиаремонтных мастерских. В инженерно-авиационную службу авиаполков из тыловых органов были переданы мастерские ПАРМ-1 (автомобили) и в дополнение к ним были сформированы мастерские по ремонту спецоборудования ПАРМС-1.

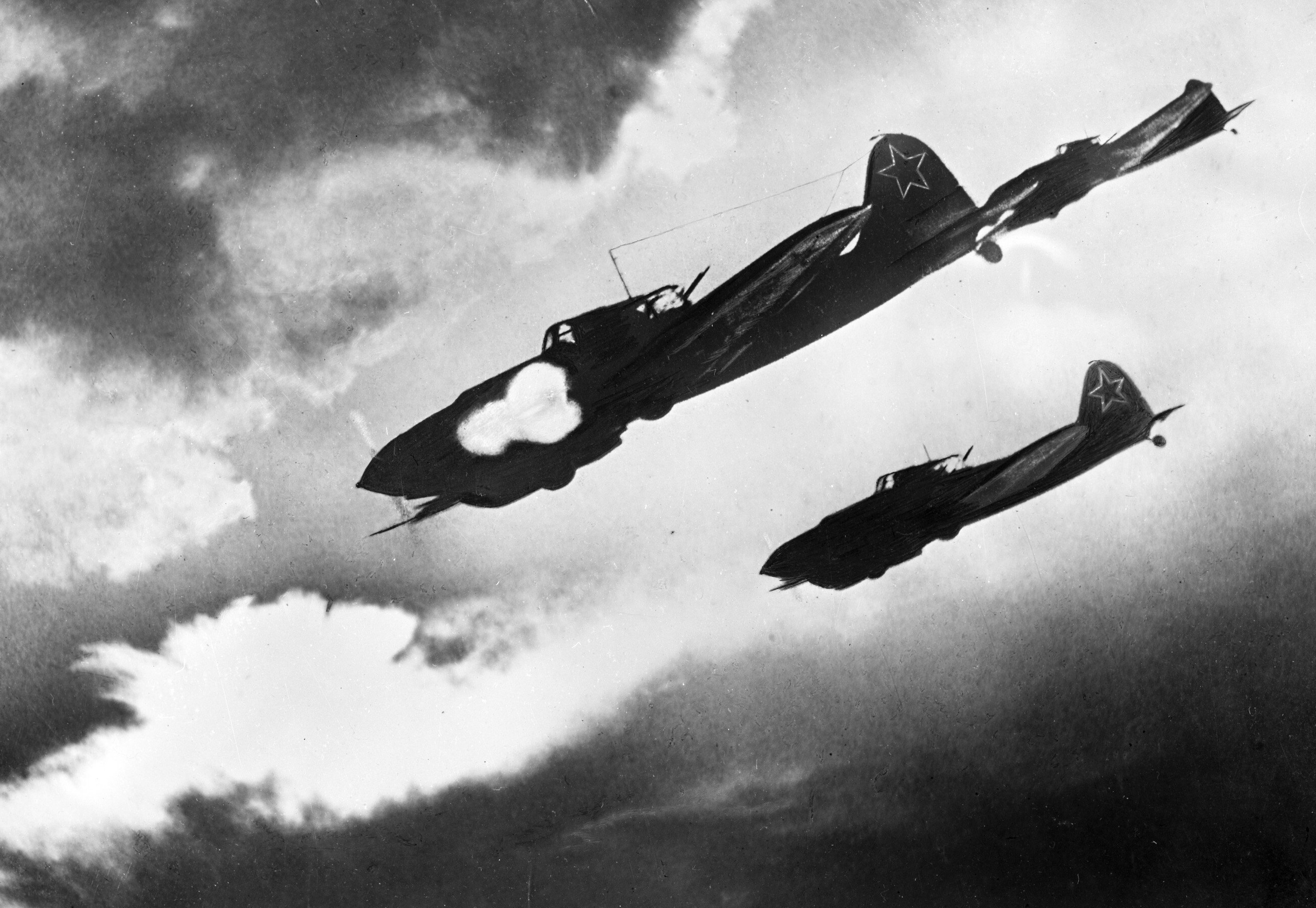
Штурмовики Ил-2 атакуют колонну противника, Воронежский фронт, 1 июля 1943 года

Осенью 1942 года началось формирование отдельных авиационных корпусов и дивизий резерва Верховного Главнокомандования, что позволяло быстро сосредоточивать крупные силы авиации на важнейших направлениях. Высокие боевые качества советских ВВС особенно ярко проявились в битвах под Москвой, Сталинградом, Курском, в воздушных сражениях на Кубани, в операциях на Правобережной Украине, в Белоруссии, Ясско-Кишинёвской, Висло-Одерской и Берлинской операциях. Если в операциях 1941 года участвовало 200—500 самолётов, то в 1943—1945 — до нескольких тысяч, а в Берлинской операции 1945 — до 7500 самолётов.
Неоценимой для Советского Союза явилась помощь США и Великобритании в виде ленд-лиза. Всего за 1941—1945 годы по ленд-лизу было поставлено 14 126 самолётов: Кёртисс P-40 «Томагаук» и «Китихоук», Белл P-39 «Аэрокобра», Белл P-63 «Кингкобра», Дуглас A-20 «Бостон», Норт-Америкен B-25 «Митчелл», Консолидейтед PBY «Каталина», Дуглас C-47 «Дакота», Рипаблик P-47 «Тандерболт», Хоукер Харрикейн и Супермарин Спитфайр. Эти поставки, безусловно сыграли важную роль в разгроме общего врага. Объём поставок самолётов из США и Великобритании составлял почти 12 % от общего числа советской авиации.
За годы войны было подготовлено 44 093 лётчика. Погибло в бою 27 600: 11 874 лётчика-истребителя, 7837 лётчиков-штурмовиков, 6613 членов экипажей бомбардировщиков, 587 лётчиков-разведчиков и 689 пилотов вспомогательной авиации
Наиболее результативными лётчиками-истребителями Великой Отечественной войны и Второй Мировой войны со стороны союзников стали Иван Кожедуб (62 победы) и Александр Покрышкин (59 побед), удостоенные трижды звания Героя Советского Союза.

## Холодная война

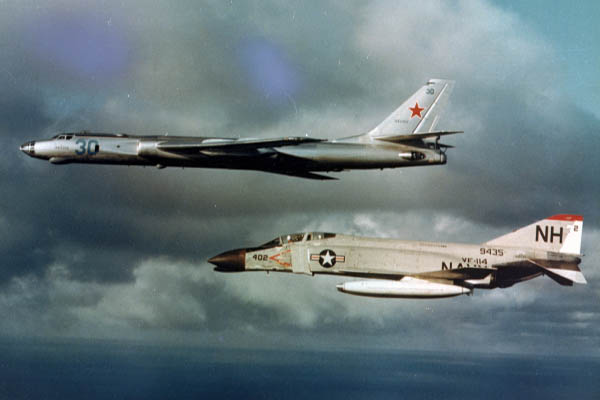
Основными задачами советских бомбардировщиков Ту-16 в годы «холодной войны» было слежение за авианосными ударными группами США. На фото — Ту-16 в сопровождении истребителя F-4 «Фантом» ВМС США, Тихий океан, 1963 год

После окончания Второй мировой войны, в которой СССР и США были союзниками, произошёл передел Европы по сферам влияния. В 1950-х годах образовались два основных военно-политических блока — НАТО и Варшавский Договор, которые на протяжении десятилетий находились в состоянии постоянного противостояния. Начавшаяся в конце 1940-х годов «холодная война» в любой момент могла перерасти в «горячую» третью мировую войну. Подстёгиваемая политиками и военными гонка вооружений дала сильный толчок развитию новых технологий, особенно в военной авиации.
На протяжении десятилетий шло военное противостояние не только на земле в море и под водой, но в первую очередь в воздушном пространстве. СССР являлся единственной страной, ВВС которой были сравнимы с Военно-воздушными силами США. Основными поставщиками истребителей в советские ВВС в годы холодной войны являлись конструкторские бюро Микояна и Гуревича, а также Сухого. Монополию на тяжёлые бомбардировщики имело ОКБ Туполева. Оно специализировалось на проектировании тяжёлых бомбардировщиков и транспортных самолётов.

### Зарождение реактивной авиации
В послевоенные годы основное направление развития советских Военно-воздушных сил — переход от поршневой авиации к реактивной. Работа над одним из первых советских реактивных самолётов началась ещё в 1943—1944 годах. Первый полёт прототип нового самолёта совершил в марте 1945 года. Во время лётных испытаний была достигнута скорость, значительно превышающая 800 километров в час.

24 апреля 1946 года в воздух поднялись первые советские серийные реактивные самолёты Як-15 и МиГ-9. На испытаниях эти самолёты показали скорости соответственно около 800 км/ч и свыше 900 км/ч. 

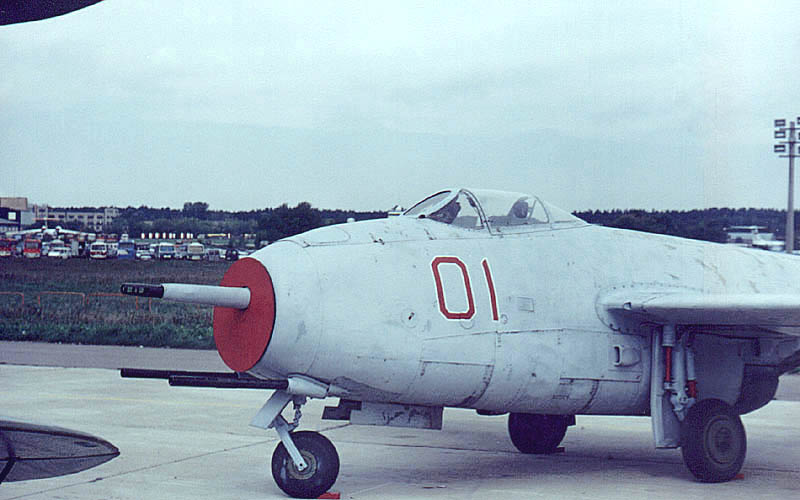
МиГ-9 — один из первых серийных советских реактивных истребителей

Таким образом, скорость полёта истребителей увеличилась почти в 1,5 раза по сравнению с поршневыми самолётами. В конце 1946 года эти машины были запущены в серийное производство. Новые самолёты, поступившие на вооружение ВВС СССР, относились к первому поколению дозвуковых реактивных истребителей. Западными аналогами советских Як-15 и МиГ-9 являются первые реактивные истребители, поступавшие на вооружение с середины 1940-х годов в Германии Мессершмитт Me-262 и Хейнкель He-162; британские «Метеор», «Вампир», «Веном»; американские F-80 и F-84; французский MD.450 «Ураган». Характерной особенностью этих самолётов являлось прямое крыло планера.
На основе обобщённого опыта, накопленного в период Великой Отечественной войны, были разработаны новые боевые уставы, наставления и руководства по боевому применению видов и родов авиации. Для обеспечения надёжного самолётовождения, точного бомбометания и стрельбы самолёты оснащаются различными радиоэлектронными системами. Было начато оборудование аэродромов системой «слепой» посадки самолётов по приборам.
Начавшееся перевооружение советской авиации на реактивные самолёты потребовало модернизации организационной структуры ВВС. В феврале 1946 года РККА переименовывают в «Советскую Армию», а ВВС РККА в ВВС СССР. В том же 1946 году была введена должность Главнокомандующего ВВС — заместителя Министра Вооружённых Сил. Штаб ВВС преобразован в Главный штаб ВВС. Войска ПВО страны в 1948 году стали самостоятельным видом Вооружённых Сил. В этот же период подверглась реорганизации система противовоздушной обороны страны. Вся территория СССР была разделена на приграничную полосу и внутреннюю территорию. С 1952 года началось оснащение Войск ПВО страны зенитной ракетной техникой, были созданы первые подразделения для их обслуживания. Укреплялась авиация ПВО.
Военно-воздушные силы подразделялись на фронтовую авиацию и дальнюю. Была образована десантно-транспортная авиация (в последующем транспортно-десантная, а затем — военно-транспортная авиация). Совершенствовалась организационная структура фронтовой авиации. Осуществлялось перевооружение авиации с поршневых на реактивные и турбовинтовые самолёты. Воздушно-десантные войска в 1946 году были выведены из состава ВВС. На базе отдельных воздушно-десантных бригад и некоторых стрелковых дивизий были сформированы парашютно-десантные и посадочно-десантные соединения и части. Многие авиационные полки и дивизии возвращались в это время из оккупированных стран Восточной Европы на территорию СССР. Одновременно шло формирование новых воздушных армий, в состав которых входили имевшиеся в строю авиаполки и дивизии. Крупные группировки советской авиации разместились за пределами СССР на польских, немецких, венгерских аэродромах.

### Массовое применение реактивной авиации
В 1947—1949-х годах появились новые реактивные истребители МиГ-15, Ла-15 со стреловидным крылом, а также первый фронтовой бомбардировщик с турбореактивным двигателем Ил-28. Эти самолёты ознаменовали появление реактивной авиации второго дозвукового поколения. 

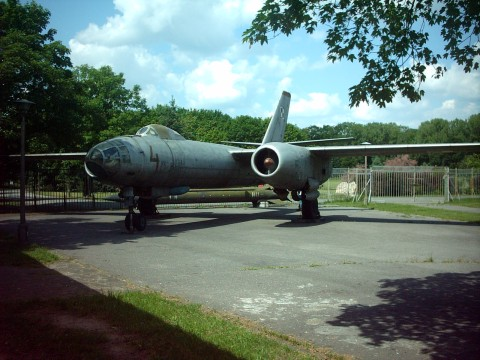
Бомбардировщики Ил-28 стали основными носителями тактического ядерного оружия в 1950-х годах

Из реактивных истребителей в массовой серии строился МиГ-15. Этот самолёт выделяется своими высокими лётно-тактическими и эксплуатационными характеристиками. Он имел крыло со стреловидностью 35 градусов, трёхопорное шасси с носовым колесом, герметичную кабину, оборудованную новой аппаратурой, новым катапультным креслом. Самолёты МиГ-15 получили боевое крещение во время войны в Корее, где показали свои сильные стороны перед американскими истребителями такого же класса F-86. Западными аналогами советских истребителей были упомянутые американские истребители F-86, французские MD.452 «Мистер»-II и MD.454 «Мистер»-IV и британский «Хантер».
Бомбардировочная авиация тоже переходила на реактивную тягу. Преемником поршневых Пе-2 и Ту-2 стал реактивный фронтовой бомбардировщик Ил-28. Этот самолёт отличался простой технологической компановкой и был лёгок в пилотировании. Аэронавигационное и радиооборудование самолёта обеспечивало полёт ночью и в сложных метеоусловиях. Производился в различных модификациях.

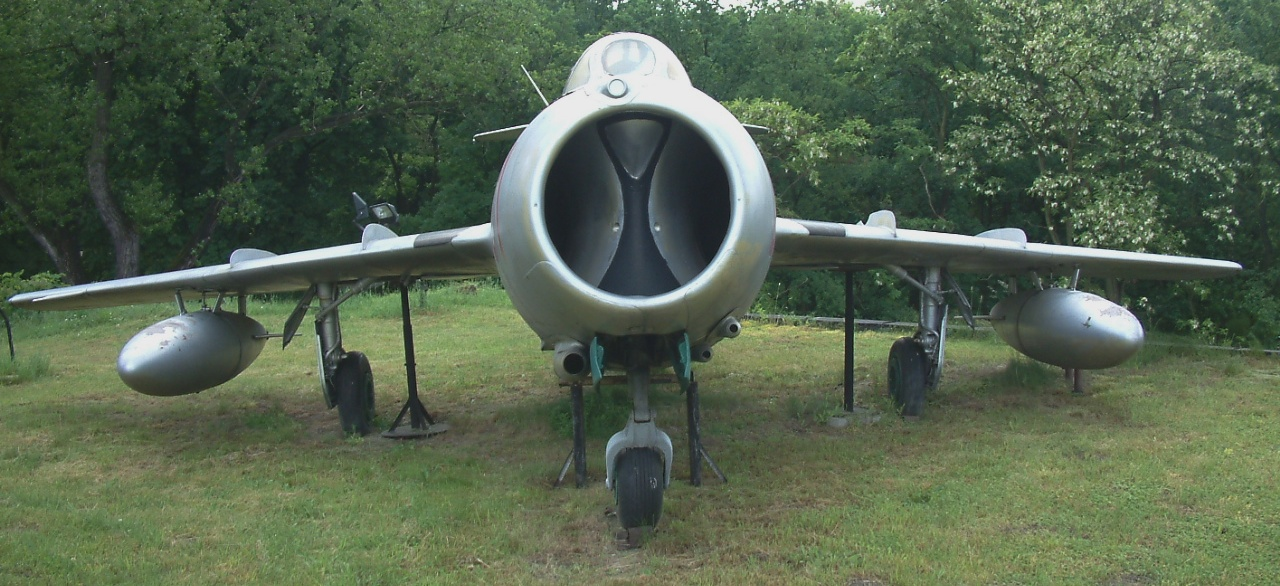
МиГ-15 стали основой истребительной авиации ВВС в 1950-х годах

В конце 1940-х — начале 1950-х годов советская авиация начала осваивать Крайний Север и Чукотку. Также на Сахалине и на Камчатке развернулось строительство передовых аэродромов, сюда перебазировались авиационные полки и дивизии. Однако после появления в полках дальней авиации стратегических бомбардировщиков Ту-95 с межконтинентальной дальностью полёта отпала необходимость приближения аэродромов к территории вероятного противника — США. Впоследствии на Дальнем Востоке остались только истребительные авиаполки ПВО.
Поступление на вооружение ВВС ядерного оружия обусловило коренные изменения в формах и способах боевого применения ВВС, резко повысило их роль в ведении войны. Основным предназначением авиации с конца 40-х до середины 50-х годов стало нанесение бомбовых ударов по объектам на территории Европы, а с появлением авиационного носителя атомного оружия с межконтинентальной дальностью — нанесение ядерных ударов по США.

### Корейская война
Война в Корее (1950—1953) стала первым вооружённым конфликтом между двумя недавними союзниками по антигитлеровской коалиции — США и СССР. В этой войне советские ВВС впервые опробовали в боевых условиях свои новейшие истребители МиГ-15.
Советское правительство вначале оказывало КНДР помощь вооружением, боевой техникой, материальными ресурсами, а в конце ноября 1950 года перебросило в северо-восточные районы Китая несколько авиадивизий с одними из лучших лётчиков, участвующих в отражении налётов авиации США на территорию Северной Кореи и Китая (в октябре 1950 года в Корею были отправлены китайские добровольцы). Специально для боёв в Корее СССР сформировал 64-й истребительный авиакорпус. Командовал им генерал-майор Иван Белов. Сначала в корпусе было 209 самолётов. Базировались они в Северо-Восточном Китае. Состав лётчиков и количество самолётов менялись. Всего в корпусе успели повоевать 12 истребительных авиадивизий. Боевая задача советского 64-го истребительно-авиационного корпуса заключалась в «прикрытии от ударов авиации противника с воздуха мостов, переправ, гидроэлектростанций, аэродромов, а также объектов тыла и коммуникаций корейско-китайских войск в Северной Корее до рубежа Пхеньян — Гензан». Одновременно с этим корпус должен был «быть в готовности к отражению во взаимодействии с частями китайской авиации возможных ударов противника по основным административным и промышленным центрам Северо-Восточного Китая на мукденском направлении».

До ноября 1951 года 64-й ИАК организационно входил в состав оперативной группы советских ВВС на территории Китая, затем взаимодействовал с Объединённой китайско-корейской воздушной армией. Кроме того, во второй и третьей линиях для наращивания сил и прикрытия аэродромов использовались ещё четыре китайские авиадивизии. Советские лётчики были одеты в китайскую форму, а на самолётах были нанесены опознавательные знаки ВВС НОАК. 

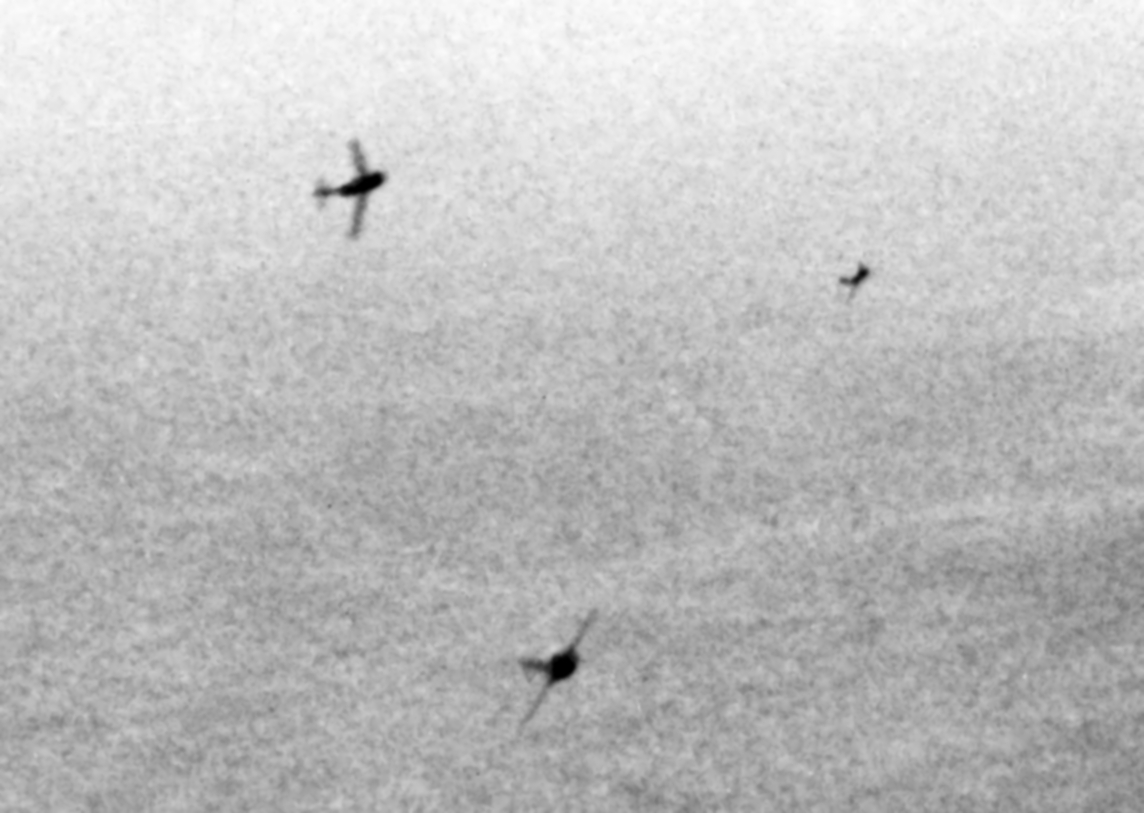
Истребители МиГ-15 атакуют бомбардировщик B-29, 1951 год

Основными боевыми самолётами, бывшими на вооружении корпуса, были реактивные самолёты МиГ-15 и МиГ-15бис, которые в боевых условиях проходили своеобразную «обкатку» против новейших образцов американских истребителей, среди которых выделялся F-86 «Сейбр», появившийся на фронте в 1951 году. МиГ-15 имели больший практический потолок, хорошие разгонные характеристики, скороподъёмность и вооружение (3 пушки против 6 пулемётов), хотя скорость была практически одинаковой. Войска ООН брали численным преимуществом, и вскоре это позволило им уравнять положение в воздухе до конца войны — определяющий фактор в успешном первоначальном наступлении на север и противостоянии китайским войскам. Китайские войска также были оснащены реактивными самолётами, однако качество подготовки их пилотов оставляло желать лучшего. Район, где действовали советские лётчики, американцы прозвали «Аллеей МиГов». По советским данным, над этой «Аллеей» силами 64-го корпуса было сбито 1309 самолётов противника, в том числе в воздушных боях — 1097, и огнём зенитной артиллерии — 212.
За успешное выполнение правительственного задания орденами и медалями были награждены 3504 лётчика авиакорпуса, 22 лётчика получили звание Героя Советского Союза.

### Начало сверхзвуковой эры

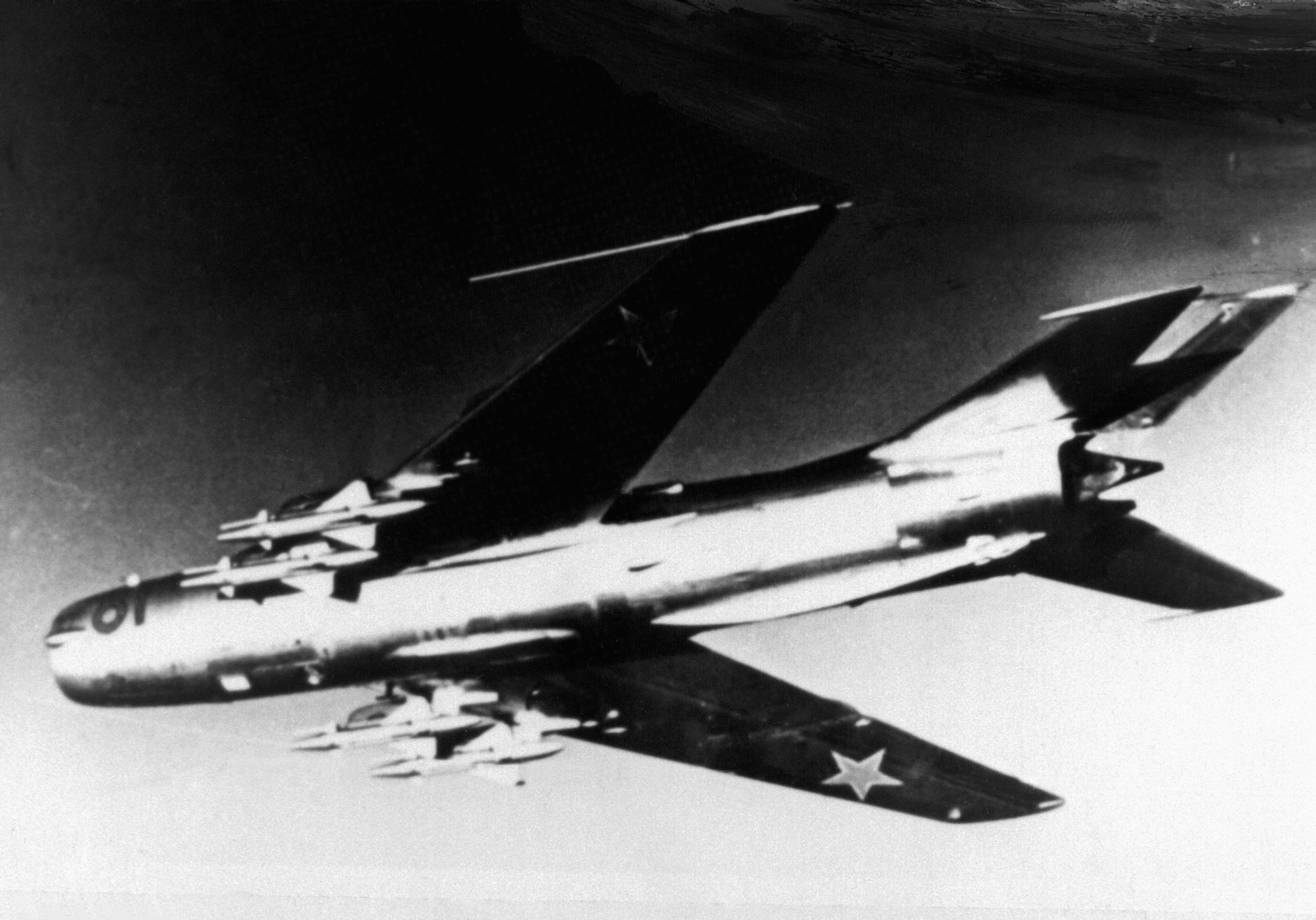
Первым советским серийным сверхзвуковым истребителем стал МиГ-19

К началу 1950-х годов были прочно освоены околозвуковые скорости полёта. В феврале 1950 года на серийном истребителе МиГ-17 лётчиком-испытателем Иваном Иващенко в пикировании была превышена скорость звука. Началась эра сверхзвуковой авиации. Первым советским серийным сверхзвуковым истребителем, способным развивать скорость свыше М=1 в горизонтальном полёте, стал МиГ-19 (а также модификация МиГ-19 ПТ). Этот самолёт был сравним с американским истребителем F-100 «Суперсейбр» и представлял первое поколение сверхзвуковых истребителей. На смену устаревшим самолётам-штурмовикам пришли истребители-бомбардировщики МиГ-15бис. На вооружение дальней авиации поступили новые тяжёлые реактивные и турбовинтовые самолёты Ту-16, Ту-95, М-4, 3М, по классу соответствующие американским бомбардировщика B-52, B-36 и B-47.
Отличительной особенностью самолётов первого поколения было оснащение их стрелково-пушечным вооружением, способностью нести более 1000 кг боевой нагрузки па подкрыльевых пилонах. РЛС по прежнему имели только специализированные ночные/всепогодные истребители. С середины 1950-х годов истребители вооружаются управляемыми авиационными ракетами класса «воздух-воздух».
С середины 1950-х годов произошли перемены в структуре ВВС и их организации. Например, директивой министра обороны СССР маршала Жукова в 1956 году была ликвидирована штурмовая авиация. В 1957 году была образована истребительно-бомбардировочная авиация в составе фронтовой авиации. Основной задачей истребительно-бомбардировочной авиации была поддержка сухопутных войск и сил флота путём уничтожения важных объектов в тактической и ближайшей оперативной глубине.

### Второе поколение сверхзвуковой авиации
В связи с поступлением на вооружение ВВС сверхзвуковых самолётов, вооружённых управляемыми ракетами «воздух-воздух»(УРВВ) с инфракрасным(тепловым) радаром ГСН и «воздух-поверхность»(УРВП), дальняя и фронтовая авиация к 1960 году превратилась в сверхзвуковую и ракетоносную. Это значительно повысило боевые возможности ВВС по преодолению ПВО противника и более надёжному поражению воздушных, наземных и надводных целей.

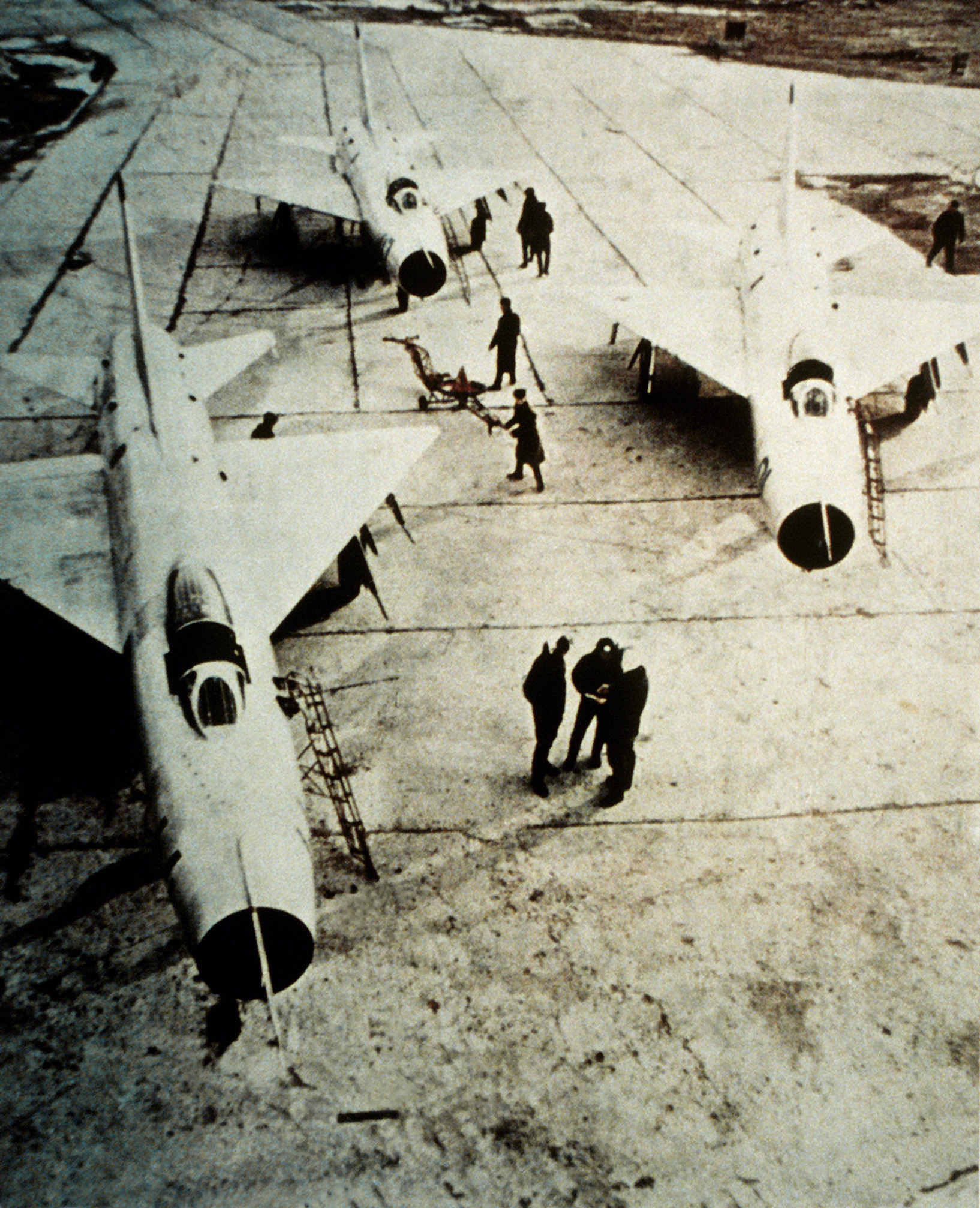
Су-9 стал одним из первых отечественных самолётов с треугольным крылом и первым в мире истребителем-перехватчиком, созданным как составная часть единого комплекса перехвата ПВО

В 1955 году в ОКБ Сухого был создан фронтовой истребитель Су-7. С 1958 года серийно выпускался лёгкий манёвренный сверхзвуковой фронтовой истребитель МиГ-21, имеющий максимальную скорость 2200 км/ч. Эти машины, являющиеся наиболее характерными представителями второго поколения сверхзвуковой боевой авиации, имели мощное пушечное вооружение, могли нести на борту УРС и НУРС и бомбы. Истребители МиГ-21 с начала 1960-х годов в массовом порядке поступали в строевые авиаполки ВВС и ПВО. На долгие годы именно они стали основными боевыми машинами советской фронтовой авиации и ПВО. Благодаря РЛС самолёты второго поколения стали всепогодными. Советским самолётам второго поколения МиГ-21, Су-7 ,Су-9, Су-11 противостояли аналогичные истребители стран НАТО: американские F-104, F-4, F-5A, F-8, F-105, французские «Мираж»-III и «Мираж»-IV. Наиболее распространённым типом крыла у данных самолётов было треугольное.
Бомбардировочная авиация тоже переходила на большие скорости. Сверхзвуковой бомбардировщик с двумя реактивными двигателями Ту-22 был разработан для операций против военно-морских сил НАТО. Американским аналогом Ту-22 являлся B-58. B-58 стал первым дальним сверхзвуковым бомбардировщиком. На момент своего создания по максимальной скорости (M=2) не уступал самым быстрым истребителям. Из-за ряда недостатков эксплуатация B-58 была недолгой, однако самолёт занял заметное место в истории бомбардировочной авиации.
Продолжала меняться тактика дальней и фронтовой авиации. Самолёты-ракетоносцы получили возможность наносить удары по целям с дальних дистанций, не заходя в зону действий средств ПВО объектов противника. Значительно возросли возможности Военно-транспортной авиации. Она стала способной перебрасывать в глубокий тыл противника соединения воздушно-десантных войск с их штатной боевой техникой и вооружением.
Наряду с техническим развитием ВВС совершенствовались формы и способы их применения. Основными формами боевых действий ВВС в этот период являлись воздушные операции и совместные действия с другими видами вооружённых сил, а основными способами их боевых действий — массированные удары и действия небольшими группами. В основе тактики действий истребительной авиации на рубеже 1950—1960-х годов лежал перехват цели по командам с земли.

### Советские ВВС в 1970-е годы

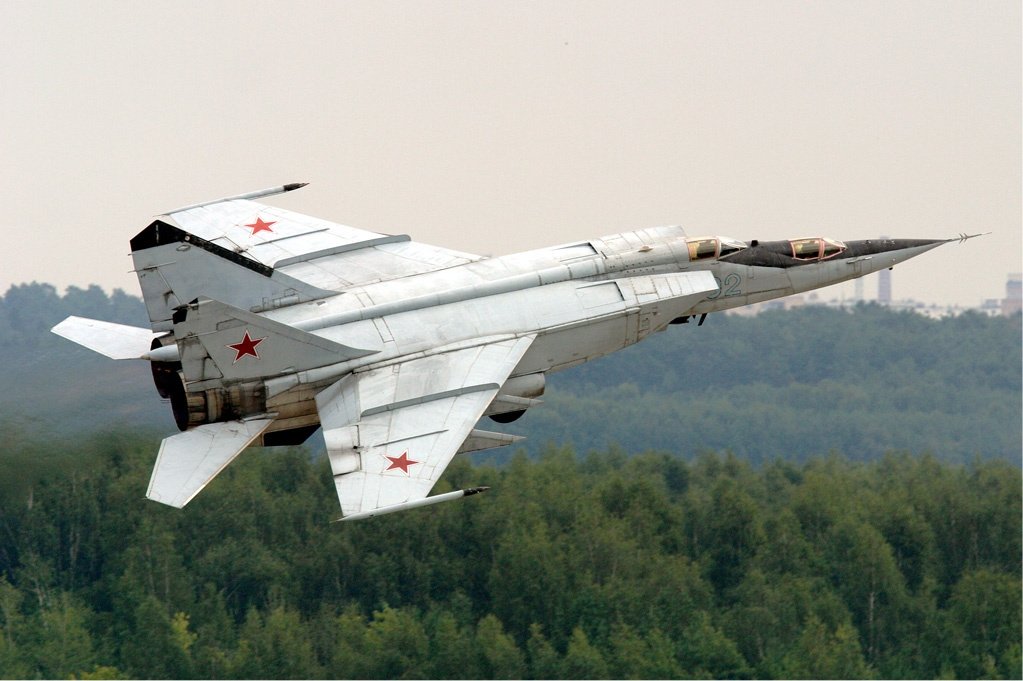
Сверхскоростной истребитель-перехватчик МиГ-25 способен развивать максимальную скорость 3000 км/час и подниматься на высоту до 38 км

На рубеже 1960—1970-х годов советские ВВС начали осваивать боевые самолёты третьего поколения. На вооружение советских ВВС в середине 1960-х годов начали поступать такие истребители как МиГ-25, способные летать на скоростях, трёхкратно превышающих скорость звука, и подниматься на 24 000 метров. Аэродинамическая компоновка МиГ-25 существенно отличалась от компоновок самолётов второго поколения. Самолёт выпускался в вариантах истребителя-перехватчика, ударного самолёта и высотного разведчика.
Наиболее характерными особенностями тактических самолётов третьего поколения являются многорежимность и улучшение взлётно-посадочных характеристик за счёт крыла изменяемой геометрии. Так, в середине 1960-х годов в самолётостроении возникло новое направление — использование поворотных крыльев, позволяющих изменять в полёте их стреловидность.

Первый самолёт с изменяемой стреловидностью крыльев, получивший известность, был американский F-111. Первые советские боевые самолёты с изменяемой стреловидностью крыла МиГ-23 и Су-17 были показаны в Домодедово 9 июля 1967 года. Серийное производство этих самолётов началось в 1972-1973 годах. 

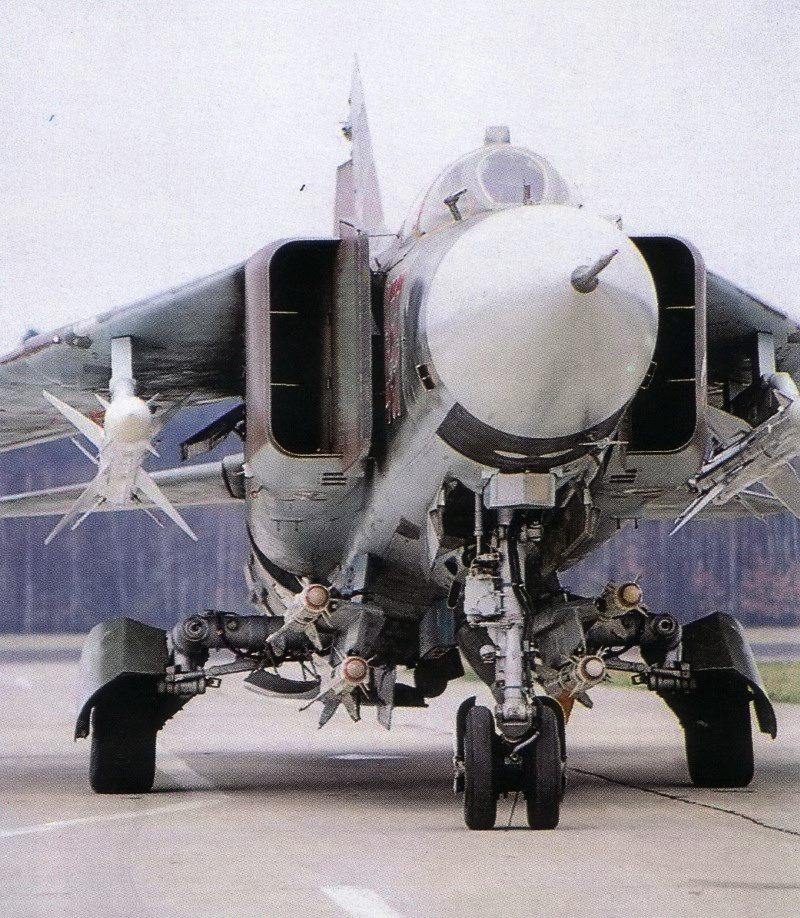
Истребитель МиГ-23 с изменяемой геометрией крыла стал советским ответом на появление подобных машин на Западе

Оба самолёта принадлежали практически к одному классу боевых самолётов и обладали почти идентичными тактико-техническими характеристиками, тем не менее, было принято решение принять обе машины на вооружение, причём МиГ-23 был рекомендован как многоцелевой тактический истребитель для ВВС и истребитель-перехватчик для истребительной авиации ПВО, а Су-17 как тактический истребитель-бомбардировщик (фронтовой ударный самолёт) для ВВС. Обе модели самолётов составили основу боевого потенциала советской тактической авиации 1970—1980-х годов и широко поставлялись на экспорт. Основным же истребителем-перехватчиком войск ПВО, наряду с МиГ-23, на долгие годы стал Су-15, с 1967 года начавший поступать в строевые полки.
В конце 1950-х годов командование ВВС США пришло к выводу о необходимости создания нового боевого самолёта, способного заменить тактический истребитель-бомбардировщик F-105 «Тандерчиф». Тяжёлый истребитель-бомбардировщик F-111 разработки фирмы «Дженерал дайнэмикс» поступил на вооружение ВВС в 1967 году. В его создании выдвигалось требование, чтобы новый самолёт обладал скоростью истребителя, грузоподъёмностью бомбардировщика и дальностью транспортного самолёта. По заявлениям американских специалистов, благодаря наличию автоматической системы следования рельефу местности, крыла изменяемой стреловидности и мощной силовой установки F-111 способен на сверхзвуковой скорости 1,2М и на малых высотах с использованием усовершенствованных средств РЭБ и бортового оружия осуществлять прорыв через зону ПВО к объекту и поражать его с высокой степенью вероятности. Ответом СССР на появление F-111 стало появление фронтового бомбардировщика Су-24. Особенностью самолёта стало размещение экипажа не тандемом, как обычно делалось на советских самолётах, а плечом к плечу, как на F-111 и палубном штурмовике А-6 «Интрудер». Это позволяет при ранении пилота производить управление самолётом штурману, что весьма важно при выполнении боевых полётов. Вооружение включало в себя практически всю номенклатуру оружия тактического назначения, включая и ядерное. Всего до 1983 года было построено не менее 500 машин этого типа.
В начале 1960-х годов во многих странах мира начались работы по созданию реактивных самолётов вертикального взлёта и посадки. В СССР с 1974 года начался серийный выпуск палубного истребителя вертикального взлёта и посадки Як-38. Аналогом такого самолёта на Западе стал британский «Харриер».
В конце 1960-х — начале 1970-х годов, на основе изучения опыта применения авиации в локальных конфликтах, значительно расширился диапазон тактического применения неядерного вооружения. Также совершенствование систем противовоздушной обороны заставило авиацию переходить на малые высоты. Появление в истребительно-бомбардировочной авиации более совершённых самолётов Су-17М4 и МиГ-27 повлекло за собой постепенное появление управляемых средств поражения. В середине 1970-х годов на вооружении истребителей-бомбардировщиков Су-17 появились управляемые ракеты класса «воздух-земля», что означало отказ от ставки только на ядерное оружие. Основным театром боевых действий считалась Европа, поэтому самая мощная группировка советской авиации базировалась на территории стран Варшавского Договора.
В 1960-е и в 1970-е годы советские ВВС не участвовали в вооружённых конфликтах. Однако авиация участвовала в многочисленных учениях, таких как «Березина», «Днепр», «Двина» и других.
В конце 1970-х годов наступила волна организационных реформирований ВВС. В 1980 году воздушные армии фронтовой авиации преобразуются в ВВС военных округов. ВВС военных округов непосредственно подчиняются командующим войсками военных округов. В 1980 году под начало военных округов была передана и авиация ПВО. Противовоздушная оборона объектов страны ослабла. Во всех округах снизился уровень выучки лётного состава. В условиях потери централизованного управления было существенно нарушено взаимодействие авиации и войск ПВО: в ходе различного рода учений всё большее число самолётов в воздухе условно обстреливалось своими же средствами ПВО (на отдельных доля «обстрелянных» своими же средствами ПВО самолётов доходила до 20—30 процентов). Были созданы главные командования четырёх направлений: Западное (Польша), Юго-Западное (Молдавия), Южное (Закавказье) и Восточное (Дальний Восток). Затраты на реформу составили около 15 млрд рублей.

### Советские ВВС в 1980-е годы

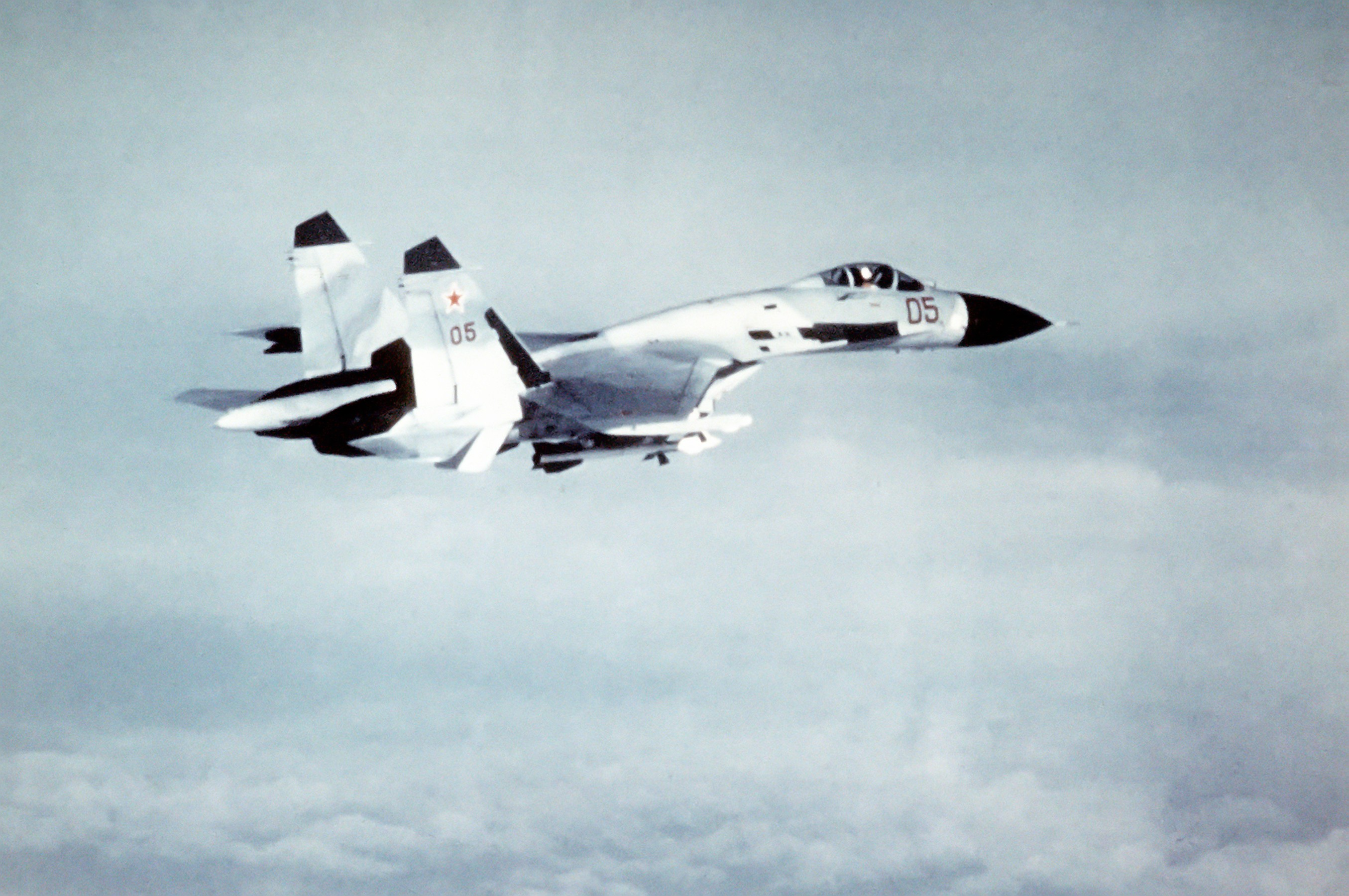
Единственной страной, помимо СССР, на территории которой базировались истребители Су-27, была Польша

В начале 1980-х годов в ВВС начали поступать самолёты четвёртого поколения, которые характеризовались резким улучшением манёвренности. В строевых полках осваивали новейшие истребители МиГ-29, МиГ-31, Су-27 и штурмовики Су-25, самые большие в мире стратегические бомбардировщики Ту-160. Эти самолёты постепенно вытесняли устаревшие машины. Самолёты четвёртого поколения МиГ-29 и Су-27, созданные на основе передовых достижений науки и техники в СССР до сих пор стоят на вооружении ВВС России. Аналогами советских самолётов четвёртого поколения являются американские F-14 «Томкэт», F-15 «Игл», F-16 «Файтинг Фалкон» и F/A-18 «Хорнет», итало-немецко-британские «Торнадо», французские «Миражи»-2000. В это время наметилось разделение истребителей на два класса: класс тяжёлых истребителей-перехватчиков с ограниченными возможностями нанесения ударов по наземным целям (МиГ-31, Су-27, F-14 и F-15) и класс более лёгких истребителей для нанесения ударов по наземным целям и ведения манёвренного воздушного боя (МиГ-29, «Мираж»-2000, F-16 и F-18).
К середине 80-х годов ВВС имели разветвлённую аэродромную сеть, включавшую: стационарные аэродромы с бетонированными ВПП, аэродромы рассредоточения с подготовленными грунтовыми ВПП и специализированными участками автомобильных дорог.
В 1988 году были воссозданы воздушные армии фронтовой авиации, подчинённые главному командованию ВВС, а решение 1980 года о ликвидации воздушных армий фронтовой авиации и передачи её военным округам признали ошибочным.
В конце 1980-х годов в рамках перехода к новой стратегии оборонной достаточности начались сокращения авиационных группировок. Руководство ВВС приняло решение отказаться от эксплуатации самолётов МиГ-23, МиГ-27 и Су-17 с одним двигателем. В этот же период было принято решение о сокращении фронтовой авиации ВВС СССР на 800 самолётов. Политика сокращения ВВС лишила фронтовую авиацию целого рода — истребительно-бомбардировочной авиации. Основными ударными машинами фронтовой авиации должны были стать штурмовики Су-25 и бомбардировщики Су-24, а в перспективе — модификации истребителей четвёртого поколения МиГ-29 и Су-27. Сокращениям подверглась и разведывательная авиация. Множество самолётов, выведенных из боевого состава ВВС, были отправлены на базы хранения.
В конце 1980-х годов начался вывод советских войск из стран Восточной Европы и Монголии. К 1990 году в составе Военно-воздушных сил СССР находилось 6079 самолётов разных типов.
В 1980-е годы ВВС СССР активно участвовали только в одном вооружённом конфликте — на территории Афганистана.

### Афганская война
За 46 лет, прошедших после Второй мировой войны до распада СССР, советские вооружённые силы участвовали лишь в одной полномасштабной войне (не считая корейского конфликта). Ограниченный контингент советских войск, введённый в Афганистан 25 декабря 1979 года, должен был не допустить падения просоветского режима, установленного в стране после Саурской революции. Вскоре потребовалось привлечь крупные силы сначала армейской и фронтовой, а позже и дальней авиации. 

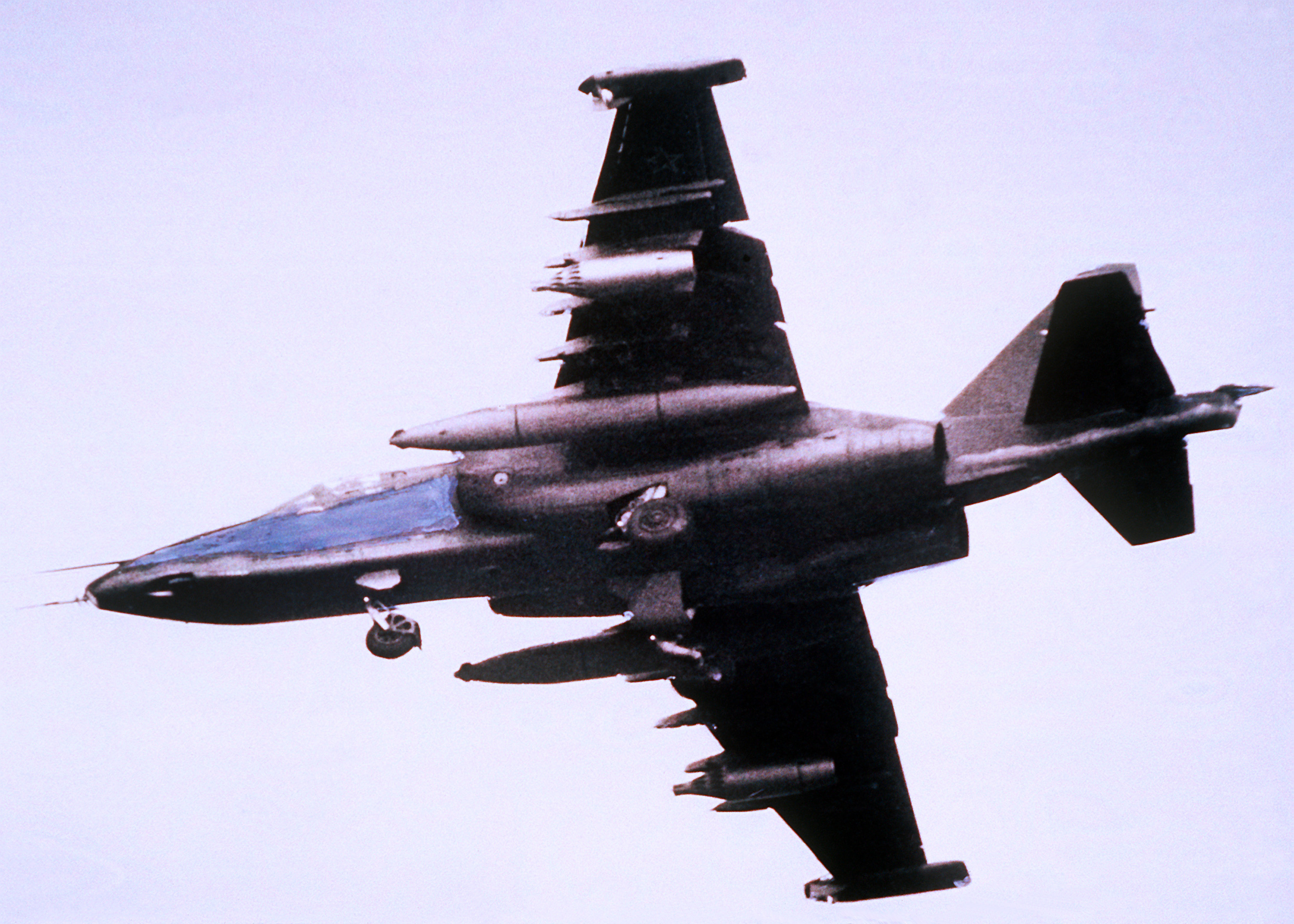
Успешное боевое применение штурмовика Су-25 в Афганистане привело к тому, что он стал одним из самых массовых машин фронтовой авиации

Как и вся операция «по оказанию интернациональной помощи афганскому народу», переброска авиационной техники и людей проходила в условиях строгой секретности. 

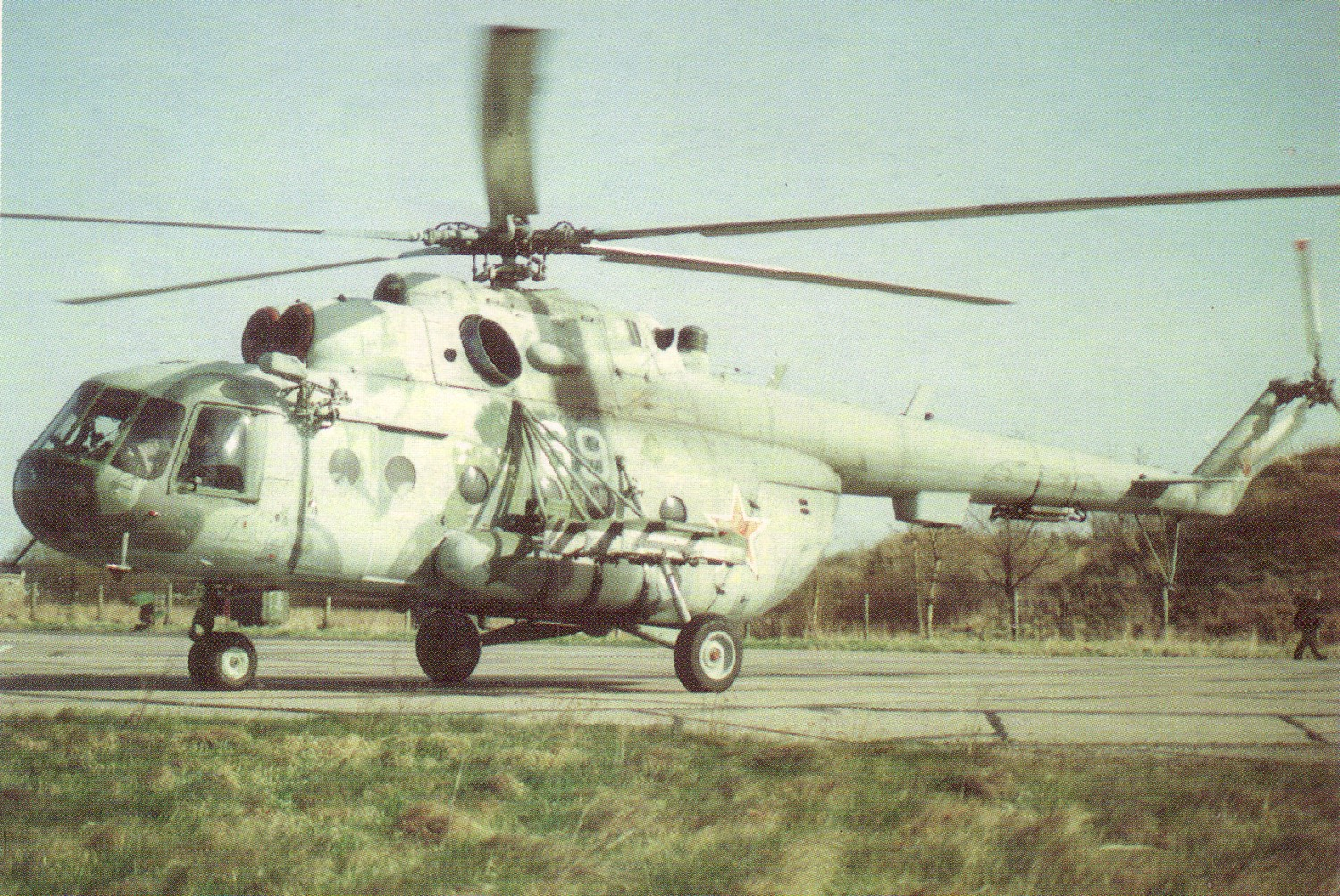
Основным транспортным вертолётом армейской авиации СССР стал Ми-8Т

Задача — перелететь на аэродромы Афганистана и перебросить туда все необходимое имущество — была поставлена перед лётчиками и техниками буквально в последний день. «Опередить американцев» — именно эта легенда позднее с упорством отстаивалась для объяснения причин ввода частей Советской армии в соседнюю страну. Первым в ДРА перебазировались две эскадрильи истребителей-бомбардировщиков Су-17 из Кзыл-Арвата. В Афганистане воевали истребители, истребители-бомбардировщики, фронтовые бомбардировщики, разведчики, штурмовая авиация, дальние бомбардировщики, а также крупную кампанию по переброске грузов и войск выполнила Военно-транспортная авиация. Одними из главных участников войны стали вертолёты.
Основными задачами, стоявшими перед советской военной авиацией в Афганистане, были ведение разведки, уничтожение наземного противника и перевозка войск и грузов. К началу 1980 года советская авиационная группировка в Афганистане была представлена 34-м смешанным авиакорпусом (позднее переформированным в ВВС 40-й армии начальник штаба ВВС- генерал-майор авиации Саленко Ю. М.) и состояла из двух авиаполков и четырёх отдельных эскадрилий. Они насчитывали 52 самолёта Су-17 и МиГ-21. Летом 1984 года в состав ВВС 40-й армии входили три эскадрильи МиГ-23МЛД, которые сменили МиГ-21, штурмовой авиаполк Су-25 трёхэскадрильного состава, две эскадрильи Су-17МЗ, отдельная эскадрилья Су-17МЗР (самолёт-разведчик), смешанный транспортный полк и вертолётные части (Ми-8, Ми-24)
. С территории СССР действовали фронтовые бомбардировщики Су-24 и самолёты дальней авиации Ту-16 и Ту-22М2 и Ту-22М3.
В 1980 году четыре Як-38 в испытательных целях направили в Афганистан, где они действовали с ограниченных площадок в условиях высокогорья. Один самолёт был потерян по небоевой причине.
Основные потери советская авиация понесла от огня с земли. Наибольшую опасность при этом представляли переносные зенитные ракетные комплексы, поставляемые моджахедам американцами и китайцами.
С 15 мая 1988 года начался вывод советских войск из Афганистана. Всего в ходе войны был выполнен почти один миллион боевых вылетов, во время которых были потеряны 107 самолётов и 324 вертолёта. Начиная с 1985 года ВВС СССР ежегодно сбрасывали на Афганистан больше бомб, чем было сброшено за всю Великую Отечественную войну. Вывод войск завершился 15 февраля 1989 года.

### Программа разработки самолёта пятого поколения

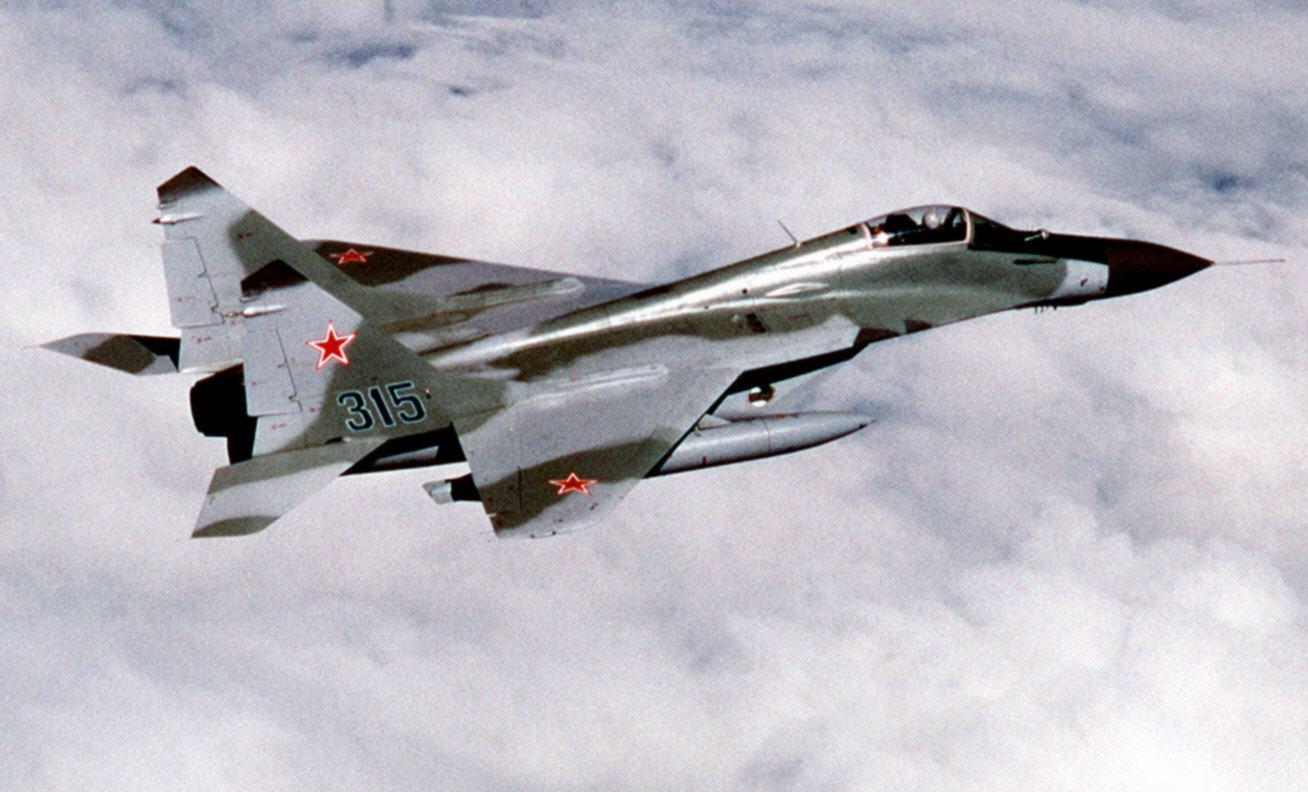
Основным предназначением истребителя МиГ-29 было завоевание господства в воздухе

В 1986 году был дан ход разработке в Советском Союзе перспективного истребителя пятого поколения как ответ на американскую программу ATF. Концептуальные проработки начались ещё в 1981 году. Работами по его созданию занялось ОКБ им. Микояна, которое приняло для своего детища аэродинамическую схему «утка».
ОКБ им. Сухого исследовало возможность создания перспективного боевого самолёта с крылом обратной стреловидности, но эти работы велись в большей степени в инициативном порядке.
Основной программой оставался проект нового «МиГа». Программа шла под обозначением И-90. Самолёт должен был быть оснащён новыми мощными двигателем типа АЛ-41Ф разработки НПО «Сатурн». Благодаря новым двигателям МФИ должен был летать на сверхзвуковых крейсерских скоростях, как и американские самолёты пятого поколения, но, в отличие от них, технологии «стелс» было уделено значительно меньше внимания. Основной упор был сделан на достижение сверхманёвренности, ещё больше той, что была достигнута на Су-27 и МиГ-29. В 1989 году был выпущен полный комплект чертежей, через некоторое время построен планер опытного экземпляра самолёта, который получил индекс 1.42, но отставание с разработкой двигателя АЛ-41Ф обусловило значительное отставание всей программы разработки самолёта пятого поколения.
ОКБ «МиГ» разрабатывался и лёгкий тактический истребитель. Этот самолёт был аналогом американской программы JSF (Joint Strike Fighter — лёгкий ударный самолёт) и разрабатывался для замены МиГ-29. Создание этого самолёта, которому помешали годы перестройки ещё больше, чем МФИ, шло с большим отставанием от графика. В металл он так и не был воплощён.
ОКБ им. Сухого исследовало возможности применения на военных самолётах крыла обратной стреловидности. Разработка такого самолёта началась в 1983 году. В США также шла подобная программа — Х-29А. Она выполнялась на базе самолёта F-5 и уже проходила лётные испытания. Суховский СУ-47 «Беркут» был значительно большей размерности, оснащался двумя двухконтурными турбореактивными двигателями с форсажной камерой и относился к классу «тяжёлых истребителей». По мнению некоторых экспертов, СУ-47 позиционировался как палубный самолёт, в доказательство которого можно привести значительно меньшую высоту по сравнению с Су-27 и предполагаемое удобство при внедрении механизма складывания консолей крыла. Самолёт мог быть использован с палубы предполагавшихся к постройке атомных авианосцев пр. 1143.5 «Ульяновск». Но в мае 1989 года программа СУ-47 была закрыта, и последующие работы производились исключительно на средства самого ОКБ.
Многие технические решения при разработке самолёта пятого поколения были применены впоследствии на ПАК ФА.

### Общая организационная структура ВВС с 1960-го по 1991 год
Структурно ВВС СССР в 1960—1980-х годах состояли из:
- Дальняя авиация (ДА) — дальние и стратегические бомбардировщики, разведчики, самолёты РЭБ, самолёты-заправщики;
- Фронтовая авиация (ФА) — истребители, истребители-бомбардировщики, штурмовики, бомбардировщики, обеспечивавшие превосходство в воздухе в приграничных зонах и перехват авиации НАТО;
- Военно-транспортная авиация (ВТА) решала задачи транспортировки войск и грузов. ВТА была сформирована 14 мая 1955 года из Десантно-транспортной авиации Воздушно-десантных войск.
- Армейская авиация — решала задачи в интересах сухопутных сил. Состояла в основном из вертолётных частей. Как самостоятельный род авиации в составе ВВС армейская авиация сформирована в 1972 году, затем несколько раз переподчинялась, в настоящее время АА входит в состав ВКС.

Помимо собственно авиации ВВС, в авиацию страны также входили многочисленные авиационные структуры, не имеющие отношения к ВВС и работающие в интересах собственного командования:
- Авиация Войск противовоздушной обороны СССР (АПВО) — наиболее многочисленные истребительные авиационные части, которые дислоцировались по всей огромной территории страны.

До Великой Отечественной войны все истребительные авиаполки входили в состав Военно-Воздушных Сил. Авиация ПВО как самостоятельная структура сформирована  22 января 1942 года, в соответствии с приказом НКО № 056.
В 1954 году были сформированы Войска ПВО страны, куда организационно вошли Зенитно-ракетные войска, Радиотехнические войска и Истребительная авиация ПВО. В 1960 году произошли оргштатные преобразования: были образованы два округа ПВО, пять армий ПВО и шесть корпусов ПВО. В истребительную авиацию ПВО переданы все истребительные полки ВМФ, и, таким образом, все функции противовоздушной обороны на территории СССР были возложены на войска ПВО, за исключением войсковой ПВО и корабельной ПВО. Авиаполки ПВО, в отличие от истребительных полков ВВС часто комплектовались разнородной техникой: на вооружении полка ПВО не редкостью было так, что в каждой авиационной эскадрилье был свой тип самолёта-истребителя.
По состоянию на 1990-91 гг. в Авиации ПВО СССР числилось порядка 70 лётных частей. Авиация ПВО как самостоятельная структура просуществовала до 1998 года и была объединена с ВВС.
- Авиация Военно-Морского Флота (АВМФ, также ВВС ВМФ и МА ВМФ) — авиационные части и подразделения в структуре ВМФ. Включают различные летательные аппараты: истребительные, ударные, штурмовые, противолодочные, разведывательные, транспортные, спасательные, специального назначения.

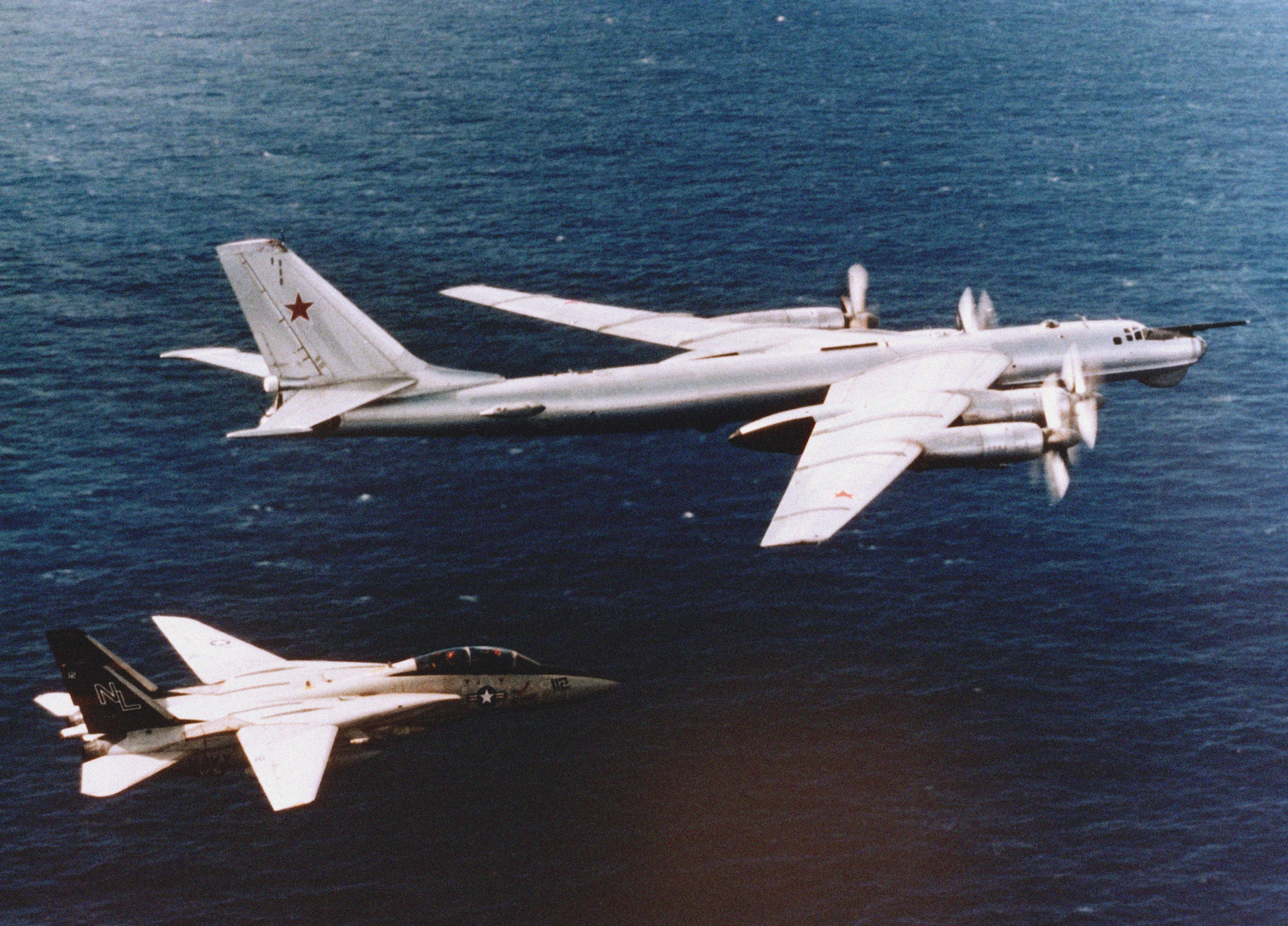
Разведчик Ту-95РЦ авиации ВМФ в сопровождении палубного истребителя F-14A

Организационно ВВС ВМФ состояла из ВВС Черноморского флота, ВВС Северного флота, ВВС Балтийского флота, ВВС Тихоокеанского флота, ВВС флотилий (в дальнейшем упразднённых) и частей центрального подчинения.
Именно с моряков началась зарождение воздухоплавания в России, и первый космонавт Земли также вышел из Морской Авиации.
Дата создания Морской Авиации -  6 августа 1912 года. В этот день приступила к работе первая авиационная воинская часть в Российской Империи (спуск на воду гидроплана).
В советское время Морская Авиация за свою непростую историю большое количество раз реорганизовывалась, переформировывалась, структуризировалась и изменялась. По итогам второй мировой войны признана самыми результативными силами Советского ВМФ.
В 1990 году в составе Морской авиации СССР имелось 52 авиационных полка, 10 отдельных эскадрилий и авиагрупп — всего 1701 самолёт и 363 вертолётов, из них 372 дальних ракетоносца, 966 истребителей, штурмовиков и разведчиков.
После сокращения и реформирования в 21 веке Авиация ВМФ продолжает оставаться в составе ВМФ РФ.
- Авиация РВСН — это авиационные подразделения в структуре ракетных войск стратегического назначения.

Авиация в ракетных войсках появилась вместе с формированием в 1946 году 4-го Государственного центрального полигона МО СССР (Капустин Яр). На полигон в 1950 году для обслуживания 22-й бригады особого назначения Резерва Верховного Главного Командования (РВГК) было передислоцировано из Группы советских войск в Германии отдельное авиационное звено самолётов По-2.
Вместе с образованием РВСН в 1959 году, на 4-м ГЦМ и НИИП-5 (Байконур) были сформированы первые два отдельных смешанных авиационных полка в составе РВСН (соответственно 158-й и 99-й).
В 1982 году из состава РВСН выделено Главное управление космических средств (ГУКОС), с непосредственным подчинением министру обороны СССР. Вместе с ГУКОС был передан 99-й отдельный смешанный авиационный полк, ставший первым авиационным формированием в авиации Космических Войск.
В дальнейшем каждой ракетной армии РВСН придавалась авиационная эскадрилья, а корпусам РВСН – авиационные отряды.  К концу 1991 года в составе авиации РВСН было 3 смешанных авиационных полка, 7 отдельных  авиационных эскадрилий и 31 отдельная вертолётная эскадрилья.
Техника авиации РВСН – самолёты Ан-12, Ан-24, Ан-26, Ан-72, ИЛ-18СИП, Ил-20РТ, Ил-22 и вертолёты Ми-6, Ми-8, Ми-9/19Р и Ми-22.
1 апреля 2011 года авиация РВСН передана в подчинение ВВС России. 
- Авиация ВДВ создавалась в соответствии с Постановлениями Совета Министров СССР № 928-387 от 27 апреля 1946 года, на основании приказа Министра Вооружённых сил от 10 июня 1946 года, как Десантно-транспортная авиация (ДТА). Воздушно-десантные войска были выведены из состава Военно-воздушных сил в непосредственное подчинение  Министру Вооружённых сил СССР, управление 9-й гвардейской армии реорганизовано в Управление Воздушно-десантных войск Вооружённых сил. В ДТА были сформированы 5 авиационно-транспортных дивизий воздушно-десантных войск и авиационно-планерный парк ВДВ.

14 мая 1955 года Десантно-транспортная авиация Воздушно-десантных войск была реорганизована в Военно-транспортную авиацию Военно-воздушных сил СССР и передана в состав ВВС как самостоятельный вид авиации.
Однако, в 1957 году, для обеспечения учебного процесса десантников, в Военно-транспортной авиации были сформированы 116-я и 185-я отдельные транспортные авиационные эскадрильи на самолётах Ан-2.
29 декабря 1958 года приказом Министра обороны СССР № 0228 ещё семь отдельных военно-транспортных авиационных эскадрилий Ан-2 были переданы из состава Военно-транспортной авиации ВВС СССР в состав авиации Воздушно-десантных войск. Первый начальник авиации ВДВ — герой Советского Союза полковник Алексей Николаевич Дергач. На вооружении ав. ВДВ были в основном самолёты Ан-2 и вертолёты Ми-8.
Авиация ВДВ, как самостоятельная структура, существовала до 2010 года. 1 января 2010 года все авиационные части авиации ВДВ переданы в состав ВВС.
Также некоторое время при трёх воздушно-штурмовых бригадах сухопутных войск имелись авиагруппы, в 1977 году переформированные каждая в два вертолётных полка – транспортно-боевой (по штату 60 вертолётов – 40 Ми 8Т/МТ, 20 Ми 6А) и боевой (40 Ми 24В/П и 20 Ми 8Т/МТ). В дальнейшем эти вертолётные полки вывели из подчинения  ДШБ и переподчинили командованию армейской авиации.
- Авиация Космических войск СССР включала два авиационных полка и две отдельные эскадрильи, и подчинялась начальнику авиации Управления начальника космических средств МО СССР (начальник авиации ГУКОС). 99-й ОСАП обеспечивал деятельность космодрома Байконур, а также занимался специальными задачами при запуске космических аппаратов и крылатых ракет – снятие телеметрических данных. 70-й отдельный исследовательско-тренировочный авиационный полк особого назначения им. Героя Советского Союза С. В. Серёгина предназначался для лётной и специальной подготовки космонавтов и организационно входил в состав 1-го НИИ Центра подготовки космонавтов МО СССР им. Ю.А. Гагарина.

На вооружении авиации КВ были весьма специфические летательные аппараты:  Ил-76МДК, Ту-154М-ЛК-1, Ту-134ЛК, Ил-20РТ и др. Места постоянного базирования: Чкаловский, Крайний, Капустин Яр.
В 2009 году части Авиации КВ переданы в ВВС.
- Авиация Пограничных войск КГБ СССР.

21 июля 1932 года Советом Труда и Обороны СССР было принято постановление о формировании в составе пограничной охраны авиаотрядов. В 1935 году отряды переформируются в эскадрильи.
По состоянию на начало 1948 года в пограничной авиации имелось 10 авиационных частей и подразделений.
В начале 1970-х гг. в авиации ПВ имелось 12 авиационных полков и эскадрилий, а также ряд авиационных отрядов.
Авиация ПВ принимала самое непосредственное участие в Афганской войне, потеряв  62 вертолёта.
- Авиация войск Гражданской обороны. Включала три отдельных  вертолётных отряда в Красноярске, Хабаровске и Владимире. Впоследствии на базе этих формирований создавалась Авиация МЧС РФ.
- Авиация внутренних войск МВД СССР.

3 марта 1979 года на аэродроме Хабаровск-Центральный была сформирована первая вертолётная эскадрилья ВВ МВД. В дальнейшем авиация ВВ МВД состояла из трёх отдельных эскадрилий, на вооружении были в основном вертолёты и транспортные самолёты. Особенностью авиации ВВ было то, что эскадрильи дислоцировались поотрядно по всей стране: в Нижнем Новгороде, Сыктывкаре, Свердловске, Новосибирске, Иркутске, Чите, Алма-Ате, Хабаровске.
Советские ВВС к началу 1980-х годов состояли из дальней, Фронтовой, армейской и военно-транспортной авиации. Основу их ударной мощи составляла дальняя авиация, оснащённая сверхзвуковыми ракетоносцами и бомбардировщиками большого радиуса действия, способными наносить удары по наиболее важным наземным и морским объектам противника на континентальных и океанских (морских) театрах военных действий. Фронтовая авиация, имевшая на вооружении бомбардировщики, истребители-бомбардировщики, штурмовики, истребители, разведчики, способна вести борьбу с ракетно-ядерными средствами и авиацией противника, его резервами, осуществлять авиационную поддержку сухопутных войск, вести воздушную разведку и радиоэлектронную борьбу в оперативной и тактической глубине обороны противника. Военно-транспортная авиация, имея на вооружении современные большегрузные самолёты, способна выбрасывать и высаживать десанты со штатным вооружением (включая танки, орудия, ракеты), перевозить по воздуху на большие расстояния войска, вооружение, боеприпасы и материальные средства, обеспечивать манёвр авиационных соединений и частей, эвакуировать раненых и больных, а также вести радиоэлектронную борьбу и выполнять специальные задачи.

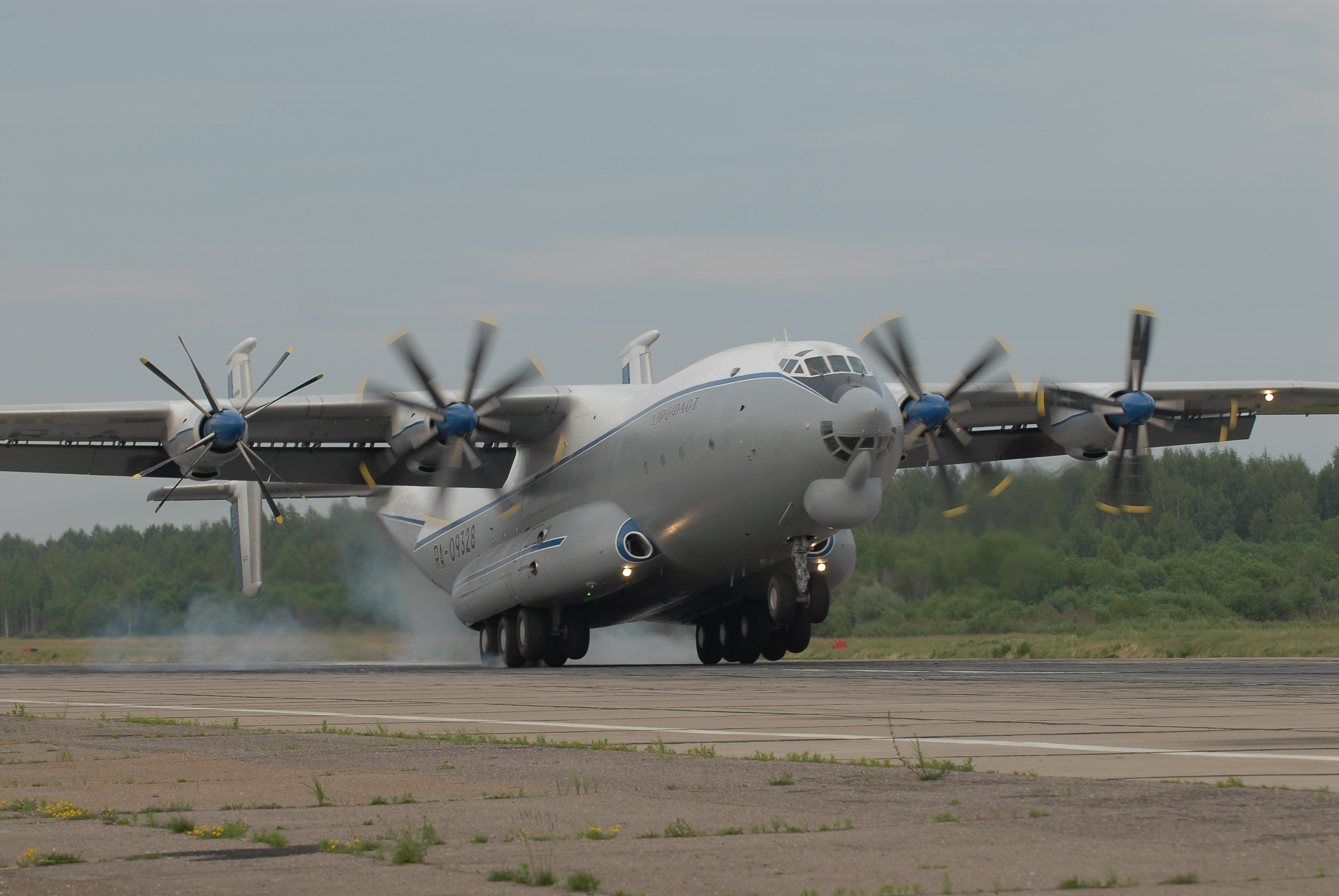
Одним из самых грузоподъёмных самолётов военно-транспортной авиации был Ан-22 «Антей»

Одним из видов фронтовой авиации являлась штурмовая авиация, которая приказом министра обороны СССР от 20 апреля 1956 года была упразднена из состава советских ВВС, полностью уступив место истребительно-бомбардировочной. Новая военная доктрина, учитывавшая возможность применения тактического ядерного оружия, по-иному рассматривала функции ВВС над полем боя. По мнению тогдашних военных специалистов, основные силы должны были быть направлены для ударов по объектам, расположенным за пределами досягаемости огня сухопутных войск, штурмовик же предназначался прежде всего для действий на передовой.
Таким образом, наличие в составе ВВС специализированного самолёта-штурмовика становилось ненужным. Только спустя несколько десятилетий специалисты, анализируя действия штурмовой авиации в локальных конфликтах, вновь признали необходимость в таких самолётах для непосредственной поддержки наземных войск на поле боя. Так, в начале 1969 года министр обороны СССР Андрей Гречко приказал министру авиационной промышленности провести конкурс лёгкого самолёта-штурмовика, и уже в марте четыре КБ — Ильюшина, Микояна, Сухого и Яковлева — получили требования на новый самолёт. Конкурс на новый самолёт выиграло КБ Сухого с его штурмовиком Су-25. Впервые этот самолёт поднялся в небо в 1975 году. В марте 1980 года по личному указанию министра обороны Дмитрия Устинова было принято решение о проведении испытаний в «особых условиях» — в зоне реальных боевых действий в республике Афганистан. Программа испытаний получила название «Ромб». В начале июня 1980 года операция «Ромб» была успешно завершена, программа испытаний выполнена и пара Су-25 благополучно вернулась в Союз. А в мае 1981 года первая партия из 12 серийных Су-25 поступила на вооружение в 200-ю отдельную штурмовую авиационную эскадрилью. Ровно через четверть века в России возродилась штурмовая авиация.

## Распад СССР

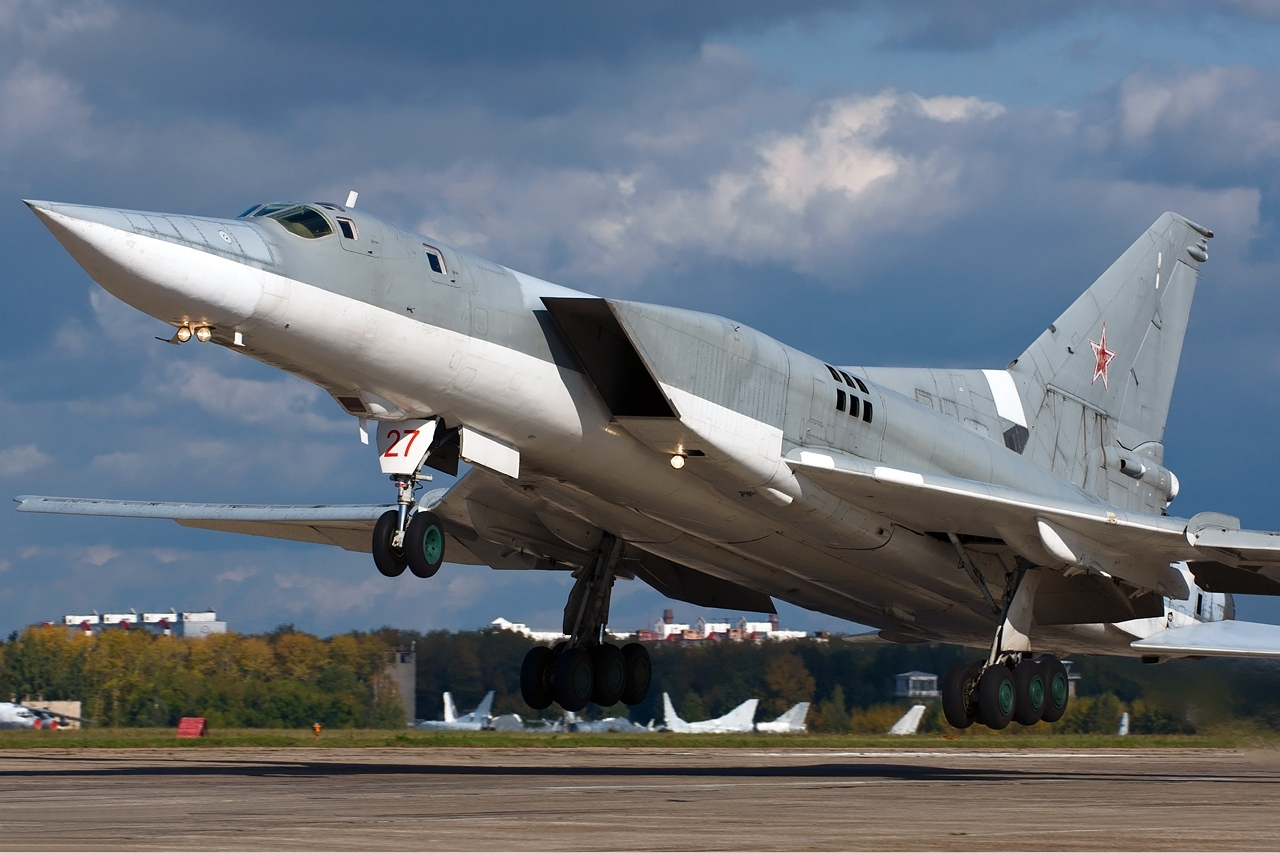
При разделе советских ВВС Украине достались несколько десятков бомбардировщиков Ту-22М

Распад мощной глубокоэшелонированной системы обороны Советского Союза начался с её передовых военных баз — вывода групп войск, размещённых в странах Восточной Европы и Монголии. В соответствии с многочисленными международными обязательствами СССР с 1991 года осуществляет массированный вывод своей самой мощной передовой Группы советских войск в Германии. Личный состав группировки составлял 370 тыс. человек, в том числе 100 тыс. офицеров и прапорщиков, а также 1842 тыс. членов их семей. ВВС группы состояли из 16-й воздушной армии (пять авиадивизий). На вооружении здесь находилось 620 боевых самолётов и 790 вертолётов, а также 1600 тысяч тонн боеприпасов и другого снаряжения. Основная их часть выводилась в Россию, некоторые части и соединения выводились в Белоруссию и на Украину. Вывод войск из Германии завершился в июне 1994 года. Из Чехословакии, Венгрии и Монголии были выведены войска в количестве 186 тыс. человек, 350 боевых самолётов и 364 вертолёта. Из Польши выведены 73 тысяч военнослужащих, в том числе 4-я воздушная армия.
Под давлением США Советский Союз почти полностью вывел учебную бригаду из Кубы, которая в 1989 году насчитывала 7700 человек и организационно состояла из мотострелкового, артиллерийского и танкового батальонов, а также частей обеспечения. Также почти полностью в тот период было свёрнуто советское военное присутствие во Вьетнаме — военно-морской базе Камрань, где обычно дислоцировался батальон морской пехоты, а также смешанная группировка ВМФ и ВВС.
В декабре 1991 года советские Военно-воздушные силы были разделены между Россией и 11 независимыми республиками.

### Раздел ВВС между союзными республиками
Россия
В результате распада СССР, Россия получила примерно 40 % техники и 65 % личного состава советских ВВС. 

Согласно межгосударственным договорам соединения Дальней Авиации остались только у Украины и России. 

Дислоцированная на территории Прибалтики 326-я тяжёлая бомбардировочная авиационная Тарнопольская ордена Кутузова дивизия была выведена в Россию.

Дислоцировавшиеся на территории Казахстана и Беларуси дивизии (79-я тяжелая бомбардировочная авиационная дивизия и 22-я гвардейская тяжёлая бомбардировочная авиационная Донбасская Краснознамённая дивизия) по межгосударственным договорам были выведены на территорию России.

Украина, отказавшись от ядерного оружия, сохранила за собой парк самолётов Дальней Авиации, который впоследствии частично был уничтожен.

Таким образом, Россия стала единственным на постсоветском пространстве государством, обладающим дальней стратегической авиацией.
К моменту распада СССР его военно-воздушные силы и войска противовоздушной обороны являлись наиболее многочисленными в мире, превосходя по численности авиационные парки США и Китая. Содержание столь огромных сил в условиях экономического кризиса и изменения международной ситуации было невозможным, что привело к значительному сокращению ВВС России. С 1992 года началась череда массированных сокращений численности авиации при сохранении в общем неизменной структуры ВВС советского периода. В этот период сняты с вооружения все самолёты устаревших типов. Боевой состав ВВС, авиации ПВО и ВМФ к концу периода был представлен почти исключительно самолётами четвёртого поколения (Ту-22М3, Су-24М/МР, Су-25, Су-27, МиГ-29 и МиГ-31). Общая численность ВВС и авиации ПВО сократилась почти втрое — с 281 до 102 авиационных полков. К 1995 году прекратилось серийное производство самолётов для ВВС и авиации ПВО. В 1992 году поставки новой авиатехники составили 67 самолётов и 10 вертолётов, в 1993 году — 48 самолётов и 18 вертолётов, в 1994 году — 17 самолётов и 19 вертолётов. В 1995 году закуплено только 17 вертолётов. После 2000 года запущены программы модернизации самолётов Су-24М, Су-25, Су-27, МиГ-31, Ту-22М3, Ту-95МС, Ту-160, А-50 и Ил-76ТД, вертолётов Ми-8 и Ми-24П.
 Украина
На момент обретения независимости на Украине имелось более 2800 летательных аппаратов, в том числе 29 средних бомбардировщиков Ту-22М, 33 бомбардировщика Ту-22, более 200 Су-24, 50 истребителей Су-27, 194 истребителя МиГ-29. Организационно эта воздушная группировка была представлена четырьмя воздушными армиями, десятью авиадивизиями, 49 авиационными полками. Впоследствии часть из этих самолётов была передана российской стороне, а часть осталась в строю только что созданных ВВС Украины. Также на территории Украины размещалась группа новейших бомбардировщиков Ту-160. 11 таких бомбардировщиков были утилизированы под дипломатическим давлением США. 8 самолётов были переданы Украиной России в качестве погашения задолженности за газ.
/ Белоруссия
После распада СССР Белоруссии досталась обширная группировка истребительной, бомбардировочной и штурмовой авиации. В начале 1990-х годов в Беларуси находилось около 100 самолётов МиГ-29, часть из которых сразу же была продана Алжиру, Перу и Эритрее. К 2000-м годам в строю находилось 40—50 самолётов данного типа, а также несколько десятков единиц фронтовых бомбардировщиков Су-24 и истребителей Су-27.
/ Казахстан
После распада СССР на начало 1992 года Казахстану достались из современных авиационных вооружений только истребители МиГ-31. 

В остальном парк ВВС состоял из МиГ-25, МиГ-27, МиГ-23, МиГ-21, Су-24 и L-39. Также достались 40 Ту-95МС на авиабазе Чаган из состава 79-й тяжелой бомбардировочной авиационной дивизии.

По результатам российско-казахстанских переговоров в 1992 году Казахстан отказался от ядерного оружия и от парка самолётов Дальней Авиации (Ту-95), который был выведен в Россию. Взамен Россия предоставила Казахстану 24 Су-27 и 14 Су-25. По результатам того же договора в 1995 году Казахстану были возвращены 21 МиГ-29, которые в условиях неразберихи при распаде СССР в 1991 году самовольно перебазировал на территорию России командир 715-го учебного авиационного полка, дислоцированного в н.п. Луговом Жамбылской области КазССР.

В феврале 1999 года Нурсултан Назарбаев заявил, что ВВС сведены в 36 эскадрилий, и пилоты имеют налёт по 100 часов в год (для СНГ норма — 20). В начале 2000 года ВВС получили 4 новых Су-27 и несколько «Альбатросов». Часть самолётов находится на хранении.
 Армения
Армении достались вертолёты Ми-8 и Ми-24 отдельной эскадрильи, базировавшейся в Ереванском аэропорту, а также несколько штурмовиков Су-25. Начало формирования подразделений ВВС Армении было положено летом 1993 года.
 Азербайджан
История ВВС независимого Азербайджана началась 8 апреля 1992 года, когда азербайджанский лётчик старший лейтенант Вагиф Курбанов, служивший на авиационной базе Ситалчай, где базировался 80-й отдельный штурмовой авиаполк, угнал самолёт Су-25 и посадил его на гражданском аэродроме в Евлахе. После распада СССР Азербайджану досталось 5 самолётов МиГ-21, 16 Су-24, МиГ-25, 72 учебно-тренировочных Л-29. Впоследствии 12 МиГ-29 и 2 МиГ-29УБ были закуплены на Украине. Самолёты доработаны согласно украинской программе модернизации МиГ-29. Азербайджан, как и большинство стран бывшего СССР, зависит от поставок запчастей из России.
 Грузия
Основу ВВС составляли штурмовики Су-25, которые производились на Тбилисском авиазаводе. В начале 2000 года в страну прибыло 10 вертолётов «Ирокез», поставленных американцами.
 Молдавия
После распада СССР республике досталось 34 МиГ-29 разных модификаций. К 2001 году их осталось всего 6, остальные переданы (проданы) в США, Йемен, Румынию. Предполагалась закупка взамен большого количества вертолётов, однако на сегодняшний день в наличии имеется всего 8 Ми-8, 10 Ан-2, 3 Ан-72 и по одному Ту-134, Ан-24 и Ил-18.

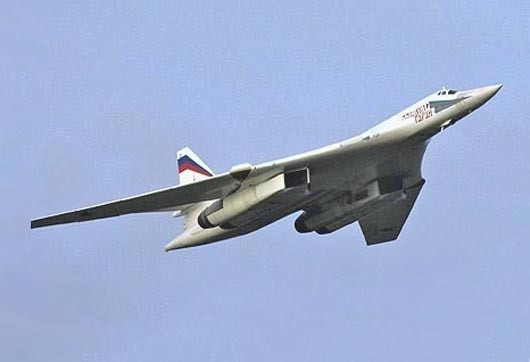
Ту-160 является самым крупным в истории военной авиации сверхзвуковым самолётом, самым мощным и самым тяжёлым боевым самолётом в мире, обладает крупнейшей среди бомбардировщиков максимальной взлётной массой и боевой нагрузкой

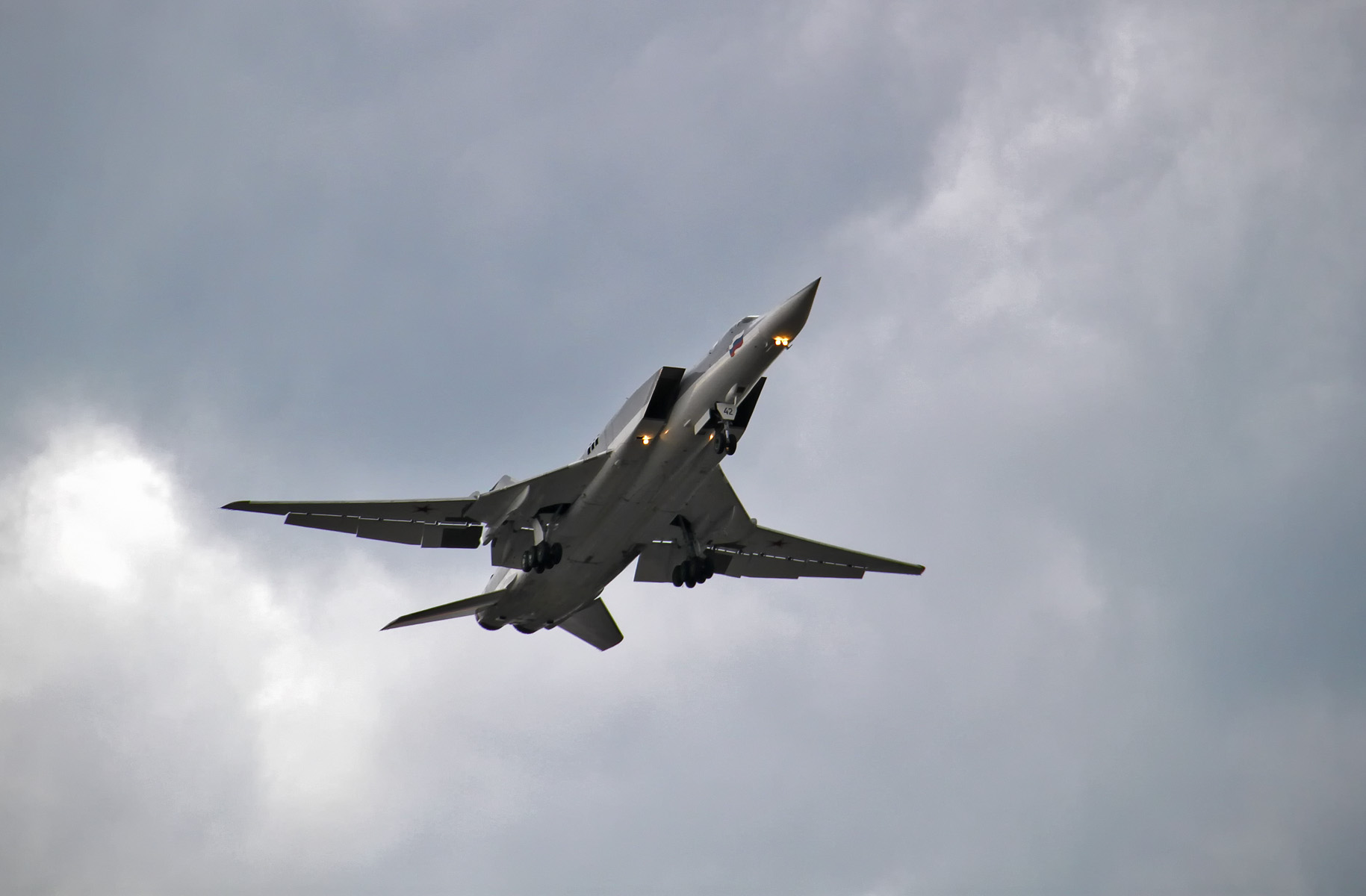
Наиболее совершенной моделью сверхзвукового ракетоносца стал Ту-22М3, поднявшийся в воздух в 1977 году

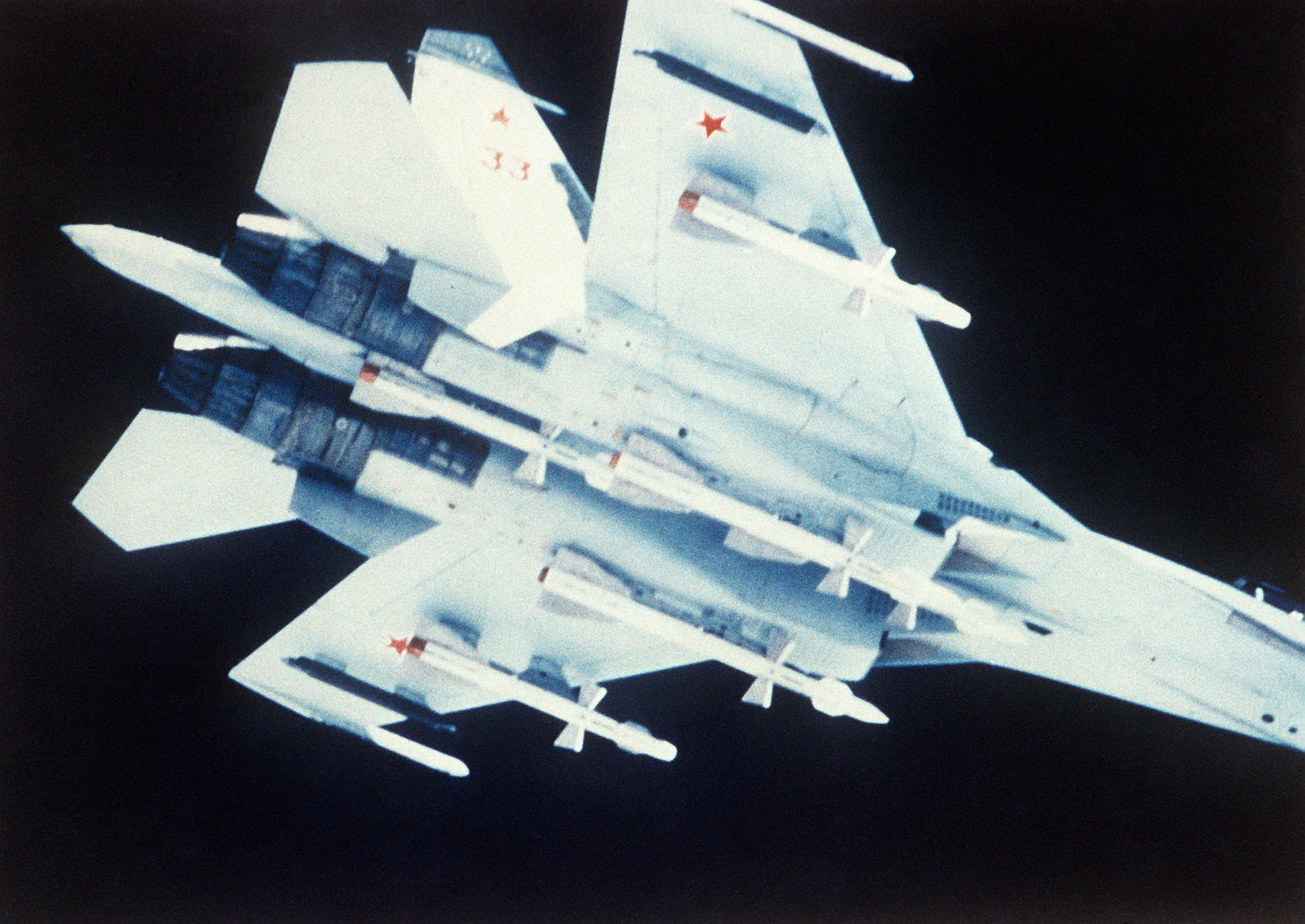
На подкрыльевые пилоны Су-27 можно было подвешивать до шести ракет класса «воздух-воздух» Р-27 или до 6 высокоманёвренных ракет ближнего боя Р-73

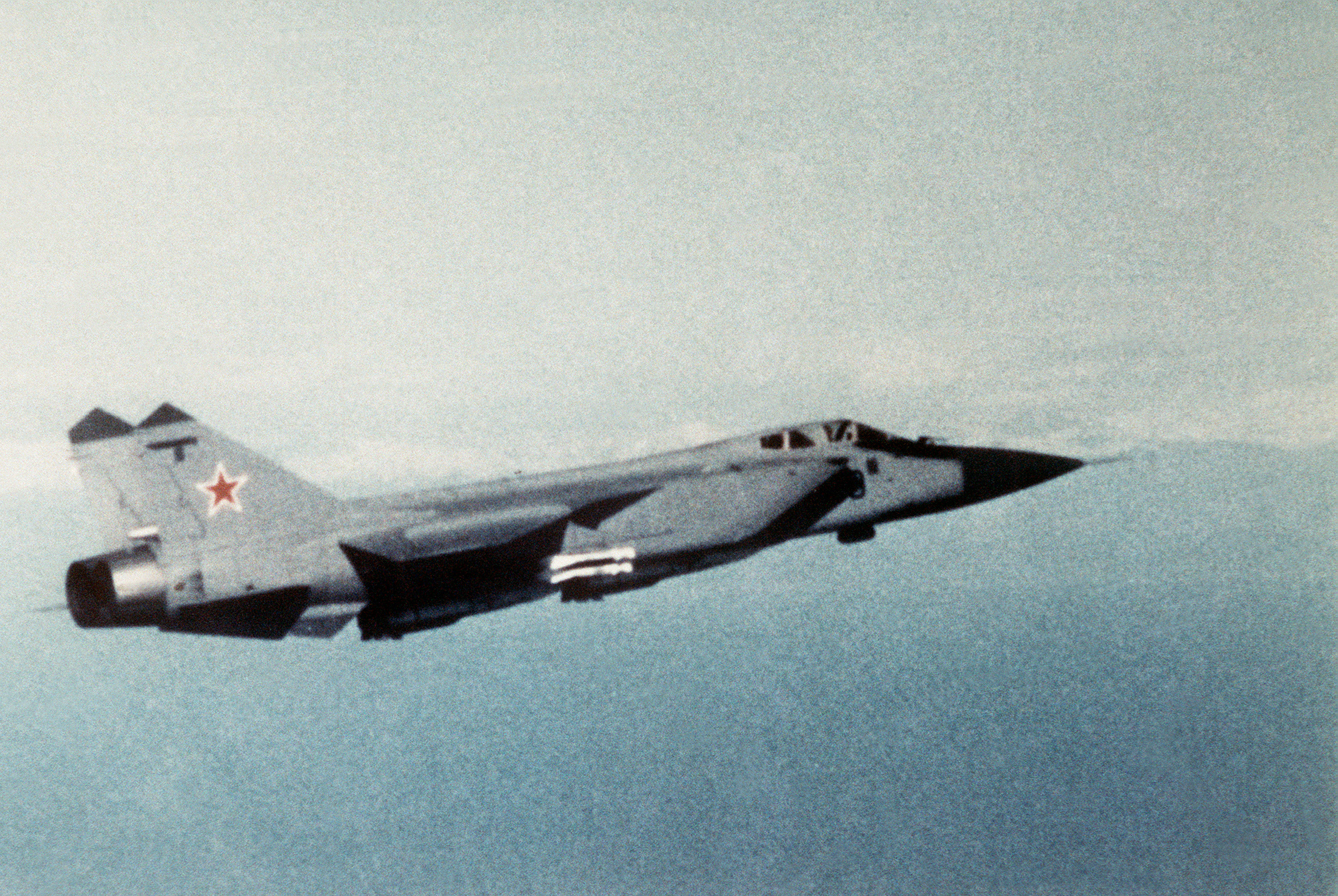
Основным предназначением перехватчиков ПВО МиГ-31 считался перехват и уничтожение воздушных целей на предельно малых, средних и больших высотах

## Формирования
(См. Категория: «Военные аэродромы СССР»)
Представлены формирования родов сил ВВС ВС СССР:
Дальняя авиация
- 30-я воздушная армия. Штаб — Иркутск,
- 37-я воздушная армия. Штаб — Москва,
- 46-я воздушная армия ВГК специального назначения. Штаб — Смоленск.

Фронтовая авиация в Европе
- 16-я воздушная Краснознамённая армия (Группа советских войск в Германии)
- 4-я воздушная Краснознамённая армия
- 36-я воздушная армия (Южная группа войск, Венгрия)
- 131-е смешанная авиационная дивизия (Центральная группа войск, Чехословакия)

Фронтовая авиация на территории СССР
- 5-я воздушная армия (Краснознамённый Одесский военный округ)
- 15-я воздушная армия (Краснознамённый Прибалтийский военный округ)
- 26-я воздушная армия (Краснознамённый Белорусский военный округ)
- 17-я воздушная Краснознамённая армия (Краснознамённый Киевский военный округ)
- 24-я воздушная армия ВГК особого назначения (Юго-западное стратегическое направление) При распаде Советского Союза у этой армии были войска в Белоруссии и Украине. На Украине силы состояли из 32-й бомбардировочной авиационной дивизии в Староконстантинове, 56-й бомбардировочной авиационной дивизии и 138-й ударной авиационной дивизии в Миргороде. В своём распоряжении эта армия имела более чем 140 фронтовых бомбардировщика Су-24, 35 Як-28, 40 МиГ-27 и 40 истребителей Су-27.[81]
- 34-я воздушная армия (Краснознамённый Закавказский военный округ)
- 73-я воздушная армия (Краснознамённый Туркестанский военный округ)
- 76-я воздушная Краснознамённая армия (ордена Ленина Ленинградский военный округ)
- ВВС ордена Ленина Московского военного округа
- 23-я воздушная Краснознамённая армия (ордена Ленина Забайкальский военный округ)
- 1-я воздушная Краснознамённая армия (Краснознамённый Дальневосточный военный округ)

Военно-транспортная авиация
К 1988 году Военно-транспортная авиация включала в себя пять отдельных полков и пять дивизий с восемнадцатью военно-транспортными полками.
- 6-я гвардейская военно-транспортная авиационная Запорожская Краснознамённая, ордена Богдана Хмельницкого дивизия. Штаб — Кривой Рог,
- 7-я военно-транспортная авиационная дивизия Штаб — Мелитополь,
- 3-я гвардейская военно-транспортная авиационная Смоленская орденов Суворова и Кутузова дивизия. Штаб — Витебск,
- 12-я военно-транспортная авиационная Мгинская Краснознамённая дивизия. Штаб — Калинин,
- 18-я гвардейская военно-транспортная авиационная Таганрогская Краснознамённая, орденов Суворова и Кутузова дивизия. Штаб — Шауляй.

Помимо ВВС, соединения и части авиации имелись и в объединениях Войск ПВО СССР:
- ордена Ленина Московский округ ПВО,
- 2-я отдельная армия ПВО,
- 8-я отдельная армия ПВО,
- 19-я отдельная Краснознамённая армия ПВО,
- 12-я отдельная армия ПВО,
- 6-я отдельная Краснознамённая армия ПВО,
- 10-я отдельная Краснознамённая армия ПВО,
- 4-я отдельная Краснознамённая армия ПВО,
- 14-я отдельная армия ПВО,
- 11-я отдельная Краснознамённая армия ПВО.

## Командование ВВС СССР

### Главнокомандующие ВВС
- Акашев Константин Васильевич (декабрь 1917 — май 1918);
- Соловов Михаил Александрович (май 1918 — июль 1918)[83];
- Воротников Александр Степанович (август 1918 — июнь 1919)[83];
- Акашев Константин Васильевич (март 1920 — февраль 1921)[83];
- Сергеев Андрей Васильевич (сентябрь 1921 — октябрь 1922)[83];
- Знаменский Андрей Александрович (октябрь 1922 — апрель 1923)[83];
- Розенгольц Аркадий Павлович (апрель 1923 — декабрь 1924)[83];
- Баранов Пётр Ионович (декабрь 1924 — июнь 1931)[83];
- Алкснис Яков Иванович, командарм 2-го ранга (июль 1931 — ноябрь 1937)[83];
- Локтионов Александр Дмитриевич, командарм 2-го ранга (ноябрь 1937 — ноябрь 1939)[83];
- Смушкевич Яков Владимирович, генерал-лейтенант авиации (ноябрь 1939 — август 1940)[83];
- Рычагов Павел Васильевич, генерал-лейтенант авиации (август 1940 — апрель 1941)[83];
- Жигарев Павел Фёдорович, генерал-полковник авиации (апрель 1941 — май 1942)[83];
- Новиков Александр Александрович, Главный маршал авиации (апрель 1942 — март 1946);
- Вершинин Константин Андреевич, маршал авиации (март 1946 — сентябрь 1949);
- Жигарев Павел Фёдорович, Главный маршал авиации (сентябрь 1949 — январь 1957);
- Вершинин Константин Андреевич, Главный маршал авиации (январь 1957 — март 1969);
- Кутахов Павел Степанович, Главный маршал авиации (март 1969 — декабрь 1984);
- Ефимов Александр Николаевич, маршал авиации (декабрь 1984 — июль 1990);
- Шапошников Евгений Иванович, генерал-полковник авиации (июль 1990 — август 1991);
- Дейнекин Пётр Степанович, генерал-полковник авиации (август — декабрь 1991).

### Начальники Главного штаба ВВС СССР
- Хорьков Сергей Гаврилович (1919);
- Акашев, Константин Васильевич (1918—1920);
- Лапчинский, Александр Николаевич (1920—1921);
- Новицкий Фёдор Фёдорович (1921—1923);
- Меженинов Сергей Александрович, комкор (1923—1925);
- Меженинов Сергей Александрович, комкор (июнь 1932 — март 1933);
- Хрипин Василий Владимирович, комкор (март 1933 — ноябрь 1934);
- Лавров Василий Константинович, комкор (январь 1936 — июль 1937);
- Тестов Семен Васильевич, комдив (октябрь 1937 — январь 1938);
- Арженухин Фёдор Константинович, генерал-лейтенант авиации (сентябрь 1938 — сентябрь 1940);
- Никишов Дмитрий Никитич, генерал-майор (сентябрь 1940 — март 1941);
- Володин Павел Семёнович, генерал-майор авиации (май — июнь 1941);
- Рухле Иван Никифорович, полковник, врио (июнь — август 1941);
- Ворожейкин Григорий Алексеевич, генерал-лейтенант авиации (август 1941 — май 1942);
- Худяков Сергей Александрович, генерал-майор авиации (май — июнь 1942);
- Фалалеев Фёдор Яковлевич, генерал-полковник авиации (июль 1942—1943);
- Худяков Сергей Александрович, маршал авиации (май 1943 — апрель 1945]);
- Фалалеев Фёдор Яковлевич, маршал авиации (апрель 1945 — апрель 1946);
- Судец Владимир Александрович, маршал авиации (апрель 1946 — апрель 1949);
- Дагаев Николай Павлович, генерал-лейтенант авиации (апрель — сентябрь 1949);
- Батицкий Павел Фёдорович, генерал-лейтенант  (сентябрь 1950 — июнь 1953);
- Руденко Сергей Игнатьевич, маршал авиации (июнь 1953 — февраль 1958);
- Брайко Пётр Игнатьевич, генерал-полковник авиации (февраль 1958 — октябрь 1969);
- Силантьев Александр Петрович, маршал авиации (октябрь 1969 — июнь 1978);
- Скориков Григорий Петрович, маршал авиации (июнь 1978 — 1985);
- Панькин Валентин Епифанович, генерал-полковник авиации (1985 — 1990);
- Малюков Анатолий Иванович, генерал-полковник авиации (октябрь 1990 — 1991).

### Члены Военного Совета ВВС СССР
- Сергеев Андрей Васильевич (1917—1918);
- Акашев Константин Васильевич (май — август 1918);
- Дубенский Пётр Сергеевич (1918—1923)
- Егоров Д. А. (1923—1924);
- Муклевич Ромуальд Адамович (1925—1926);
- Наумов Алексей Кузьмич (1931—1933);
- Троянкер Бенедикт Устинович, корпусной комиссар (май 1933 — сентябрь 1935);
- Берёзкин, Михаил Фёдорович, корпусной комиссар (1935—1936);
- Агальцов Филипп Александрович, дивизионный комиссар (декабрь 1938 — август 1940);
- Степанов Павел Степанович, армейский комиссар 2-го ранга (декабрь 1940 — август 1942);
- Шиманов Николай Сергеевич, генерал-полковник авиации (март 1943 — апрель 1946);
- Лукашин Пётр Тимофеевич, генерал-лейтенант авиации (1946—1950);
- Вихорев Александр Иванович, генерал-майор авиации (1950—1952);
- Рытов Андрей Герасимович, генерал-полковник авиации (1953—1967);
- Мороз Иван Михайлович, генерал-полковник авиации (1967—1980);
- Батехин Леонид Лукич, генерал-полковник авиации (1980—1989);
- Бенов Геннадий Матвеевич, генерал-лейтенант авиации (1989—1991).

## Боевой и численный состав советских ВВС
- 1965 год (10500-11500 самолётов при численности 510 000 чел.):
  - Дальняя авиация: 70 Ту-95, 120 М-4, 1000 Ту-16;
  - Фронтовая авиация: 4000 самолётов МиГ-15, МиГ-17, Ил-28;
  - Авиация ПВО: 6000 самолётов МиГ-17, МиГ-19[84]
- 1971 год:
  - Дальняя авиация: 90 М-4, 100 Ту-95, 550 Ту-16, 175 Ту-22;
  - Фронтовая авиация: 4000 самолётов Як-28, Су-7, МиГ-21, Як-28Р, а также МиГ-17 и МиГ-19;
  - Авиация ПВО: 3300 истребителей МиГ-19, МиГ-21, МиГ-23, Су-9/-11;
  - Военно-транспортная авиация: 1700 самолётов Ил-14, Ил-18, Ан-12, Ан-24, Ан-22[85]
- 1973 год:
  - Дальняя авиация: 90 М-4, 110 Ту-95, 500 Ту-16, 200 Ту-22;
  - Фронтовая авиация: 4300 самолётов МиГ-21 различных модификаций, Як-28, Су-7, а также МиГ-17, МиГ-19 и Ил-28;
  - Авиация ПВО: 3200 истребителей МиГ-19, МиГ-21, Су-9, МиГ-17, Як-28, Ту-128, МиГ-25;
  - Военно-транспортная авиация: 1700 самолётов Ил-14, Ил-18, Ан-12, Ан-24, Ан-22[86]
- 1982 год:
  - Дальняя авиация: 70 Ту-22М, 110 Ту-95, 75 М-4, 140 Ту-22, 425 Ту-16;
  - Фронтовая авиация: 25 Су-25, 400 Су-24, 500 МиГ-27, 1200 МиГ-23 различных модификаций, 150 МиГ-25, 630 МиГ-21, 100 Су-17, 150 Су-7, 190 Як-28;
  - Авиация ПВО: 100 МиГ-31, 250 МиГ-25, 800 МиГ-23, 900 Су-15, 100 Ту-128, 200 Як-28, 50 Су-9/-11;
  - Военно-транспортная авиация: 500 Ан-2, 550 Ан-12, 30 Ан-14, 50 Ан-24/-26, 50 Ан-22, 150 Ил-76[87]

| 1965    | 1970    | 1975    | 1980    | 1985    | 1990    | 1991    |
| ------- | ------- | ------- | ------- | ------- | ------- | ------- |
| 510.000 | 330.000 | 440.000 | 550.000 | 570.000 | 420.000 | 420.000 |

## Советские ВВС к 1990 году
| Наименование                       | Фото                           | Страна-производитель           | Назначение                                                                   | Количество | Комментарий |
| Стратегические бомбардировщики     | Стратегические бомбардировщики | Стратегические бомбардировщики | Стратегические бомбардировщики                                               | Стратегические бомбардировщики | Стратегические бомбардировщики |
| ---------------------------------- | ------------------------------ | ------------------------------ | ---------------------------------------------------------------------------- | --- | --- |
| Ту-95                              |                                | Флаг СССР                      | Стратегический бомбардировщик, ракетоносец, разведчик, самолёт-целеуказатель | Восемь авиационных полков на Ту-95 (аэр. Узин, Моздок, Чаган, Украинка, Кипелово, Хороль), всего порядка 190 самолётов, из них около 50-и на службе ВМФ.                       | Советский турбовинтовой стратегический бомбардировщик и ракетоносец крылатых ракет большого радиуса действия, также были варианты для разведки и радиоперехвата. На базе Ту-95 впервые в СССР была создана боевая информационная радиотехническая система разведки и целеуказания системе наведения ракет морского базирования МРСЦ-1 «Успех». За время производства было построено 212 самолётов Ту-95 в различных вариантах. |
| Ту-160                             |                                | Флаг СССР                      | Стратегический сверхзвуковой ракетоносец                                     | 19 самолётов в опытной эксплуатации на аэродроме Прилуки, 184-й гв. ТБАП. | Сверхзвуковой стратегический ракетоносец с крылом изменяемой стреловидности, разработанный в ОКБ Туполева в 1970—1980-х годах. На момент распада СССР на вооружение принят не был. |
| Дальние бомбардировщики            |                                |                                |                                                                              | | |
| Ту-22М                             |                                | Флаг СССР                      | Тяжёлый сверхзвуковой ударный самолёт                                        | Восемь полков в морской авиации и десять в дальней авиации, плюс некоторое количество бортов в центрах боевой подготовки. Общее количество самолётов на вооружении порядка 400 | Дальний сверхзвуковой ракетоносец-бомбардировщик с изменяемой геометрией крыла. Основное предназначение самолёта — противоборство с авианосными ударными группами НАТО в море. Ограниченно применялся в конце Афганской войны в качестве тяжёлого бомбардировщика. Всего изготовлено порядка 500 экземпляров. |
| Ту-16                              |                                | Флаг СССР                      | Многоцелевой тяжёлый самолёт                                                 | Точное количество не известно. | Советский тяжёлый двухмоторный реактивный многоцелевой самолёт. Выпускался в различных модификациях, включая ракетоносный вариант, самолёт-заправщик, самолёт РЭБ и др. Серийно выпускался с 1953 по 1963 год тремя авиационными заводами. Изготовлено 1507 машин. |
| Ту-22                              |                                | Флаг СССР                      | Тяжёлый сверхзвуковой многоцелевой самолёт                                   | Три полка в стране имели на вооружении ударные варианты самолёта — 341-й, 121-й и 203-й ТБАП-ы. Это приблизительно в сумме 60 бортов.                                          | Советский дальний сверхзвуковой многоцелевой самолёт конструкции КБ Туполева. Изначально предназначался для замены бомбардировщика-ракетоносца Ту-16, но в результате наибольшее распространение получили модификации в варианте разведчика и самолёта РЭБ. Всего было построено 311 самолётов. |
| Истребительная авиация             |                                |                                |                                                                              | | |
| Су-27                              |                                | Флаг СССР                      | Многоцелевой истребитель                                                     | 190 | Советский многоцелевой высокоманёвренный всепогодный истребитель четвёртого поколения, разработанный в ОКБ Сухого и предназначенный для завоевания превосходства в воздухе. |
| МиГ-29                             |                                | Флаг СССР                      | Многоцелевой истребитель                                                     | 700 | Советский многоцелевой истребитель четвёртого поколения, разработанный в ОКБ МиГ. |
| МиГ-23                             |                                | Флаг СССР                      | Многоцелевой истребитель                                                     | 1000 | Советский многоцелевой истребитель с крылом изменяемой стреловидности. Опытный самолёт с изменяемой стреловидностью крыла «23-11» совершил первый полёт 10 июня 1967 года под управлением лётчика-испытателя Федотова А. В. |
| МиГ-21                             |                                | Флаг СССР                      | Многоцелевой истребитель                                                     | 465 | Советский многоцелевой истребитель, разработанный ОКБ Микояна и Гуревича в середине 1950-х годов. МиГ-21 стал первым самолётом КБ МиГ с треугольным крылом. |
| МиГ-25                             |                                | Флаг СССР                      | Истребитель-перехватчик                                                      | 25 | Советский сверхзвуковой высотный истребитель-перехватчик 3-го поколения, спроектированный конструкторским бюро Микояна — Гуревича. |
| Фронтовая авиация                  |                                |                                |                                                                              | | |
| Су-24                              |                                | Флаг СССР                      | Фронтовой бомбардировщик                                                     | 830 | Советский фронтовой бомбардировщик с крылом изменяемой стреловидности, предназначенный для нанесения ракетно-бомбовых ударов в простых и сложных метеоусловиях, днём и ночью, в том числе на малых высотах с прицельным поражением наземных и надводных целей. |
| Су-17                              |                                | Флаг СССР                      | Истребитель-бомбардировщик                                                   | 810 | Советский истребитель-бомбардировщик, разработанный в первой половине 1960-х годов. Первый советский самолёт с крылом изменяемой геометрии. Три десятилетия состоял на вооружении ВВС СССР и России, широко экспортировался, применялся в ряде вооружённых конфликтов. |
| МиГ-27                             |                                | Флаг СССР                      | Истребитель-бомбардировщик                                                   | 855 | Советский сверхзвуковой истребитель-бомбардировщик третьего поколения с крылом изменяемой стреловидности. Предназначен для нанесения ударов по подвижным и неподвижным наземным и воздушным целям. Может нести тактическое ядерное оружие. |
| Су-25                              |                                | Флаг СССР                      | Штурмовик                                                                    | 425 | Советский бронированный дозвуковой штурмовик, предназначенный для непосредственной поддержки сухопутных войск над полем боя днём и ночью при прямой видимости цели, а также уничтожения объектов с заданными координатами круглосуточно в любых метеоусловиях. В российских и украинских войсках получил прозвище «Грач». |
| Самолёты-заправщики                |                                |                                |                                                                              | | |
| Ил-78                              |                                | Флаг СССР                      | Самолёт-заправщик                                                            | 14 | Создан на базе самолёта Ил-76МД и предназначен для дозаправки в воздухе военных самолётов. Также мог использоваться в качестве военно-транспортного самолёта. |
| 3МС-2, 3МН-2                       |                                | Флаг СССР                      | Самолёт-заправщик                                                            | 40 | До начала 80-х годов бомбардировщики 3МС и 3МН переоборудовались в топливозаправщики. Они пришли на смену М-4-2 в связи с международными договорами о сокращении численности стратегических бомбардировщиков и долгое время являлись основным средством дозаправки в полёте машин стратегической авиации. В начале 1975 года рассматривался вопрос о переделке всех бомбардировщиков 3М в воздушные танкеры для дозаправки сверхзвуковых бомбардировщиков Ту-22М. Но самолёт-заправщик Ил-78, оказался более предпочтительным для этих целей. |
| Ту-16Н                             |                                | Флаг СССР                      | Самолёт-заправщик                                                            | 20 | Заправщик самолётов Ту-22. Оснащался системой заправки «шланг-конус». Начиная с 1963 года часть бомбардировщиков переоборудовалась в заправщики Ту-16Н. |
| Самолёты-разведчики и самолёты РЭБ |                                |                                |                                                                              | | |
| МиГ-21Р                            |                                | Флаг СССР                      | Самолёт-разведчик                                                            | 50 | Под фюзеляжем на специальном обтекаемом держателе устанавливались сменные контейнеры с разведывательным оборудованием. |
| МиГ-25Р                            |                                | Флаг СССР                      | Самолёт-разведчик                                                            | 160 | Предназначался для проведения оптической, радиотехнической и радиолокационной разведки с больших высот. Состав фотооборудования — четыре А-70М и один топографический А-Е/10. В килях размещались дополнительные топливные баки. Позже все разведчики были доработаны под бомбовое вооружение. |
| Су-17Р                             |                                | Флаг СССР                      | Самолёт-разведчик                                                            | 135 | Разведчики на базе Су-17М2, Су-17М3 или Су-17М4. Самолёты дорабатывались под возможность нести контейнер с разведывательной аппаратурой. Наиболее совершенной была модификация Су-17М4Р. Этот самолёт мог использовать один из контейнеров комплексной разведки, серийно выпускаемый промышленностью специально для Су-17. Всего выпускалось порядка 15 вариантов разведывательных контейнеров под различные задачи. |
| Су-24МР                            |                                | Флаг СССР                      | Самолёт-разведчик                                                            | 150 | |
| Як-28Р                             |                                | Флаг СССР                      | Самолёт-разведчик                                                            | 170 | Официально на вооружении ВВС СССР не состоял. |
| Ту-16Р                             |                                | Флаг СССР                      | Самолёт-разведчик                                                            | 120 | Дальний разведчик. Отличался 7 фотокамерами, станцией активных помех, аппаратурой радиотехнической разведки СРС-3 в подвесных контейнерах под крылом. Разработан в 1955 году. |
| Ил-20/22                           |                                | Флаг СССР                      | Самолёт-разведчик / ВзКП                                                     | 30 | Военный самолёт радиоэлектронной разведки на базе пассажирского самолёта Ил-18. Оборудован РЛС бокового обзора, фотоаппаратурой, ИК-сканером, оптическими датчиками, системой спутниковой связи для обмена данными в режиме реального времени |
| Транспортные самолёты              |                                |                                |                                                                              | | |
| Ан-124 «Руслан»                    |                                | Флаг СССР                      | Тяжёлый дальний транспортный самолёт                                         | 12 | Тяжёлый дальний транспортный самолёт разработки ОКБ им. О. К. Антонова. |
| Ан-22 «Антей»                      |                                | Флаг СССР                      | Военно-транспортный                                                          | 55 | Первый советский широкофюзеляжный самолёт, самый большой в мире турбовинтовой самолёт. Первый полёт выполнил в 1965 году. Серийно произведено 68 экземпляров, включая два для прочностных испытаний. |
| Ан-12                              |                                | Флаг СССР                      | Военно-транспортный                                                          | 500 | |
| Ил-76                              |                                | Флаг СССР                      | Военно-транспортный                                                          | 385 | |

2935 гражданских транспортных самолётов, в основном «Аэрофлота», при необходимости могли быть использованы в военных целях.

См. также Список военных самолётов Военно-воздушных сил СССР (англ.)

## Угоны советских самолётов
В истории ВВС СССР (а также истребительной авиации ПВО) случались случаи угона самолётов личным составом за границу. Мотивами таких действий были либо недовольство политическим режимом, либо стремление жить за рубежом. Иногда советским органам безопасности удавалось предотвратить угон, иногда — нет. Некоторые известные случаи успешных угонов:
- 1927 год — командир авиаотряда К. Клим и моторист П. Тимащук совершили побег на самолёте «Ансальдо» в Польшу.
- 1933 год — в Польшу перелетел из района Смоленска лётчик 57-го авиаотряда К. Кучин, чуть позже на И-3 то же сделал авиатехник Стрижов.
- 1934 год — в Латвию из Ленинградского военного округа перелетел пилот Осоавиахим Г. Кравец. В том же году в Китай перелетел лётчик 209-й авиабригады Вахромеев.
- 1938 год — в Эстонию на У-2 перелетели начальник Лужского аэроклуба ст. лейтенант В. Унишевский и мл. лейтенант Н. Гурьев.
- 1948 год — из Грозненского лётного училища в Турцию угнан истребитель Як-11. В этом же году лётчиками П. Пироговым и А. Барсовым с авиабазы Коломия в Австрию был угнан самолёт Ту-2.
- 1949 год — в Швецию угнан истребитель Ла-9.
- 1961 год — лётчик авиации ПВО на истребителе-перехватчике Су-9 перелетел в иранский город Абадан.
- 1973 год — лётчик-инструктор Армавирского лётного училища Ю. Сафронов перелетел в Иран.
- 1976 год — угон в Японию истребителя-перехватчика МиГ-25 старшим лейтенантом В. Беленко и Ан-2 в Иран лейтенантом В. Зосимовым.
- 1989 год — угон в Турцию истребителя МиГ-29 капитаном А. Зуевым.

## Эволюция опознавательного знака ВВС СССР
Отличительным символом самолётов, вертолётов и других летательных аппаратов, принадлежавших Военно-воздушным силам СССР, стала красная звезда, наносимая на крылья, борта и вертикальное оперение. Этот опознавательный знак претерпевал некоторые изменения за свою историю.
|  | Красная пятиконечная звезда без окаймления использовалась вплоть до 1943 года. |
|  | Красная звезда с чёрной круглой окантовкой внутри звезды иногда использовалась в 1920 — 1930-е году |
|  | Красная звезда с чёрной окантовкой применялась между 1941-м и 1943-м годом, но постепенно была выведена из использования. |
|  | В начале 1940-х годов многие ВВС мира стали обводить свои опознавательные знаки белой каймой. Такая же судьба постигла советскую красную звезду. В конце 1942 года красные звезды стали практически повсеместно обводить белой краской, в 1943 году звезда с белой окантовкой стала стандартным опознавательным знаком ВВС РККА. |
|  | Красная звезда с жёлтым окаймлением использовалась крайне редко в течение 1942—1945 года. |
|  | Красная звезда с выпуклым затенением и бело-красной окантовкой известна как кремлёвская. Использовалась редко в течение 1940—1945 года. |
|  | Красная пятиконечная звезда с белой и красной каймой стала впервые появляться на советских самолётах с конца 1943 года и массово использоваться в последующие годы. С 1945 года такая звезда использовалась почти повсеместно. Опознавательный знак наносился на верхнюю и нижнюю поверхности крыла, на вертикальное оперение и боковые стороны хвостовой части фюзеляжа. Такой вариант опознавательного знака в 1950-е годы назвали звездой победы. Его использовали в ВВС вплоть до распада СССР, а также в ВВС России до 2010 года и снова с 2013 года. В настоящее время используется также ВС Республики Беларусь. |

## Звания в Военно-воздушных силах СССР

### На 1940 год
| Воинские звания в Военно-воздушных силах СССР | Воинские звания в Военно-воздушных силах СССР | Воинские звания в Военно-воздушных силах СССР | Воинские звания в Военно-воздушных силах СССР | Воинские звания в Военно-воздушных силах СССР | Воинские звания в Военно-воздушных силах СССР | Воинские звания в Военно-воздушных силах СССР | Воинские звания в Военно-воздушных силах СССР | Воинские звания в Военно-воздушных силах СССР | Воинские звания в Военно-воздушных силах СССР | Воинские звания в Военно-воздушных силах СССР | Воинские звания в Военно-воздушных силах СССР |
| Высший офицерский состав                      | Высший офицерский состав                      | Высший офицерский состав                      | Высший офицерский состав                      | Высший офицерский состав                      | Высший офицерский состав                      | Высший офицерский состав                      | Высший офицерский состав                      | Высший офицерский состав                      | Высший офицерский состав                      | Высший офицерский состав                      | Высший офицерский состав                      |
| --------------------------------------------- | --------------------------------------------- | --------------------------------------------- | --------------------------------------------- | --------------------------------------------- | --------------------------------------------- | --------------------------------------------- | --------------------------------------------- | --------------------------------------------- | --------------------------------------------- | --------------------------------------------- | --------------------------------------------- |
| Комкор                                        | Комкор                                        | Комкор                                        | Комкор                                        | Комдив                                        | Комдив                                        | Комдив                                        | Комдив                                        | Комбриг                                       | Комбриг                                       | Комбриг                                       | Комбриг                                       |
| Старший офицерский состав                     |                                               |                                               |                                               |                                               |                                               |                                               |                                               |                                               |                                               |                                               |                                               |
| Полковник                                     | Полковник                                     | Полковник                                     | Полковник                                     | Майор                                         | Майор                                         | Майор                                         | Майор                                         | Капитан                                       | Капитан                                       | Капитан                                       | Капитан                                       |
| Младший офицерский состав                     |                                               |                                               |                                               |                                               |                                               |                                               |                                               |                                               |                                               |                                               |                                               |
| Старший лейтенант                             | Старший лейтенант                             | Старший лейтенант                             | Старший лейтенант                             | Лейтенант                                     | Лейтенант                                     | Лейтенант                                     | Лейтенант                                     | Младший лейтенант                             | Младший лейтенант                             | Младший лейтенант                             | Младший лейтенант                             |
| Сержанты, старшины и солдаты                  |                                               |                                               |                                               |                                               |                                               |                                               |                                               |                                               |                                               |                                               |                                               |
| Старшина                                      | Старшина                                      | Старшина                                      | Старшина                                      | Старший сержант                               | Старший сержант                               | Старший сержант                               | Старший сержант                               | Сержант                                       | Сержант                                       | Сержант                                       | Сержант                                       |
| Младший сержант                               | Младший сержант                               | Младший сержант                               | Младший сержант                               | Ефрейтор                                      | Ефрейтор                                      | Ефрейтор                                      | Ефрейтор                                      | Рядовой                                       | Рядовой                                       | Рядовой                                       | Рядовой                                       |

### 1940—1943 годы
| Воинские звания в Военно-воздушных силах СССР | Воинские звания в Военно-воздушных силах СССР | Воинские звания в Военно-воздушных силах СССР | Воинские звания в Военно-воздушных силах СССР | Воинские звания в Военно-воздушных силах СССР | Воинские звания в Военно-воздушных силах СССР | Воинские звания в Военно-воздушных силах СССР | Воинские звания в Военно-воздушных силах СССР | Воинские звания в Военно-воздушных силах СССР | Воинские звания в Военно-воздушных силах СССР | Воинские звания в Военно-воздушных силах СССР | Воинские звания в Военно-воздушных силах СССР |
| Высший офицерский состав                      | Высший офицерский состав                      | Высший офицерский состав                      | Высший офицерский состав                      | Высший офицерский состав                      | Высший офицерский состав                      | Высший офицерский состав                      | Высший офицерский состав                      | Высший офицерский состав                      | Высший офицерский состав                      | Высший офицерский состав                      | Высший офицерский состав                      |
| --------------------------------------------- | --------------------------------------------- | --------------------------------------------- | --------------------------------------------- | --------------------------------------------- | --------------------------------------------- | --------------------------------------------- | --------------------------------------------- | --------------------------------------------- | --------------------------------------------- | --------------------------------------------- | --------------------------------------------- |
| Генерал-полковник                             | Генерал-полковник                             | Генерал-полковник                             | Генерал-полковник                             | Генерал-лейтенант                             | Генерал-лейтенант                             | Генерал-лейтенант                             | Генерал-лейтенант                             | Генерал-майор                                 | Генерал-майор                                 | Генерал-майор                                 | Генерал-майор                                 |
| Старший офицерский состав                     |                                               |                                               |                                               |                                               |                                               |                                               |                                               |                                               |                                               |                                               |                                               |
| Полковник                                     | Полковник                                     | Полковник                                     | Подполковник                                  | Подполковник                                  | Подполковник                                  | Майор                                         | Майор                                         | Майор                                         | Капитан                                       | Капитан                                       | Капитан                                       |
| Младший офицерский состав                     |                                               |                                               |                                               |                                               |                                               |                                               |                                               |                                               |                                               |                                               |                                               |
| Старший лейтенант                             | Старший лейтенант                             | Старший лейтенант                             | Старший лейтенант                             | Лейтенант                                     | Лейтенант                                     | Лейтенант                                     | Лейтенант                                     | Младший лейтенант                             | Младший лейтенант                             | Младший лейтенант                             | Младший лейтенант                             |
| Сержанты, старшины и солдаты                  |                                               |                                               |                                               |                                               |                                               |                                               |                                               |                                               |                                               |                                               |                                               |
| Старшина                                      | Старшина                                      | Старшина                                      | Старшина                                      | Старший сержант                               | Старший сержант                               | Старший сержант                               | Старший сержант                               | Сержант                                       | Сержант                                       | Сержант                                       | Сержант                                       |
| Младший сержант                               | Младший сержант                               | Младший сержант                               | Младший сержант                               | Ефрейтор                                      | Ефрейтор                                      | Ефрейтор                                      | Ефрейтор                                      | Рядовой                                       | Рядовой                                       | Рядовой                                       | Рядовой                                       |

### На 1991 год
| Воинские звания в Военно-воздушных силах СССР | Воинские звания в Военно-воздушных силах СССР | Воинские звания в Военно-воздушных силах СССР | Воинские звания в Военно-воздушных силах СССР | Воинские звания в Военно-воздушных силах СССР | Воинские звания в Военно-воздушных силах СССР | Воинские звания в Военно-воздушных силах СССР | Воинские звания в Военно-воздушных силах СССР | Воинские звания в Военно-воздушных силах СССР | Воинские звания в Военно-воздушных силах СССР | Воинские звания в Военно-воздушных силах СССР | Воинские звания в Военно-воздушных силах СССР |
| Высший офицерский состав                      | Высший офицерский состав                      | Высший офицерский состав                      | Высший офицерский состав                      | Высший офицерский состав                      | Высший офицерский состав                      | Высший офицерский состав                      | Высший офицерский состав                      | Высший офицерский состав                      | Высший офицерский состав                      | Высший офицерский состав                      | Высший офицерский состав                      |
| --------------------------------------------- | --------------------------------------------- | --------------------------------------------- | --------------------------------------------- | --------------------------------------------- | --------------------------------------------- | --------------------------------------------- | --------------------------------------------- | --------------------------------------------- | --------------------------------------------- | --------------------------------------------- | --------------------------------------------- |
| Главный маршал авиации                        |                                               |                                               |                                               |                                               |                                               |                                               |                                               |                                               |                                               |                                               |                                               |
| Маршал авиации                                | Маршал авиации                                | Маршал авиации                                | Генерал-полковник авиации                     | Генерал-полковник авиации                     | Генерал-полковник авиации                     | Генерал-лейтенант авиации                     | Генерал-лейтенант авиации                     | Генерал-лейтенант авиации                     | Генерал-майор авиации                         | Генерал-майор авиации                         | Генерал-майор авиации                         |
| Старший офицерский состав                     |                                               |                                               |                                               |                                               |                                               |                                               |                                               |                                               |                                               |                                               |                                               |
| Полковник                                     | Полковник                                     | Полковник                                     | Полковник                                     | Подполковник                                  | Подполковник                                  | Подполковник                                  | Подполковник                                  | Майор                                         | Майор                                         | Майор                                         | Майор                                         |
| Младший офицерский состав                     |                                               |                                               |                                               |                                               |                                               |                                               |                                               |                                               |                                               |                                               |                                               |
| Капитан                                       | Капитан                                       | Капитан                                       | Старший лейтенант                             | Старший лейтенант                             | Старший лейтенант                             | Лейтенант                                     | Лейтенант                                     | Лейтенант                                     | Младший лейтенант                             | Младший лейтенант                             | Младший лейтенант                             |
| Прапорщики                                    |                                               |                                               |                                               |                                               |                                               |                                               |                                               |                                               |                                               |                                               |                                               |
| Старший прапорщик                             | Старший прапорщик                             | Старший прапорщик                             | Старший прапорщик                             | Старший прапорщик                             | Старший прапорщик                             | Прапорщик                                     | Прапорщик                                     | Прапорщик                                     | Прапорщик                                     | Прапорщик                                     | Прапорщик                                     |
| Сержанты, старшины и солдаты                  |                                               |                                               |                                               |                                               |                                               |                                               |                                               |                                               |                                               |                                               |                                               |
| Старшина                                      | Старший сержант                               | Старший сержант                               | Старший сержант                               | Старший сержант                               | Сержант                                       | Сержант                                       | Сержант                                       | Сержант                                       |                                               |                                               |                                               |
| Младший сержант                               | Младший сержант                               | Младший сержант                               | Младший сержант                               | Ефрейтор                                      | Ефрейтор                                      | Ефрейтор                                      | Ефрейтор                                      | Рядовой                                       | Рядовой                                       | Рядовой                                       | Рядовой                                       |

## Фотогалерея

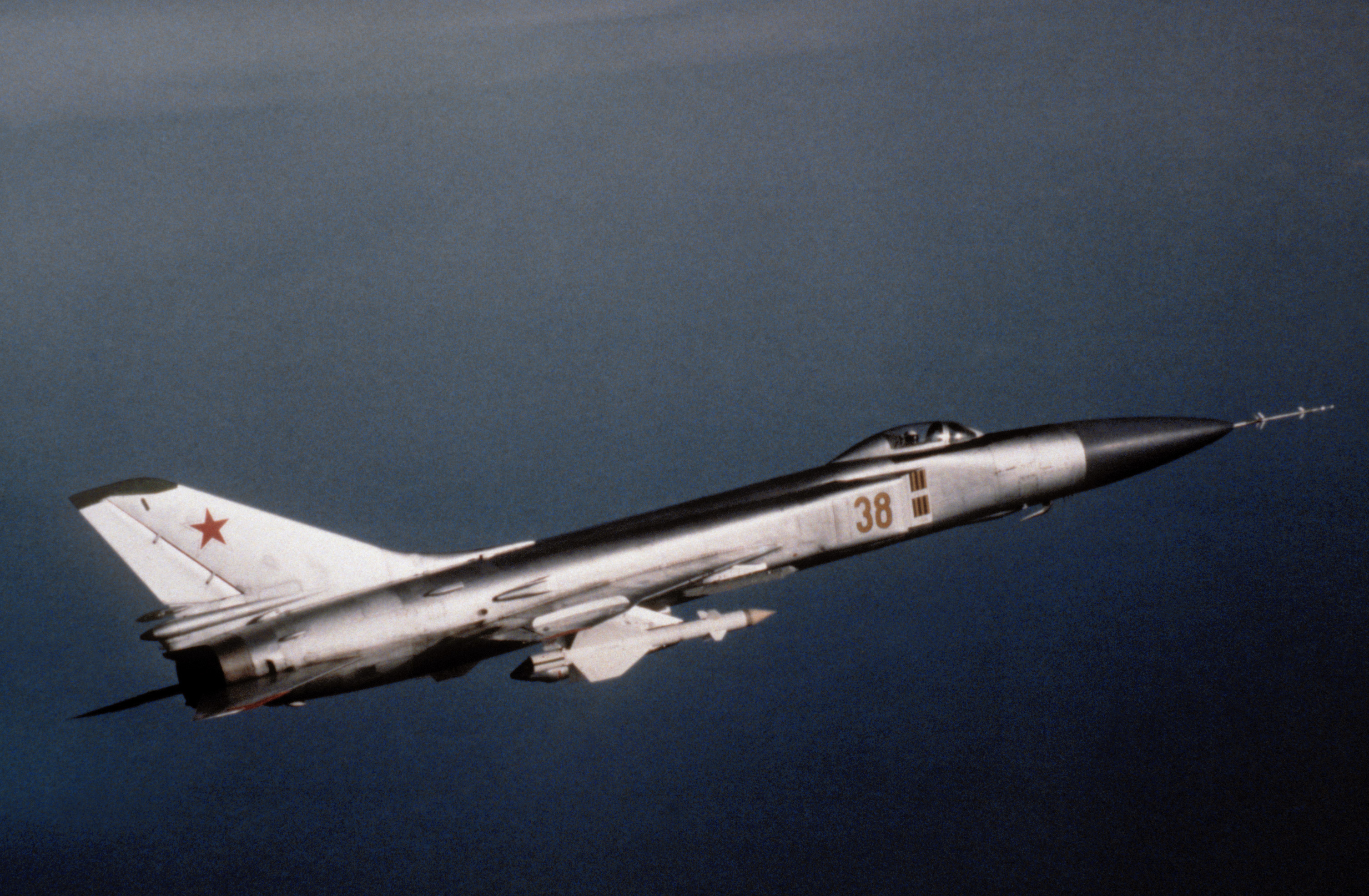
истребитель-перехватчик Су-15
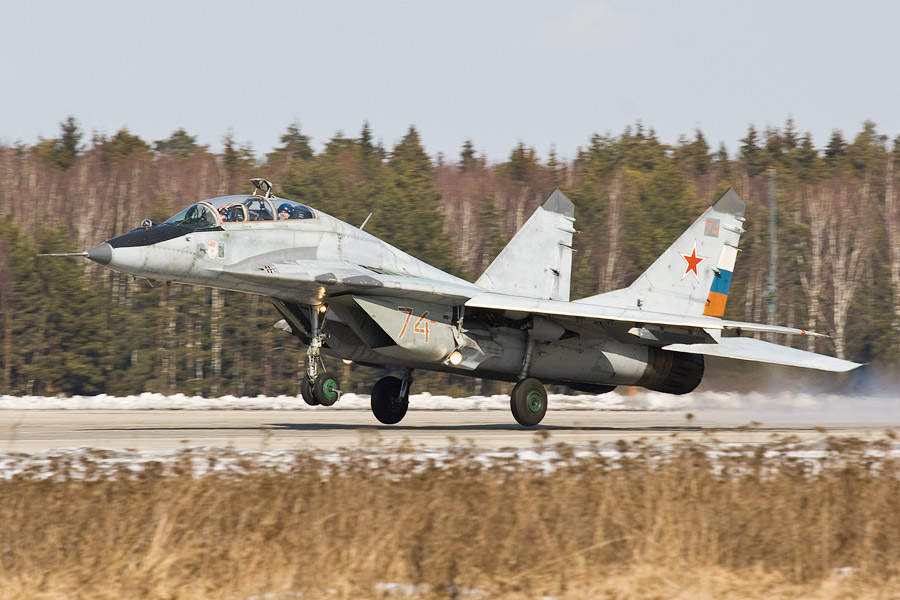
многоцелевой истребитель МиГ-29
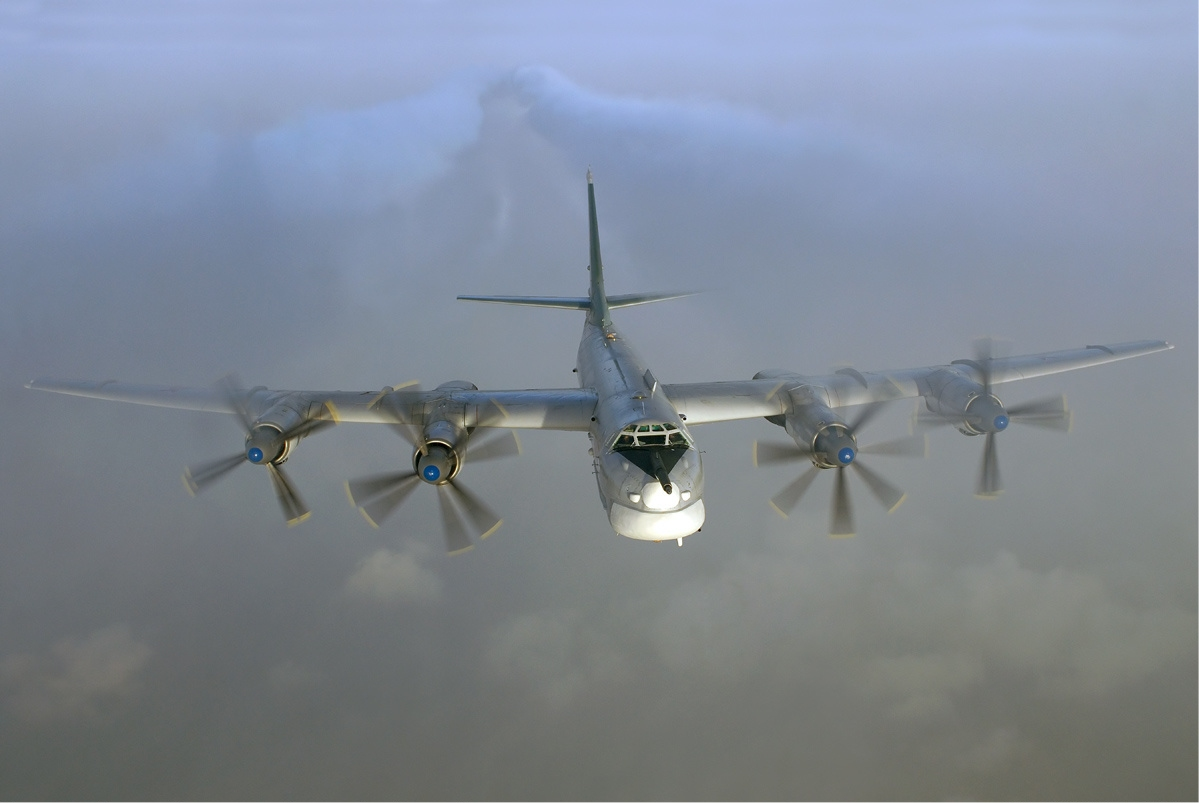
стратегический бомбардировщик Ту-95
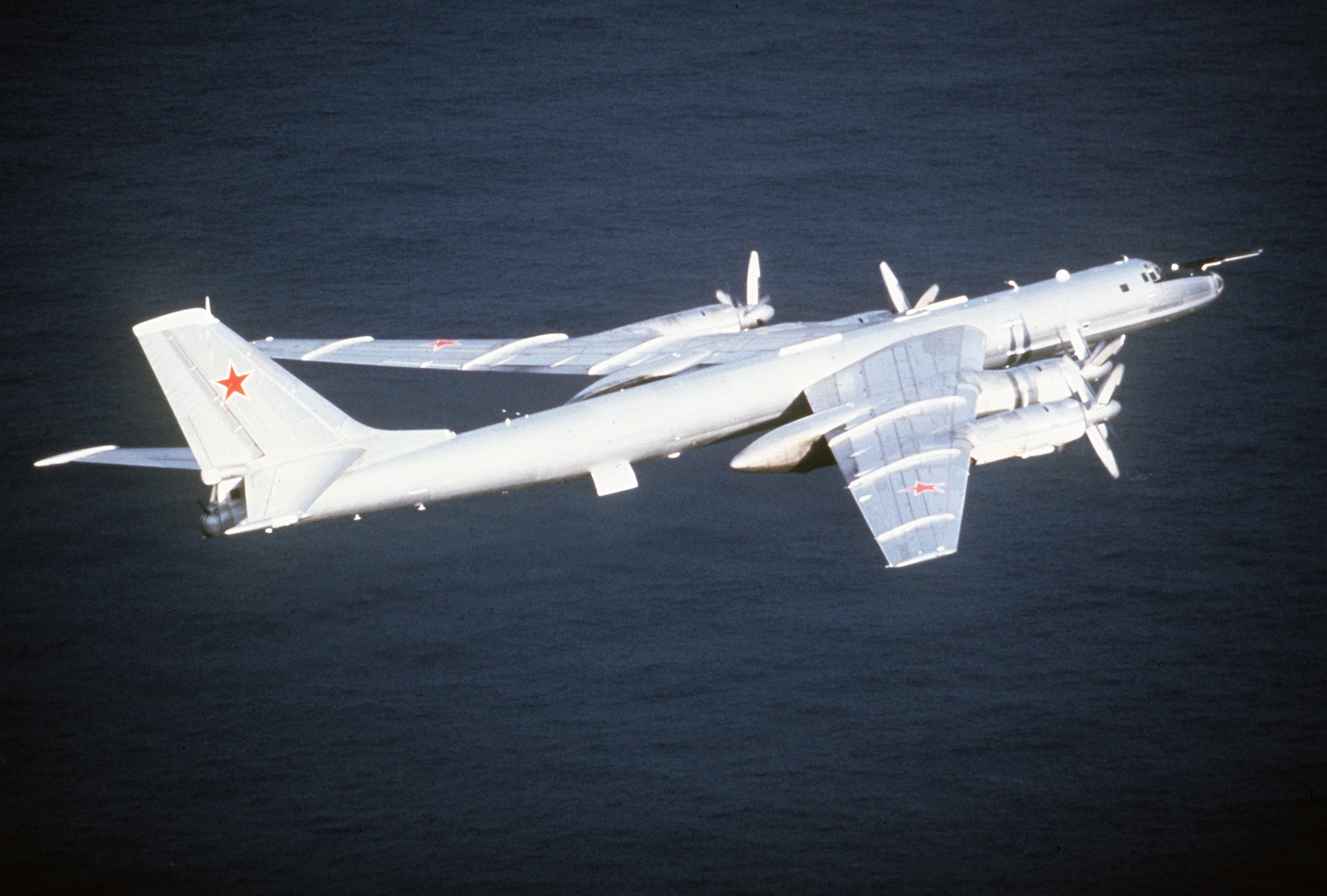
дальний противолодочный самолёт Ту-142
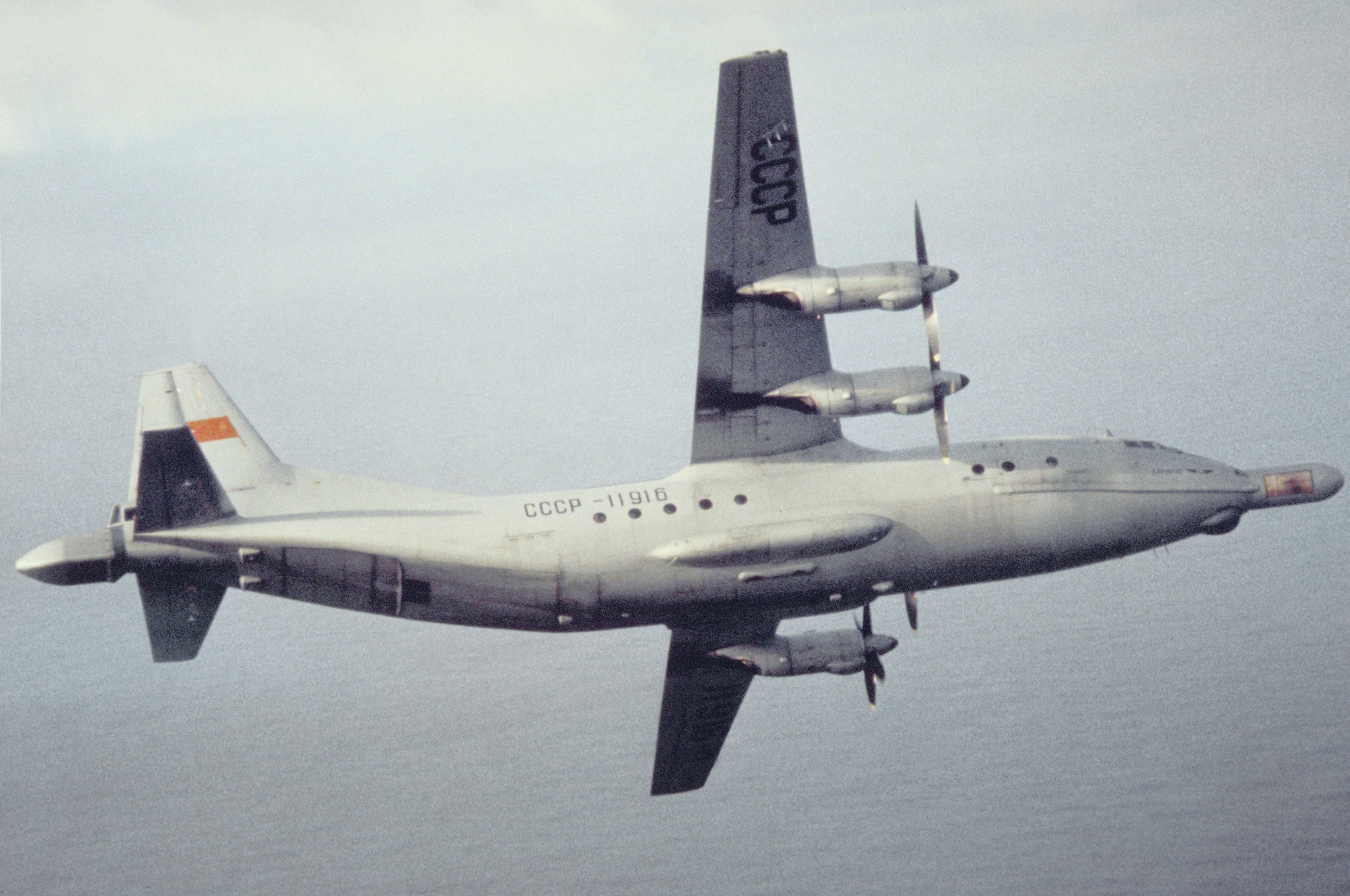
транспортный самолёт Ан-12
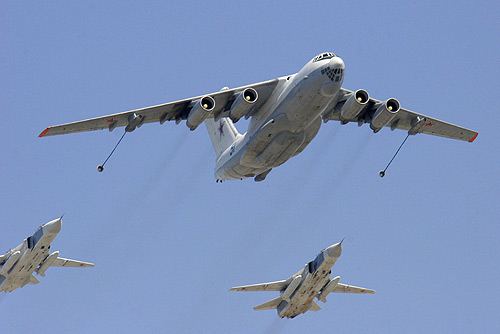
самолёт-заправщик Ил-78
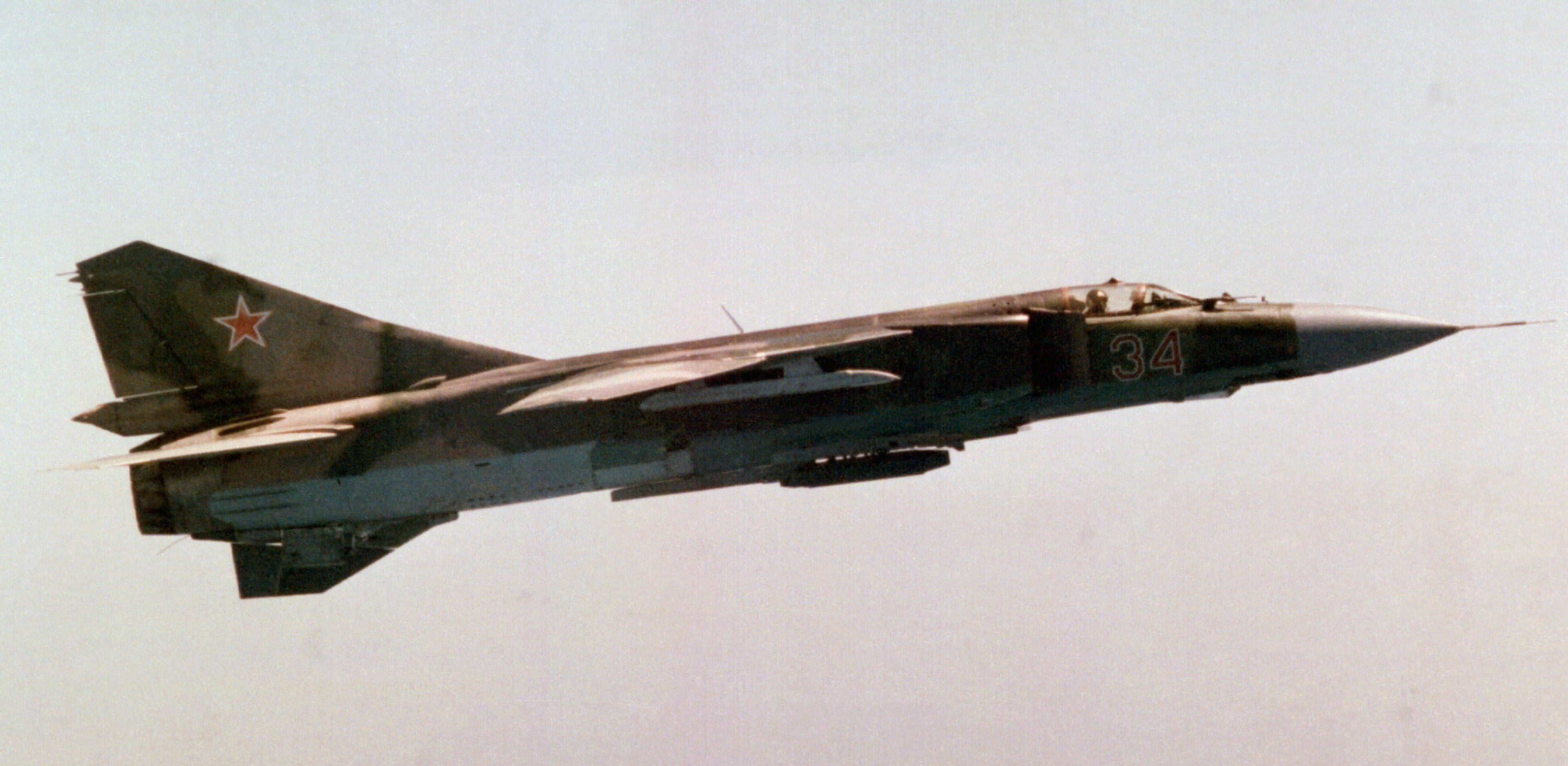
истребитель МиГ-23МЛД
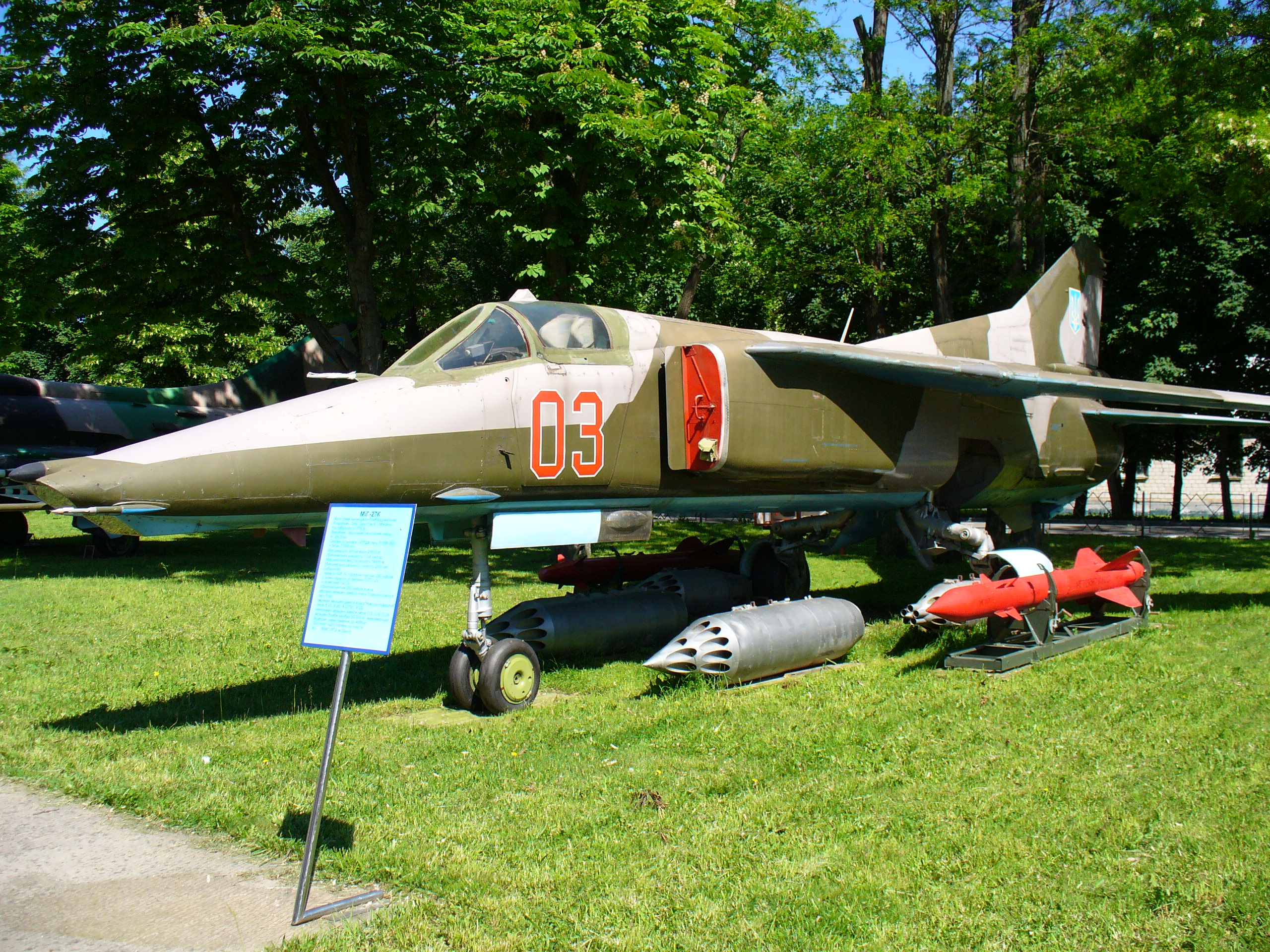
истребитель-бомбардировщик МиГ-27К
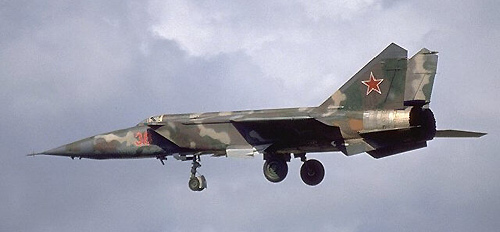
разведчик-бомбардировщик МиГ-25РБ
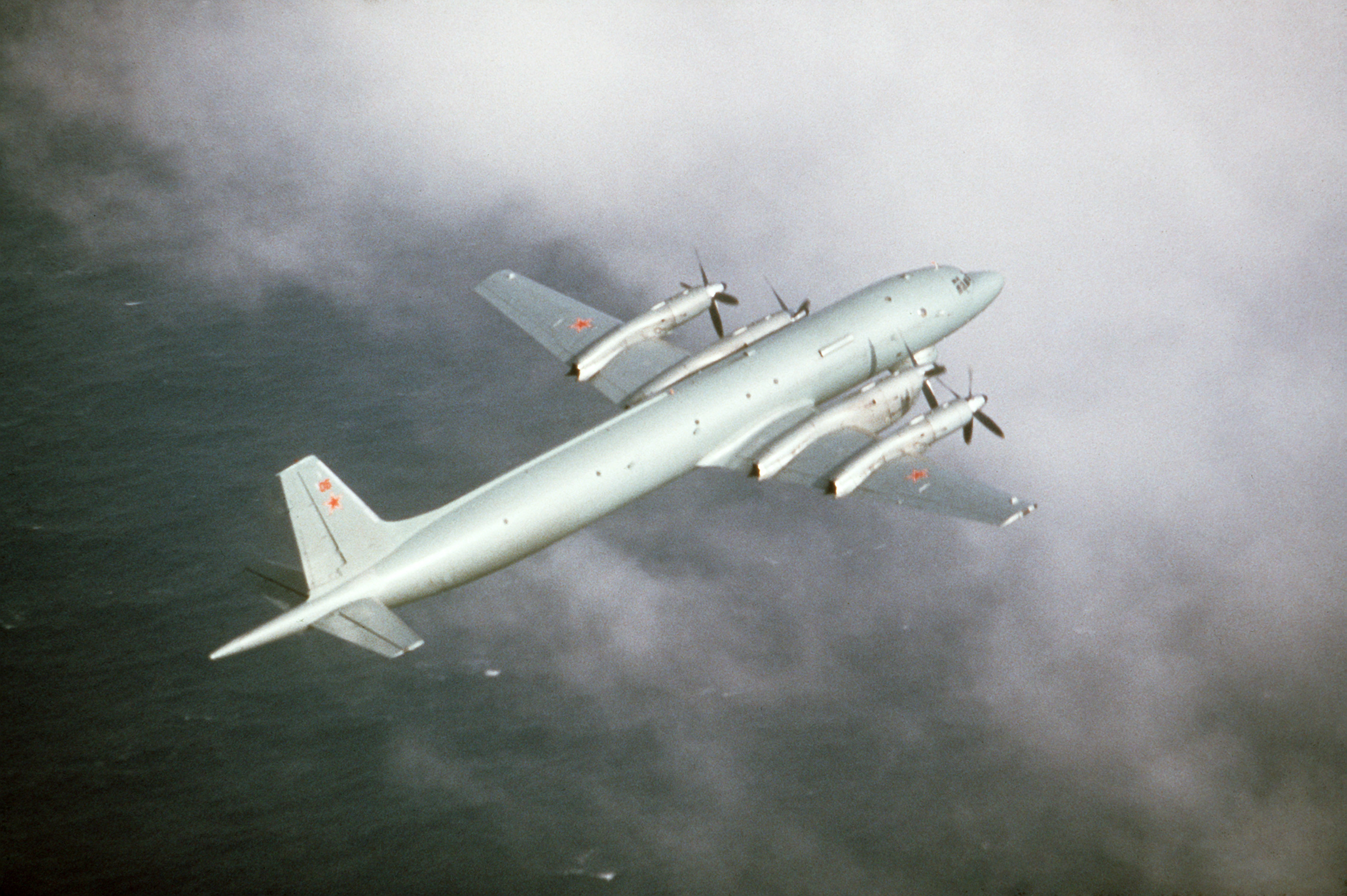
противолодочный самолёт Ил-38
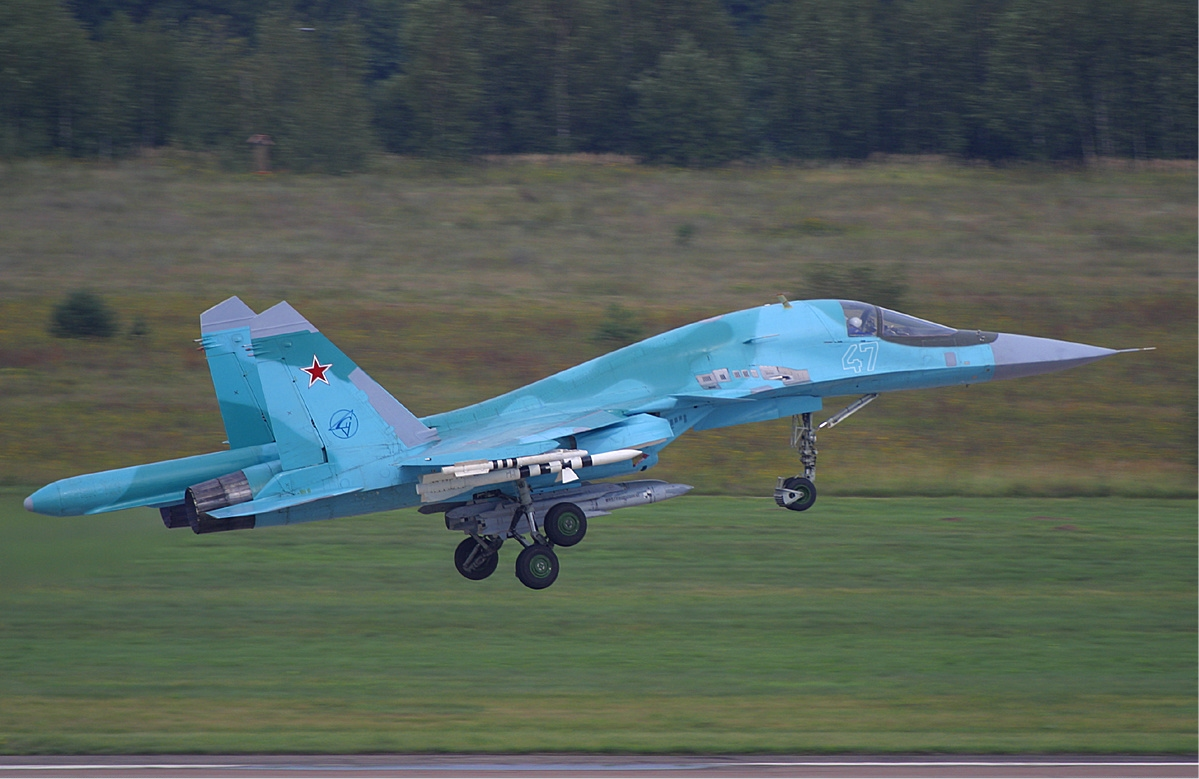
истребитель-бомбардировщик Су-34
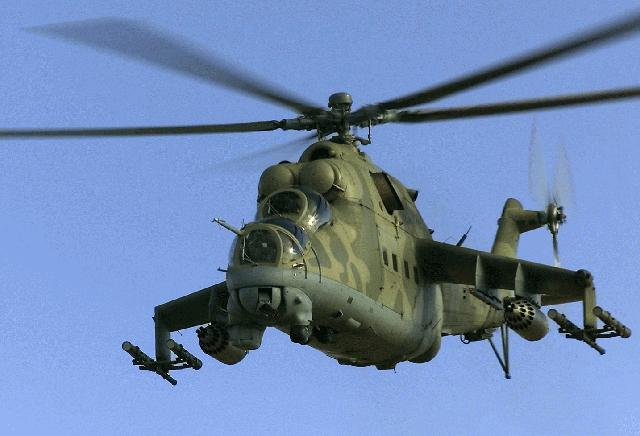
боевой вертолёт в США Ми-24Д

## Комментарии
1. ↑  Командующий ВВС Западного Особого военного Округа генерал-майор авиации И. И. Ко́пец, узнав о потерях ВВС округа в течение первого дня войны, застрелился. Генерал-майор авиации С. А. Черных, командир 9-й смешанной авиационной дивизии, потерявшей в первый день войны 347 самолётов из 409, был арестован 8 июля 1941 и вскоре расстрелян.